# История физики

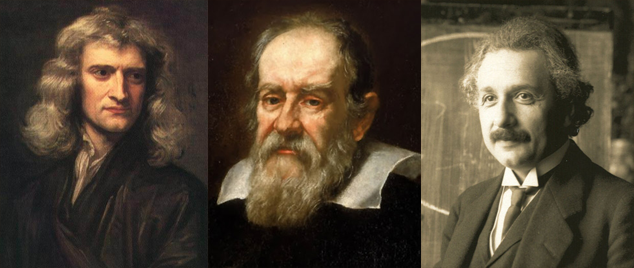
Ньютон, Галилей, Эйнштейн

История физики исследует эволюцию физики — науки, изучающей фундаментальные (наиболее общие) свойства и законы движения объектов материального мира. Предметом истории физики являются выявление и обобщённый анализ основных событий и тенденций в развитии физических знаний.
До XVII века механика, физика, химия, науки о Земле, астрономия и даже физиология были частью «пакета знаний», называвшегося «натуральная философия» и соединявшего позитивные сведения о природных явлениях и гениальные догадки (понятия пространства, времени, движения, идея естественной закономерности, бесконечность мира, континуум пространства, дискретная структура вещества) с умозрительными фантазиями и ошибочными заключениями о причинах этих явлений. 
История физики как самостоятельной науки начинается в XVII веке с опытов Галилея и его учеников. Теоретический фундамент классической физики создал Ньютон в конце XVII века. Сочетание быстрого технологического развития и его теоретического осмысления в XVIII—XIX веках привело к выявлению коренных физических понятий (масса, энергия, импульс, атомы и т. д.) и открытию фундаментальных законов их взаимосвязи, хорошо проверенных в экспериментах.
В начале XX века сразу в нескольких областях была обнаружена ограниченность сферы применения классической физики. Появились теория относительности, квантовая физика, теория микрочастиц. Но количество нерешённых физических проблем по-прежнему велико, и это стимулирует деятельность физиков к дальнейшему развитию данной науки.

## Ранние физические воззрения
В Древнем мире происходило становление астрономии, оптики и других наук, прогресс в которых не только стимулировал развитие математики, но и сам во многом от неё зависел. В то же время развивалась натурфилософия, которая пыталась (в основном качественно) объяснять причины явлений. Если создать практически полезную модель явления природы не удавалось, её заменяли религиозные мифы (например, «молния есть гнев богов», «затмение Солнца вызвано происками дракона»).
Средств для проверки теоретических моделей и выяснения вопроса, какая из них верна, в древности было крайне мало, даже если речь шла о земных каждодневных явлениях. Единственные физические величины, которые умели тогда достаточно точно измерять, — вес, длина и угол. Эталоном времени служили сутки, которые в Древнем Египте делили не на 24 часа, а на 12 дневных и 12 ночных, так что было два разных часа, и в разные сезоны продолжительность часа была разной. Но даже когда установили привычные нам единицы времени, из-за отсутствия точных часов большинство физических экспериментов было бы невозможно провести. Поэтому естественно, что вместо научных школ возникали умозрительные или мистические учения.

### Месопотамия и древний Египет
Несмотря на большое число дошедших до нас документов древнего Египта и Вавилона (III—I тысячелетия до н. э.), ни один из них не содержит каких-либо сведений по физике. Наиболее развитой теоретической наукой была, видимо, астрономия, тогда ещё не отделившаяся от астрологии. Для нужд астрономии в Вавилоне разработали методы довольно точного измерения времени и углов; точность вавилонских астрономических таблиц была намного выше, чем египетских.
В области прикладной механики, судя по впечатляющим сооружениям, египтяне и вавилоняне далеко продвинулись — они умело использовали при строительстве блоки, наклонные плоскости, рычаги, клинья и другие механизмы. Однако нет признаков того, что у них существовала какая-либо развитая физическая теория.

### Древний Китай

Пентаграмма (У-син) взаимосвязи стихий мироздания в китайской натурфилософии

Древнейшие дошедшие до нас публикации в области естественных наук появились в Китае и относятся к VII веку до н. э.; возможно, были и более ранние. Китай уже в древние времена достиг высокого уровня развития строительства и ремесла, и накопленный опыт был подвергнут научному анализу. Расцвет китайской физики относится примерно к V—II векам до н. э. Результаты размышлений древнекитайских учёных были включены в различные общефилософские сочинения, из которых выделяются труды Мо-цзы (IV век до н. э.) и его учеников («моистов»).
В той части труда «Моистский канон», где затронуты физические вопросы, основное внимание уделяется механике. Там предпринята первая попытка сформулировать закон инерции: «Прекращение движения происходит из-за противодействующей силы… Если не будет никакой противостоящей силы, то движение никогда не закончится». Далее упоминается некий «переход по мосту», что можно трактовать как утверждение о прямолинейности свободного движения. В других китайских сочинениях просматриваются (в чисто качественной формулировке) закон действия и противодействия, закон рычага, расширение тел при нагревании и сжатие при охлаждении.

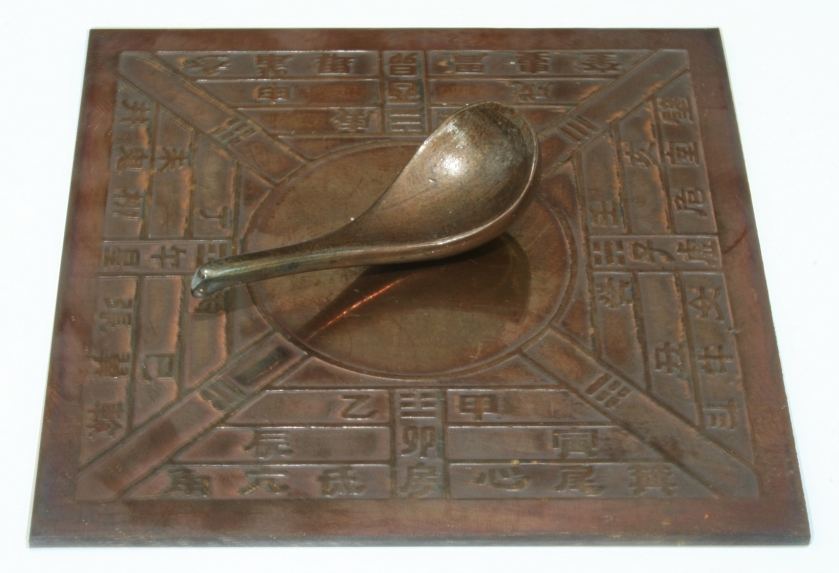
Реконструкция древнекитайского компаса времён династии Хань

Китайцы далеко продвинулись в открытии законов геометрической оптики, в частности, им была известна камера-обскура, причём принцип её работы был описан совершенно правильно (в трактате «Мо-цзин»). Примерно с VI века до н. э. китайцы начали использовать компас («указатель юга»), действие которого они объясняли воздействием звёзд и использовали также для гадания. Привычный нам компас со стрелкой появился впервые тоже в Китае в XI веке. Китайские учёные много занимались теорией музыки (в том числе резонансом) и акустикой.
В целом древнекитайская физика имела прикладной характер. Отдельные попытки обобщения огромного накопленного эмпирического материала носили метафизический или даже религиозный характер; например, привлекались понятия инь/ян и других природных стихий или конфуцианская мистика.

### Древняя Индия
Индийские натурфилософы представляли мир состоящим из пяти основных элементов: земля, огонь, воздух, вода и эфир. Последний заполнял пространство, а также считался носителем звука. Остальные элементы часто связывали с разными органами чувств. Около VII века до н. э. индийские учёные, начиная с основателя школы «вайшешика» Канады, сформулировали и стали развивать концепцию атомов. Приверженцы теории полагали, что атом состоит из элементов, в каждом атоме находится до 9 элементов и каждый элемент имеет до 24 свойств.
Физика и механика древней Индии имеют отчётливый метафизический и качественный характер. Особенно подробно рассматривался вопрос о движении. По учению вайшешики, каждое тело может принимать участие в данный момент только в одном движении, которое встречает сопротивление и само себя разрушает. Причиной движения могут быть напор (в средневековой Европе называвшийся «импетус»), волевое действие и упругость; никакое тело не может само себя привести в движение. Вечное движение невозможно.

### Античная физика

#### Особенности античной физики

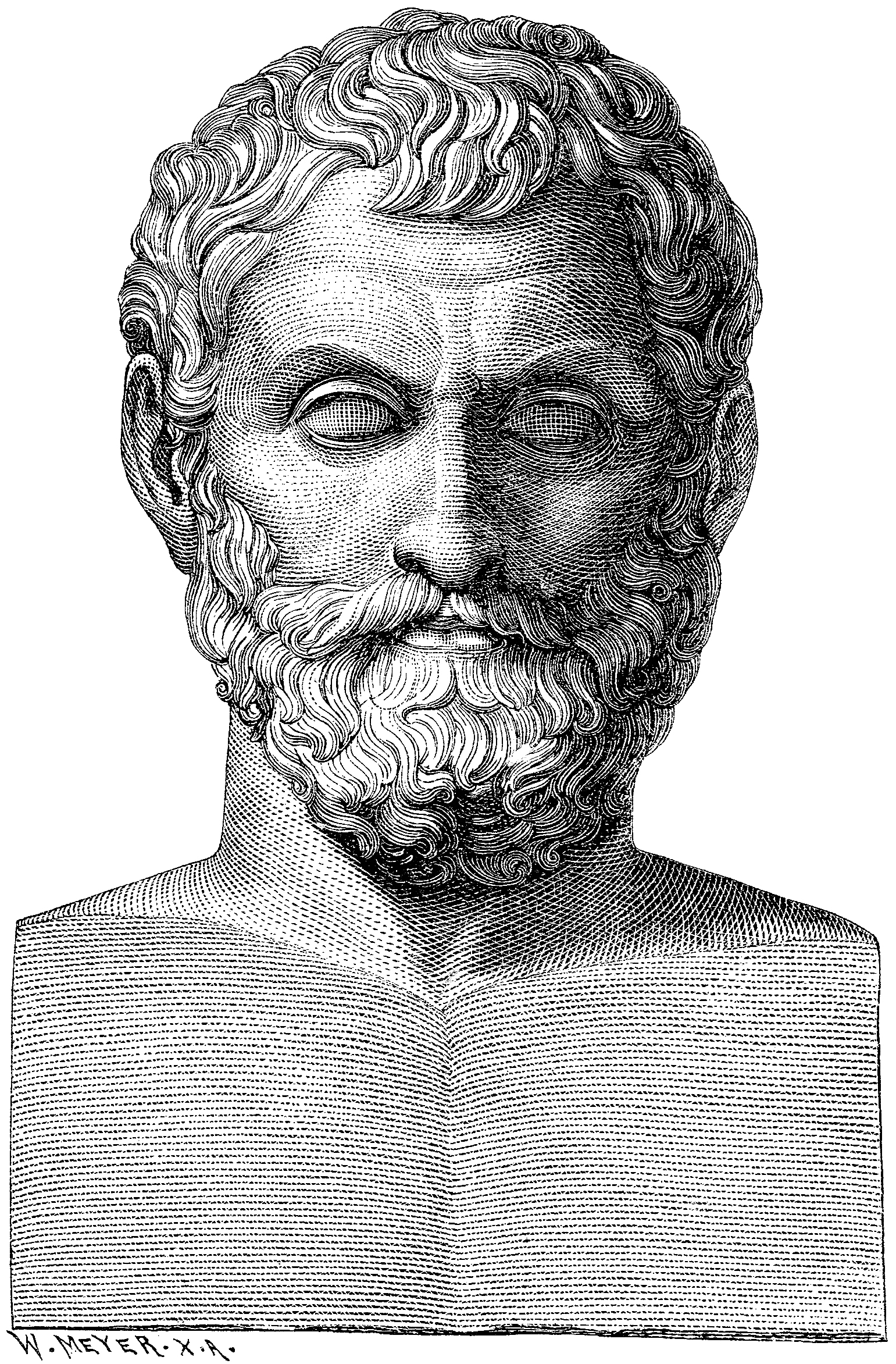
Фалес Милетский
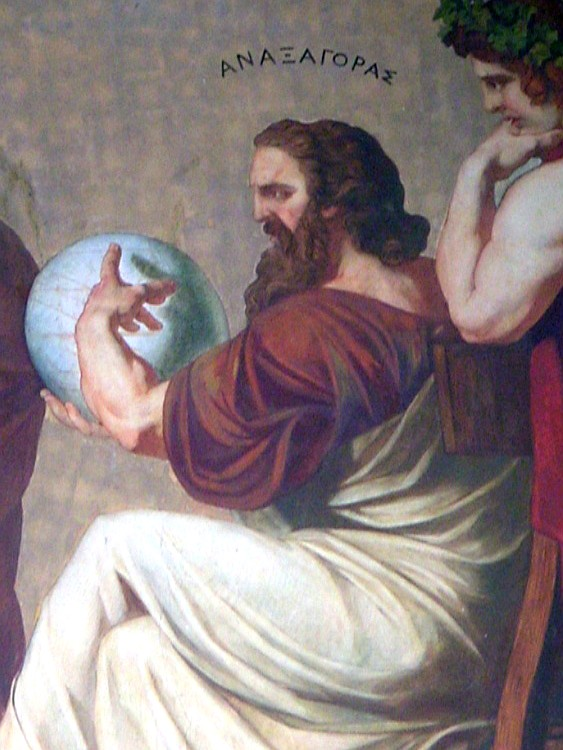
Анаксагор
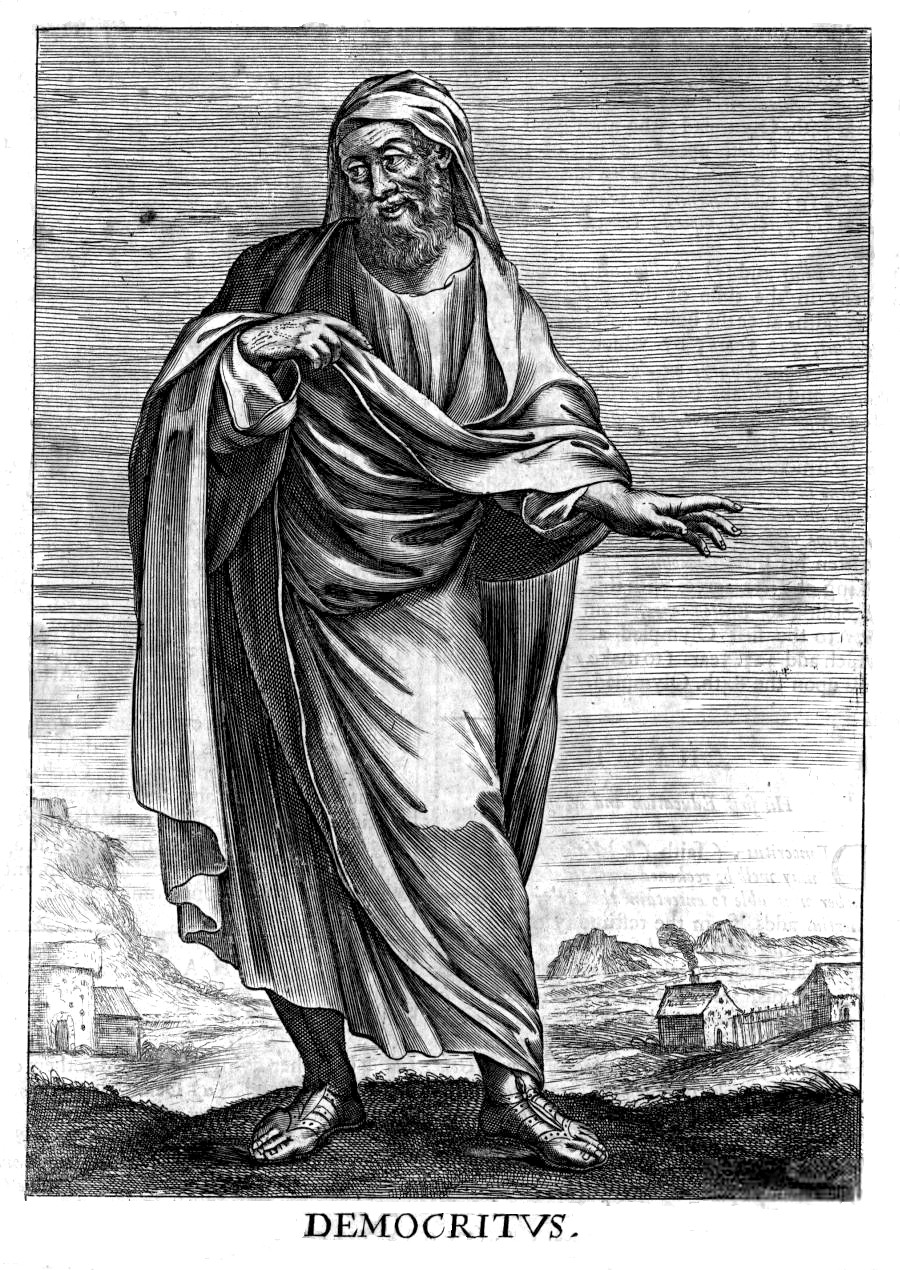
Демокрит
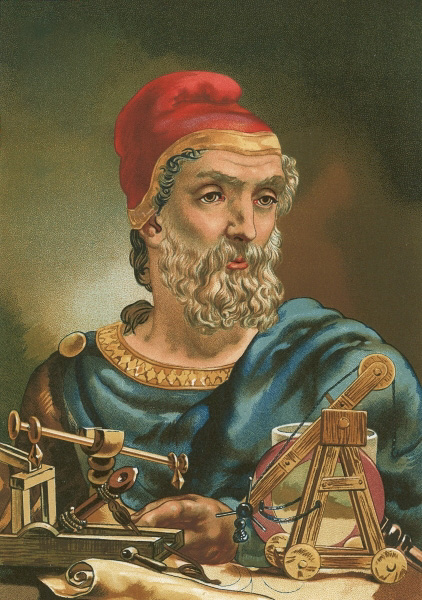
Архимед
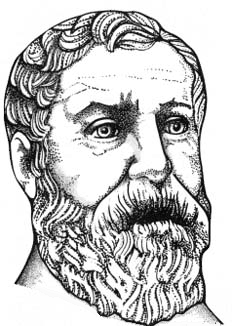
Герон

Античная наука в Древней Греции опиралась на построенную греческими философами содержательную и целостную систему математических знаний — алгебраических и геометрических. Пифагорейцы провозгласили, что все природные явления (механика, астрономия, оптика, музыка и другие) подчиняются математическим законам. Такой подход позволил получить ряд ценных результатов, однако демонстративное дистанцирование многих античных учёных от опытной проверки своих теорий привело и к многочисленным заблуждениям.
Важнейшими источниками по истории античной физики являются труды Платона, Аристотеля (IV век до н. э.), Архимеда (III век до н. э.), Герона и Лукреция Кара (I век до н. э.), а также уцелевшие в цитатах фрагменты текстов других мыслителей. В отличие от мыслителей Китая и Индии, древнегреческие натурфилософы разработали ряд внемифических систем физических взглядов широкого охвата, построенных на основе единых и явно сформулированных принципов. Большинство этих принципов — например, механика Аристотеля — оказались ошибочными. Исключение составили работы Архимеда и Герона, которые соединяли в себе физика-теоретика и умелого инженера, поэтому их открытия, с некоторым уточнением терминологии, остались и в современной науке. В целом греческая натурфилософия оказала огромное влияние на развитие науки и не имела конкурентов вплоть до XVII века. Значение античной физики в том, что она ясно поставила коренные проблемы структуры и движения материи, а также обсудила возможные пути решения этих проблем.

#### Первоэлементы и платонизм

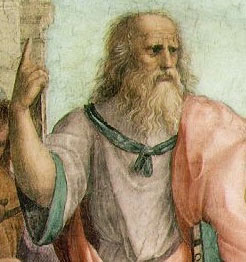
Платон. Деталь «Афинской школы» Рафаэля

Ранние античные физики выдвигали различные гипотезы о том, что следует считать основой Вселенной, первоэлементом, из которого строится всё многообразие наблюдаемых объектов. Фалес считал таковым воду, Анаксимен — воздух, Гераклит — огонь. Анаксимандр полагал, что все эти стихии вторичны и порождаются особой субстанцией, «апейроном». В системе Анаксагора число элементов бесконечно. С появлением хорошо аргументированной пифагорейской доктрины с тезисом «Числа правят миром» её концепции включились в этот спор, математика рассматривалась как своего рода идеальный скелет мира и прямой путь к познанию законов Вселенной. Тем не менее качественные, метафизические модели мира в античной физике преобладали.
Платон, знаменитый философ IV века до н. э., коснулся физических проблем в своём диалоге «Тимей». Несмотря на откровенно мистический характер изложенных там идей, этот труд оставил заметный след в истории науки и философии. Платон постулировал существование, наряду с материальным, ещё и идеального мира «чистых идей», устроенного по законам красоты и математики; реальный же мир представляет собой его размытую копию.
Платон признаёт четыре классические стихии: землю, воду, воздух и огонь, но наряду с ними — ещё и первичный элемент, порождающий прочие четыре, когда укладывается в фигуры правильных многогранников. Платон даже нарисовал схему, какие многогранники соответствуют разным стихиям; например, куб соответствует земле, а пирамида — огню. С этих позиций Платон анализирует и объясняет различные физические процессы — горение, растворение, смену фаз воды, коррозию и т. д.

#### Атомизм
Появление апорий Зенона поставило труднейшую и до сих пор не решённую проблему: делимы ли материя, время и пространство бесконечно или для деления существуют какие-то пределы. Одним из вариантов ответа на этот вопрос стал атомизм (Демокрит, V век до н. э.), согласно которому разные тела отличаются друг от друга не составом, а строением, то есть структурой соединения в них неделимых атомов (впрочем, допускалось наличие атомов разных типов и формы). Атомисты считали, что в природе нет ничего, кроме атомов и пустоты. Атомы обладают способностью достаточно прочно соединяться между собой, образуя вещество и другие наблюдаемые физические проявления (свет, тепло, запахи, магнетизм, электрические эффекты). Эпикур даже полагал, что свобода воли человека вызвана тем, что движение атомов подвержено случайным смещениям.
Атомисты провозгласили закон сохранения материи, естественным путём вытекающий из неразрушимости атомов. Первую формулировку этого закона предложил Эмпедокл (предположительно пифагореец) в V веке до н. э.:

Ничто не может произойти из ничего, и никак не может то, что есть, уничтожиться.
Позже аналогичный тезис высказывали Демокрит, Эпикур, Аристотель и другие натурфилософы.

#### Физика Аристотеля

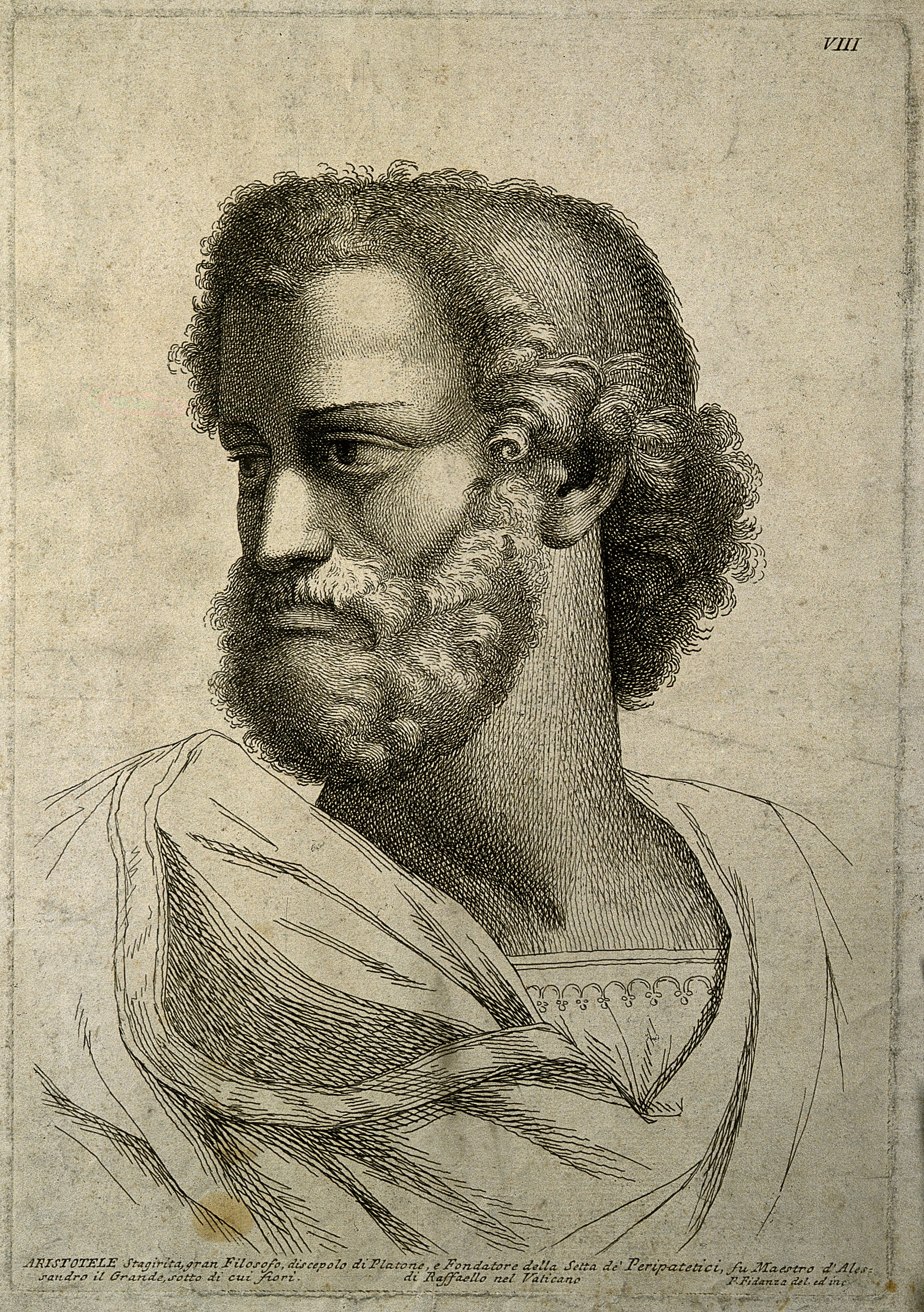
Аристотель.
Гравюра П. Фиданца

Аристотель (IV век до н. э.) осудил модели своих предшественников как догматические и не подтверждённые наблюдениями. Единственным источником сведений о природе он признал анализ реального опыта, а вводить в теорию заведомо ненаблюдаемые понятия (вроде атомов или корпускул) принципиально недопустимо. Сам Аристотель старался на место догм поставить логические рассуждения и ссылку на общеизвестные физические явления. Термин «Физика» возник как название одного из сочинений Аристотеля. Учёному одно время приписывался содержательный труд «Механические проблемы», но, скорее всего, у этой книги был более поздний автор из Александрии, по взглядам близкий к школе Аристотеля.
Предметом физики, по мнению Аристотеля, является выяснение первопричин природных явлений:

Так как научное знание возникает при всех исследованиях, которые простираются на начала, причины или элементы путём их познания (ведь мы тогда уверены в познании всякой вещи, когда узнаём её первые причины, первые начала и разлагаем её впредь до элементов), то ясно, что и в науке о природе надо определить прежде всего то, что относится к началам.
Вопреки стремлению Аристотеля к опытному обоснованию физики, такой подход, из-за отсутствия экспериментальной физики и точных измерительных приборов, ещё долго (фактически до Ньютона) отдавал приоритет метафизическим фантазиям. В частности, Аристотель и его последователи утверждали, что движение тела поддерживается приложенной к нему силой. Понятия скорости у Аристотеля, как и у других античных мыслителей, не было, так как для него требуется отношение пути ко времени, а греки признавали только отношения однородных величин (по той же причине отсутствовало понятие плотности).
Аристотель резко критиковал атомистов, заявив: если атомов бесконечно много и они движутся, то у них должно быть бесконечно много «движущих причин», но тогда мир обратился бы в хаос. Большинство движений, по Аристотелю, происходят потому, что тела стремятся занять свои естественные места — например, для тяжёлых тел такое место находится в центре Земли, отсюда возникает эффект падения. Тяжёлые предметы, по мнению Аристотеля, падают быстрее, чем лёгкие той же формы, и время падения обратно пропорционально весу тел. Аристотель рассматривал также и «искусственное движение» под влиянием приложенной силы, но считал, что с прекращением воздействия тело остановится. Очевидное противоречие с опытом — например, летящая стрела движется вовсе не по вертикали — Аристотель объяснял тем, что стрелу поддерживает возмущение воздуха, созданное при выстреле. Он отрицал возможность пустоты, так как в ней невозможно определить «естественное движение».
Аристотель отверг и модель Платона. Он указал, что она не объясняет многие реальные явления, например, рост давления пара при закипании воды, а связь свойств стихий с многогранниками есть произвольный домысел. Взамен Аристотель предложил столь же надуманную «теорию качеств».
Всё же часть изложенных у Аристотеля физических знаний выдержала испытание временем и, с соответствующими уточнениями, укоренилась в науке. При описании принципа действия весов он дал (в несколько туманной формулировке) условие равновесия рычага. В акустике он правильно описал, что источником звука от звучащего тела является сжатие и разрежение воздуха, а эхо вызвано отражением звука от препятствий.
Система Аристотеля просуществовала почти два тысячелетия, за это время она подверглась многочисленным толкованиям и комментариям. Большой спор вызвал, например, вопрос о том, как меняется вес тела по мере его приближения к центру Земли — одни считали, что вес растёт, другие — что он падает до нуля.

#### Александрийская школа
После IV века до н. э. идейные системы афинской научной школы, недостаточно связанные с опытом, обогащаются более практичным подходом александрийской школы. Александрийские греки разработали несколько количественных (изложенных математически) теорий и описали их практическое применение; среди учёных и изобретателей этого периода особенно прославились Архимед, Ктесибий и Герон Александрийский.
Архимед ясно изложил теорию рычага и механического равновесия, сделав вывод: «величины уравновешиваются на длинах, обратно пропорциональных тяжестям». Он дал определение центра тяжести и нашёл его положение для треугольника и других фигур. Архимед подсчитал величину выталкивающей силы жидкости (закон Архимеда). В IV веке н. э. Синезий Киренский, ученик Гипатии, на основе открытий Архимеда изобрёл ареометр для определения удельного веса жидкостей.

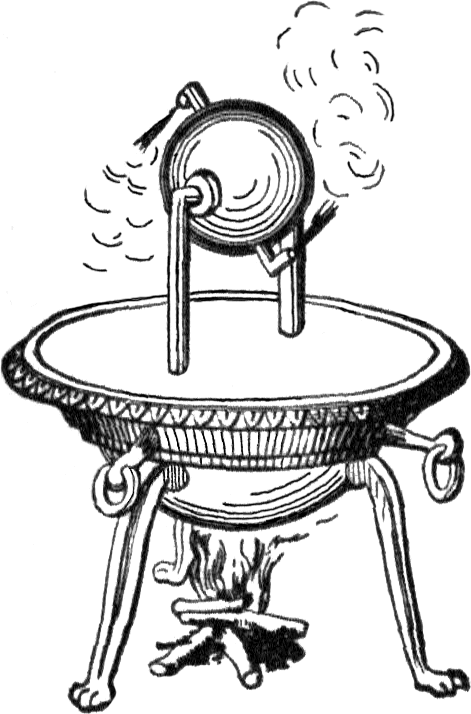
Паровая турбина Герона

Ещё Эмпедокл и Анаксагор экспериментально доказали упругость воздуха. Герон, обобщая накопленный опыт по гидравлике, опубликовал двухтомное учебное пособие «Пневматика». Сжимаемость газа, писал Герон, доказывает, что он состоит из частиц, разделённых пустотой. В «Пневматике» описано множество технических устройств, в том числе первая паровая турбина (эолипил). Большой вклад был внесен в теоретическую акустику и теорию музыки.
Эллины успешно развивали геометрическую оптику. Евклид в книгах «Оптика» и «Катоптрика» глубоко исследовал законы перспективы и теорию зеркал. Другой труд большого объёма по оптике написал Архимед, но он не сохранился. Известно, что Архимед измерил угловой диаметр Солнца и получил довольно точный результат: между 27' и 33' (угловых минут). У Герона встречается первый вариационный принцип «наименьшего пути» для отражения света. Клавдий Птолемей в своём трактате «Оптика» подробно описал астрономическую рефракцию и указал, что она поднимает видимые изображения светил. Тем не менее в оптике древних греков были и грубые ошибки. Например, угол преломления считался пропорциональным углу падения (эту ошибку разделял даже Кеплер), изображение на сетчатке глаза ещё не было открыто, и поэтому зрение связывалось с особыми лучами, исходящими из глаз человека и животных. Гипотезы о природе света и цветности были многочисленны, но чисто умозрительны.

#### Древний Рим
Римская империя поддерживала в первую очередь высокий уровень развития инженерного искусства (строительство, военная техника, водопроводы и др.). Из руководств по практической инженерии большой интерес представляют «Десять книг об архитектуре» Витрувия (I век до н. э.), содержащие ряд перспективных физических идей. Витрувий характеризует звук как волны в воздухе, пишет о круговороте воды в природе (многие его современники верили в самозарождение воды в пещерах из воздуха), утверждает, что ветры образуются от «напряжения водяных паров».
Несколько римских мыслителей оставили сочинения по теоретико-физическим проблемам — частью под греческим влиянием, частью оригинальных. Тит Лукреций Кар (I век до н. э.), по своим взглядам эпикуреец, написал поэму «О природе вещей». Поэма содержит попытки объяснения различных явлений (в том числе магнитного притяжения) с позиций атомизма Демокрита. Другой римский сторонник атомизма, Сенека, в своём семитомном труде «Исследования о природе» даёт объяснения электричеству, небесным явлениям, кометам, свойствам воды, воздуха и света. Объяснения Сенеки по большей части «легкомысленны» — например, цвета предметов, по его мнению, возникают при смешении солнечного света с тёмными облаками. Ещё больше фантазий в книге Плиния Старшего «Естественная история» — например, что алмаз экранирует магнит, что звёзды могут спускаться на мачты кораблей, образуя «огни святого Эльма» и др. Полководец Секст Юлий Фронтин (I век н. э.), которого на склоне лет назначили смотрителем городского водопровода, оставил сочинение «О римских водопроводах»; в нём он впервые, за полтора тысячелетия до Торричелли, отметил, что скорость вытекания воды из сосуда зависит не от ширины отверстия, но от уровня воды в сосуде.

### Страны ислама
Золотой век науки в исламских странах длился примерно с IX по XIV век (до монгольского завоевания). В этот период главные труды греческих и индийских учёных были переведены на арабский, после чего арабские, персидские и тюркские мыслители развили и прокомментировали эти труды, а в ряде случаев предложили новые физические модели. Основное внимание исламские учёные уделяли оптике и технической механике (в теоретической механике существенного продвижения не было).
Абдуррахман аль-Хазини (XII век), автор трактата «Книга весов мудрости» (1121), продолжил исследования Архимеда по рычажным весам и центрам тяжести. В книге описаны многочисленные практические применения изложенных принципов, включая способы обнаружить ювелирные подделки, приводится таблица удельных весов разных материалов. Аль-Хазини пошёл дальше Архимеда и распространил его закон на тела в воздухе: при откачке воздуха из резервуара находящиеся там тела становятся тяжелее. Дополнительную ценность книге аль-Хазини придают включённые в неё результаты Омара Хайяма и Аль-Бируни, связанные с темой точного взвешивания и расчёта удельного веса.

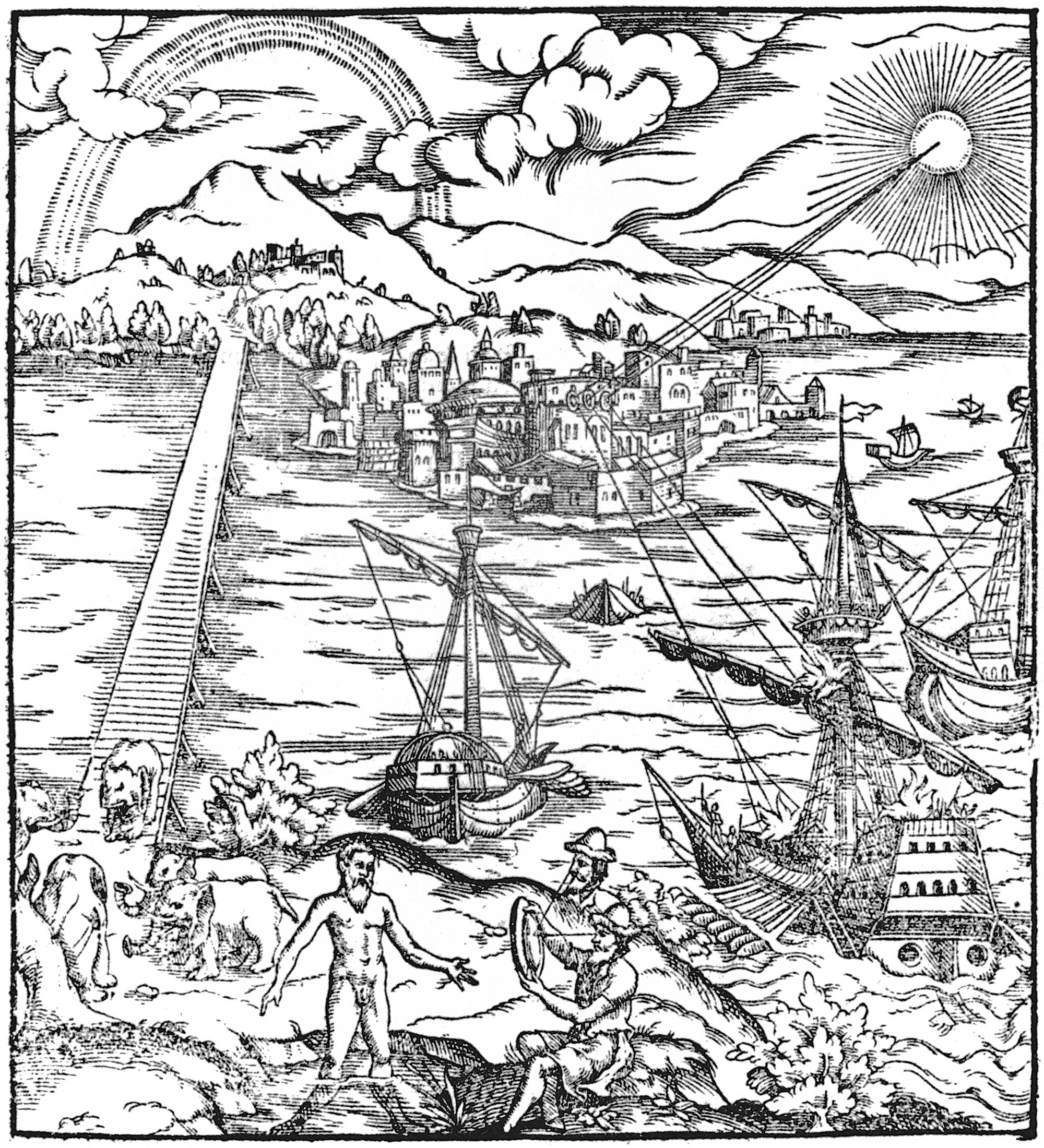
Титульная страница латинского перевода «Книги оптики»

В оптике крупнейший после Птолемея вклад сделал Ибн аль-Хайсам (XI век, в Европе его называли «Альхазен»), автор монографии «Книга оптики». Альхазен отверг древнюю гипотезу о лучах зрения, исходящих из глаз, дал правильное описание строения глаза и свойств бинокулярного зрения. Он, однако, полагал, что изображение внешних предметов формируется внутри хрусталика. Альхазен высказал предположение о конечности скорости света и проводил опыты с камерой-обскурой, опыты по преломлению света и эксперименты с различными видами зеркал. Он установил, что отражённый от криволинейного зеркала луч находится в плоскости, содержащей падающий луч и нормаль к поверхности. Взгляды Альхазена (без упоминания его имени) были детально изложены в книге Эразма Витело (Вителлия), которая появилась в 1271 году и заслужила большую популярность; эта книга издавалась на протяжении 300 лет и существенно содействовала развитию оптики в Европе.
Аль-Джазари (1136—1206), один из крупнейших арабских изобретателей, в своем сочинении «Книга грёз» описал коленчатый вал, клапанные насосы, водоподъёмные машины, водяные часы, музыкальные автоматы и другое. Аль-Джазари принадлежат такие технологические новшества, как: ламинирование древесины, кодовые замки, гибрид компаса с универсальными солнечными часами для любых широт и т. д.

### Средневековая Европа
В христианской Европе научные исследования фактически начались в XIV веке. До этого можно упомянуть только несколько достижений: изобретены очки, правильно объяснено явление радуги, освоен компас. Французский учёный Пьер де Марикур в 1269 году издал обширное исследование свойств магнитов, где указал, помимо прочего, что намагниченный предмет можно перемагнитить, и что источником магнетизма являются небесные «полюса мира».
В XI—XIV веках появились латинские переводы арабских и уцелевших греческих текстов. Эти работы оказали значительное влияние на таких средневековых философов, как Фома Аквинский. Средневековые схоласты искали способ согласовать античную философию с христианской теологией, провозглашая Аристотеля самым выдающимся мыслителем античности. Физика Аристотеля, в тех случаях, когда она не противоречила учению церкви, стала основой физических объяснений.

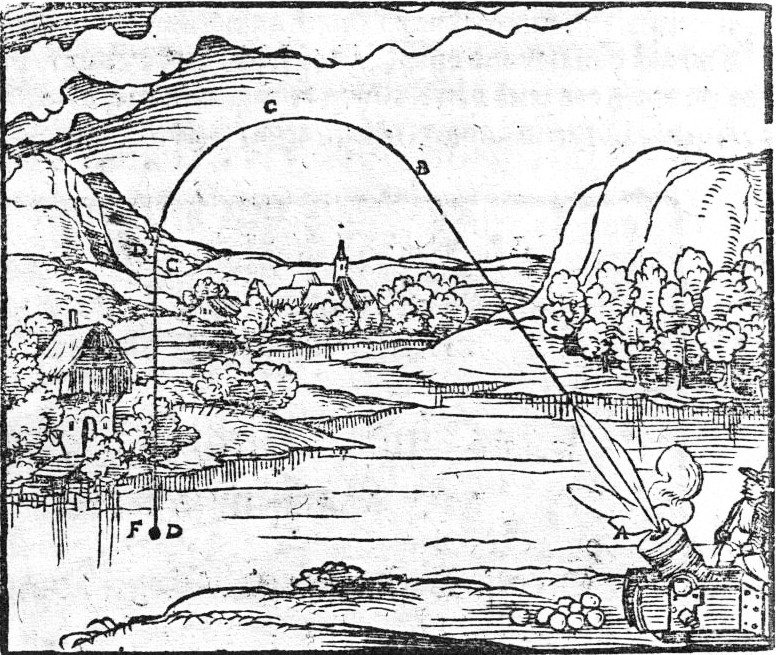
Так в Средневековье представляли себе траекторию пушечного ядра

В соответствии с учением Аристотеля, средневековые мыслители считали, что тела тяготеют к их естественному месту пребывания. Например, «тяжёлые» тела тяготеют вниз, «лёгкие» — вверх. Как указано выше, считалось, что для поддержания движения требуется некоторая сила, без силы движение прекращается. Эта модель подверглась аргументированной критике Иоанном Филопоном уже в VI веке н. э. Филопон выдвинул ряд вопросов, для которых механика Аристотеля не даёт правильного ответа, например: почему камень, брошенный рукой вертикально вверх, после отрыва от руки продолжает некоторое время двигаться вверх, хотя сила броска на него больше не действует? Если движение брошенного тела поддерживает, по мнению Аристотеля, возмущение воздуха, то что поддерживает движение колеса, приведенного толчком во вращение вокруг своей оси, ведь воздух тут явно ни при чём? Филопон также отверг мнение Аристотеля, что тяжёлые тела падают быстрее лёгких.
Для ответа на эти вопросы средневековые учёные (Филопон, позднее — Буридан) разработали теорию импетуса (встроенной силы движения). Это понятие было шагом в сторону концепции инерции, хотя всё же существенно отличалось от неё, так как предполагала, что на брошенные тела продолжает действовать некоторая «унаследованная» сила.
В XIV веке английская группа учёных (так называемые «оксфордские калькуляторы») провела новое исследование нерешённых проблем механики. Они также критиковали механику Аристотеля, уточнили определение скорости и ввели понятие мгновенной скорости, детально изучили равноускоренное движение. Эти работы продолжил парижский натурфилософ Буридан и его ученики Никола Орем и Альберт Саксонский (автор понятия угловой скорости вращения). Школа Буридана не только подвергла разносторонней критике архаичные выводы Аристотеля, но и продвинулась к новой механике, близко подойдя к механическому принципу относительности. Буридан писал, что импетус, соединяясь с тяжестью, ускоряет падение тела; он также, в осторожных выражениях, допустил суточное вращение Земли.
В конце XV века Леонардо да Винчи открыл фундаментальный закон трения и явление капиллярности. Он также, после нескольких неудачных попыток создания вечного двигателя, одним из первым высказал мнение о неосуществимости такого механизма. Немецкий философ Николай Кузанский высказал ряд мыслей, опередивших своё время; в частности, он провозгласил, что Вселенная бесконечна, всякое движение относительно, а земные и небесные тела созданы из одной и той же материи.

## Зарождение физики

### XVI век: технический прогресс и начало научной революции
В XVI веке наблюдается быстрый технический прогресс во многих областях. Были изобретены печатный станок, вязальная машина и многие другие сложные механизмы, появились развитые средства обработки материалов; потребности артиллерии, мореплавания и строительства стимулировали развитие физики. Долгое время проведению экспериментов мешал тот факт, что практически все они были связаны с измерением времени, однако водяные и солнечные часы не могли обеспечить приемлемую точность (например, Галилей для отсчёта времени использовал собственный пульс). В XVI—XVII веках начинают появляться новые, более совершенные измерительные инструменты: механические часы с маятником, термометр, барометр, точные пружинные весы и другие. Эти изобретения значительно расширили возможности проверки физических гипотез. Не менее важной переменой становится растущее убеждение, что реальный опыт является верховным судьёй во всех естественно-научных спорах. Об этом настойчиво писали Николай Кузанский, Леонардо да Винчи, Фрэнсис Бэкон, другие крупные учёные и философы. Ещё одним важным фактором стало практическое завершение освоения античного и исламского наследия — все основные уцелевшие книги были переведены на латинский и освоены европейскими учёными.

Бюст Коперника в Кракове

Большие перемены произошли и в развитии теоретической науки. Научная революция началась с того, что Николай Коперник предложил гелиоцентрическую систему мира (1543) взамен общепринятой тогда геоцентрической. В своей книге «О вращении небесных сфер» Коперник высказал также ряд идей новой, неаристотелевой механики, включая принцип относительности, догадку о законе инерции и всемирном тяготении. Ещё более смелую систему мира предложил в 1580-е годы Джордано Бруно, у которого не только Земля, но и Солнце — рядовое светило.
Симон Стевин в книгах «Десятая» (1585), «Начала статики» и других ввёл в обиход десятичные дроби, сформулировал (независимо от Галилея) закон давления на наклонную плоскость, правило параллелограмма сил, продвинул гидростатику и навигацию. Любопытно, что формулу равновесия на наклонной плоскости он вывел из невозможности вечного движения (которую считал аксиомой).

### Галилей: создание экспериментальной физики

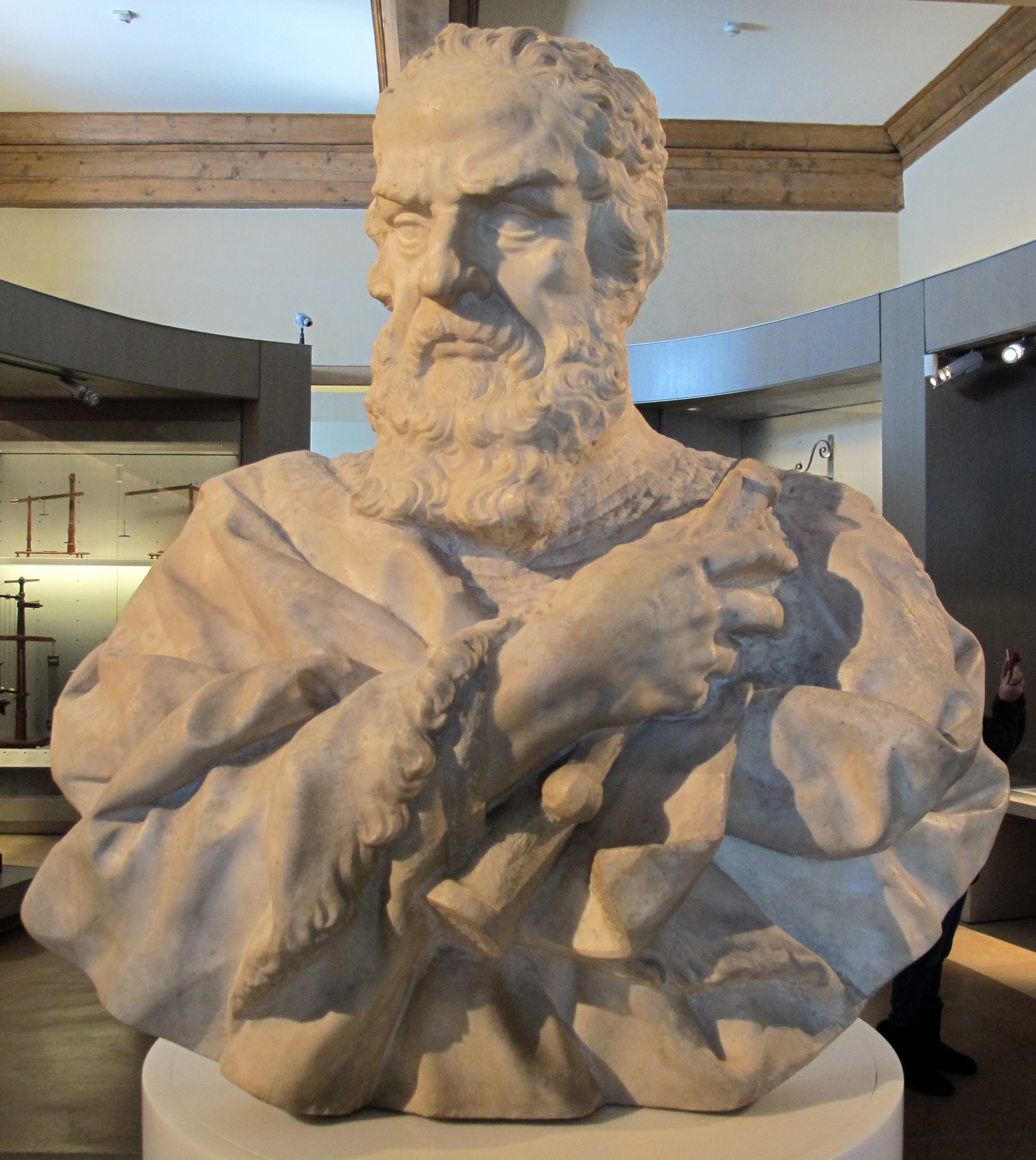
Бюст Галилея работы Карло Марчелини. Музей Галилея, Флоренция

Галилео Галилей прославился как изобретатель телескопа, с помощью которого совершил множество выдающихся астрономических открытий. Но не менее революционные преобразования принадлежат Галилею в механике. Почти все его труды касаются проблем механики, а последняя книга специально ей посвящена. Работы Галилея стали решающим этапом в замене аристотелевой механики новыми, реальными принципами.
Галилей сформулировал основы теоретической механики — принцип относительности, закон инерции, квадратично-ускоренный закон падения. Галилей доказал, что любое брошенное под углом к горизонту тело летит по параболе (если пренебречь сопротивлением воздуха). Он изобрёл первый термометр (ещё без шкалы) и один из первых микроскопов, открыл изохронность колебаний маятника, оценил плотность воздуха. Одно из рассуждений Галилея представляет собой нечётко сформулированный принцип виртуальных перемещений. Большинство своих выводов Галилей делал на основании тщательно спланированных экспериментов. Опыты Галилея по изучению колебаний струны позволили Мерсенну в 1588 году обогатить акустику, связав звучащий тон не только с длиной струны, как у пифагорейцев, а также с частотой её колебаний и натяжением; заодно Мерсенн получил первую оценку скорости звука в воздухе (в метрической системе — около 414 м/с; современное значение - около 330 м/с).
Открытия Галилея ясно и убедительно, хотя и в общих чертах, указали путь к созданию новой механики. Хотя в ряде случаев Галилей ошибался (скажем, причиной приливов он считал вращение Земли), но большинство этих ошибок относятся к ситуациям, где он не мог поставить проверочный опыт.
Ученик Галилея, Торричелли, развил идеи Галилея о движении, сформулировал принцип движения центров тяжести, решил ряд задач гидродинамики и баллистики, в том числе открыл фундаментальную формулу Торричелли (для скорости вытекающей из сосуда жидкости). Он опубликовал основанные на идеях Галилея артиллерийские таблицы, однако из-за неучёта сопротивления воздуха их погрешность оказалась практически неприемлемой.

### XVII век

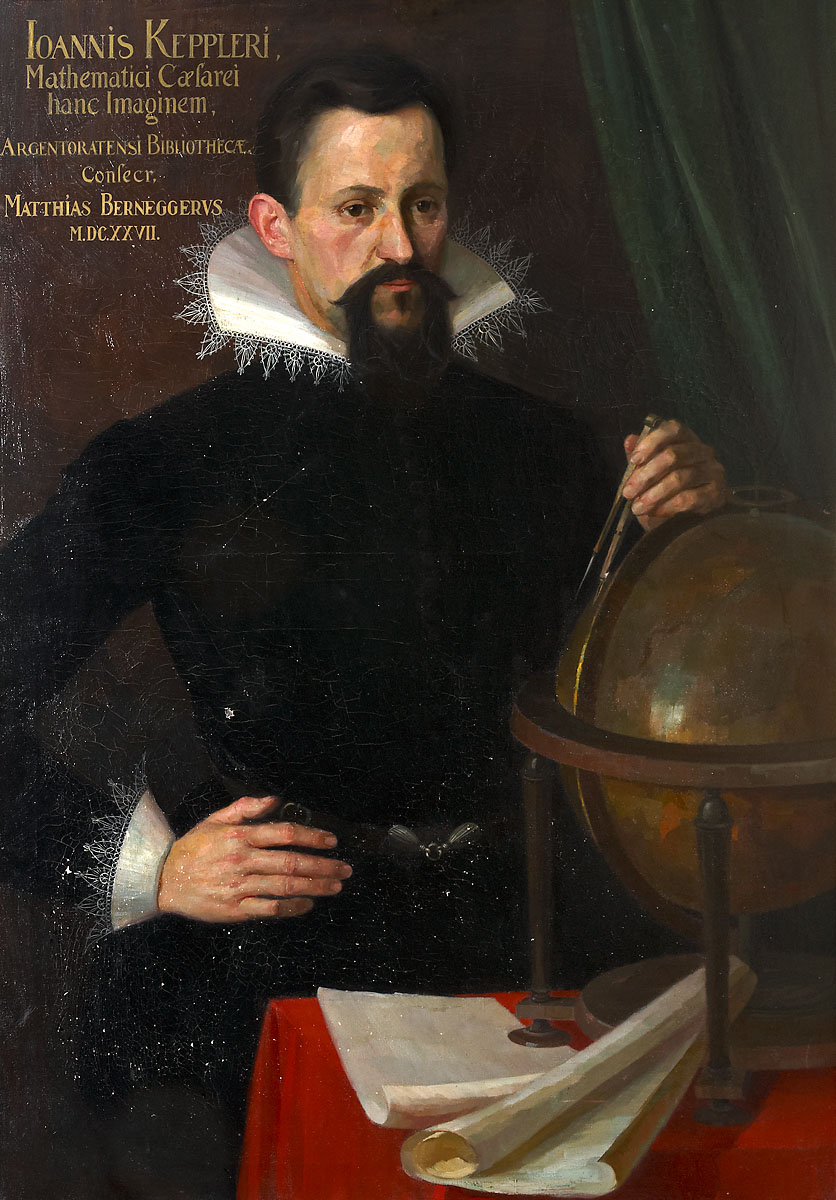
Иоганн Кеплер
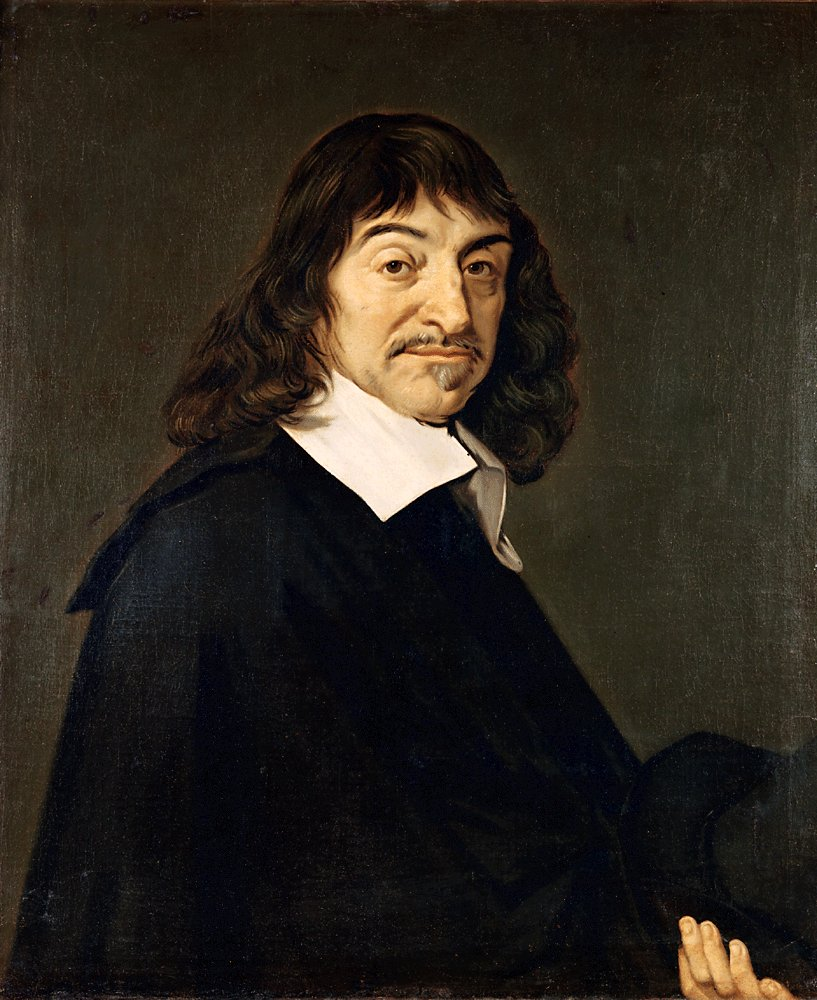
Рене Декарт
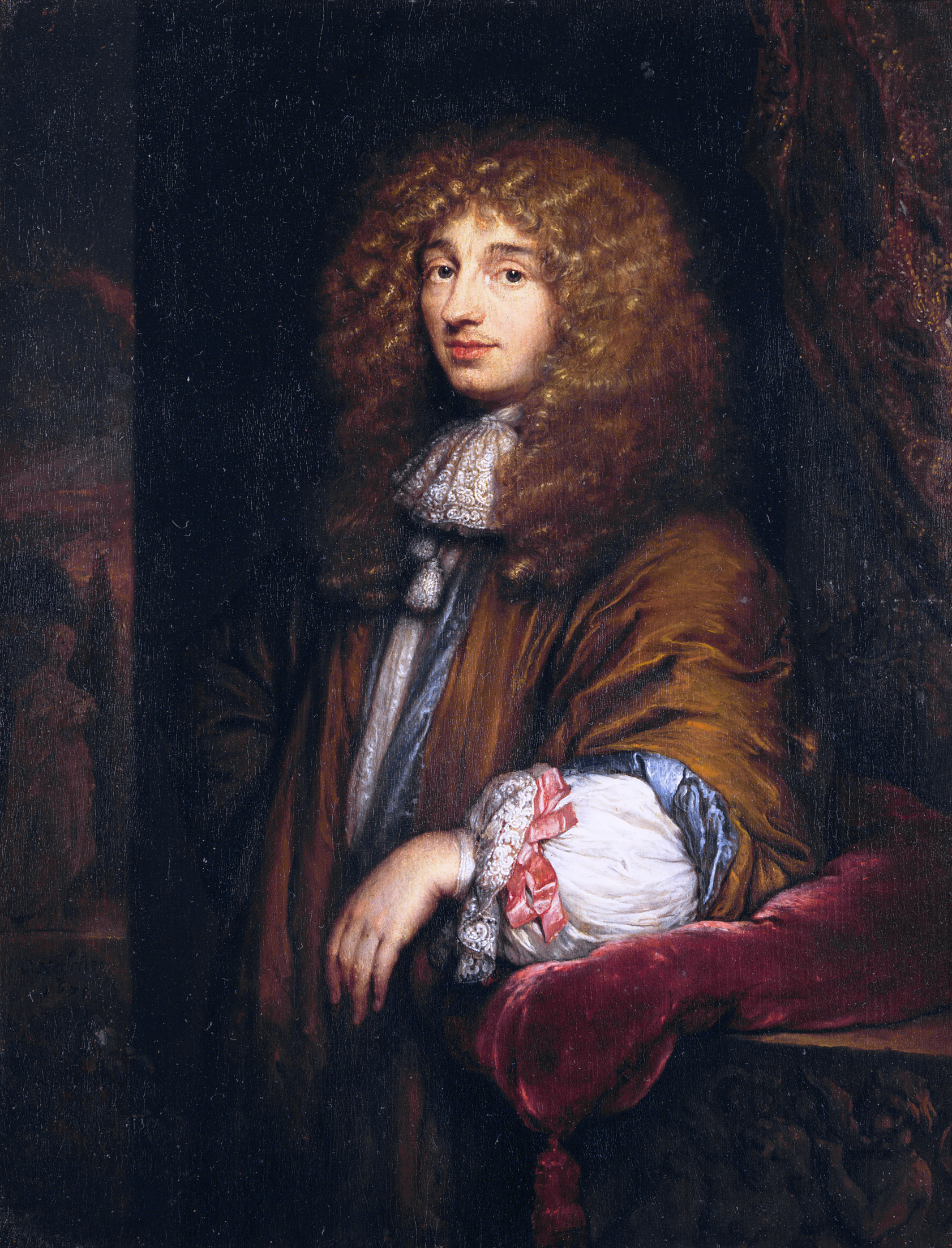
Христиан Гюйгенс
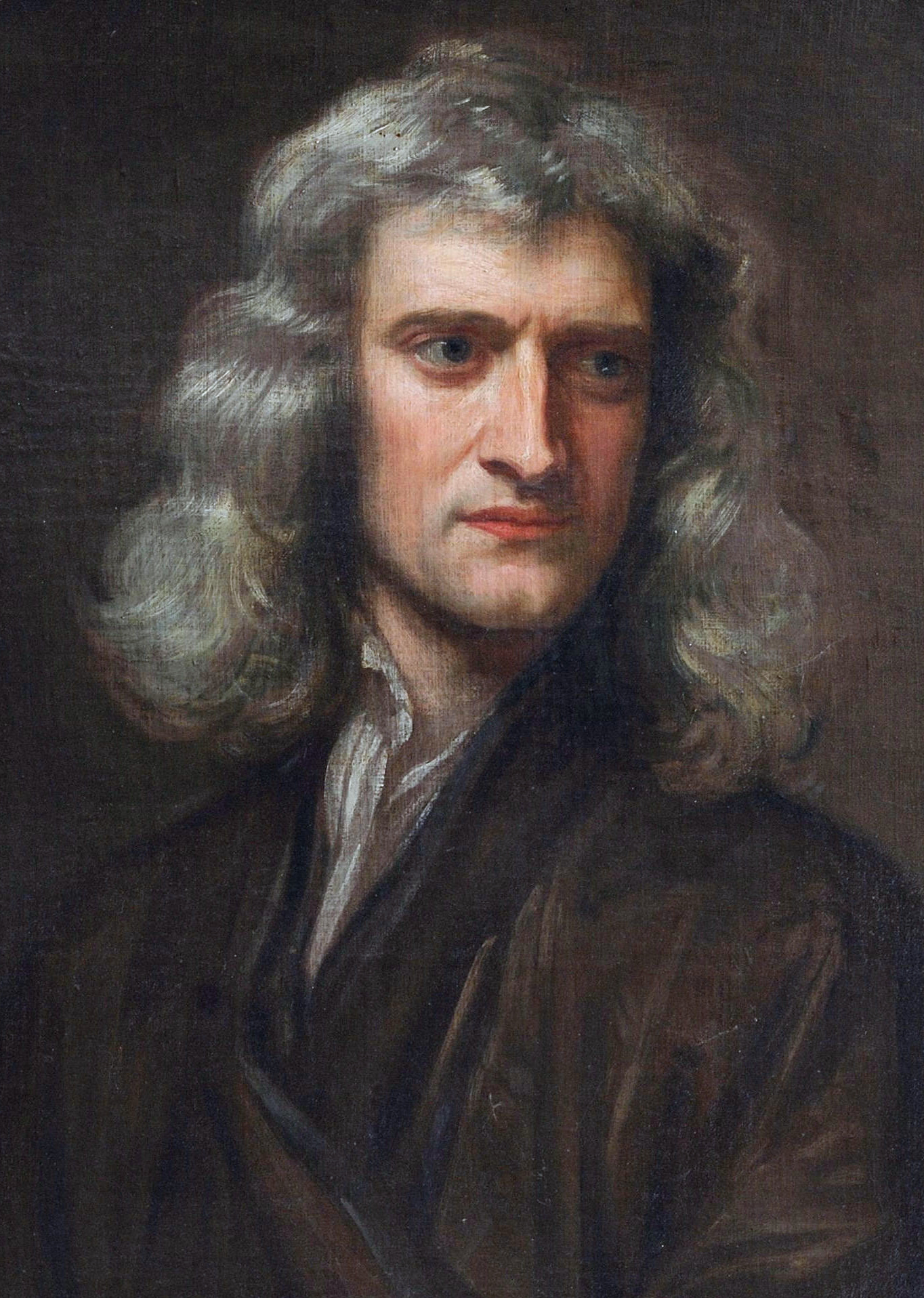
Исаак Ньютон

В XVII веке интерес к науке в основных странах Европы резко возрос. Возникают первые Академии наук и первые научные журналы. Возрождаются, несмотря на противодействие католической церкви, идеи атомизма (по мнению Ватикана, эти идеи противоречили смыслу таинства причащения). Появляются совершенно новые научные идеи, и усовершенствование измерительных приборов уже позволяет проверить многие из них. Особенно большую роль в истории оптики, физики и науки вообще сыграло изобретение в начале XVII века в Голландии зрительной трубы, родоначальника всех последующих оптических инструментов исследования.

#### Кеплер и Декарт

Движение планеты по Кеплеру

Иоганн Кеплер в 1609 году издал книгу «Новая астрономия», где изложил открытые им два закона движения планет; третий закон он сформулировал в более поздней книге «Мировая гармония» (1619). Вопреки Птолемею, Кеплер установил, что планеты движутся не по окружностям, а по эллипсам, причём неравномерно — чем дальше от Солнца, тем медленнее. Заодно Кеплер сформулировал (более чётко, чем Галилей) закон инерции: всякое тело, на которое не действуют иные тела, находится в покое или совершает прямолинейное движение. Менее ясно формулируется закон всеобщего притяжения: сила, действующая на планеты, проистекает от Солнца и убывает по мере удаления от него, и то же верно для всех прочих небесных тел. Источником этой силы, по его мнению, является магнетизм в сочетании с вращением Солнца и планет вокруг своей оси. Кеплер также значительно продвинул оптику, в том числе физиологическую — выяснил роль хрусталика, верно описал причины близорукости и дальнозоркости. Он существенно доработал теорию линз, ввёл понятия фокуса и оптической оси, открыл приближённую формулу связи расстояний объекта и его изображения с фокусным расстоянием линзы.

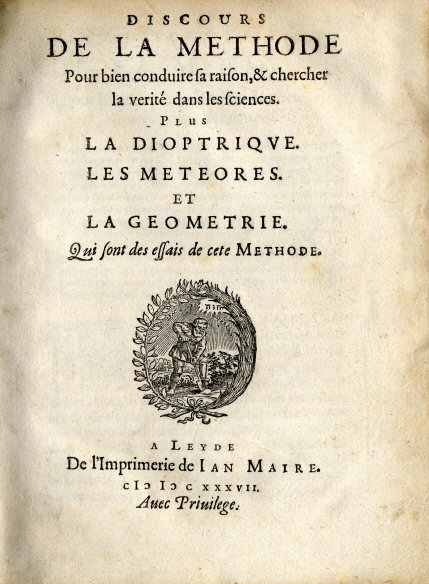
«Рассуждение о методе» Декарта

В 1637 году Рене Декарт издал «Рассуждение о методе» с приложениями «Геометрия», «Диоптрика», «Метеоры». Декарт считал пространство материальным, а причиной движения — вихри материи, возникающие, чтобы заполнить пустоту (которую считал невозможной и поэтому не признавал атомов), или от вращения тел. В «Диоптрике» Декарт впервые (независимо от Снеллиуса) дал правильный закон преломления света. Он создал аналитическую геометрию и ввёл современную математическую символику. Декарт заявил о единстве земной и небесной физики: «все тела, составляющие Вселенную, состоят из одной и той же материи, бесконечно делимой и в действительности разделённой на множество частей».
В 1644 году вышла книга Декарта «Начала философии». В ней провозглашается, что изменение состояния материи возможно только при воздействии на неё другой материи. Это сразу исключает возможность дальнодействия без ясного материального посредника. В книге приводятся закон инерции и закон сохранения количества движения. Количество движения Декарт правильно определил как пропорциональное «количеству вещества» и его скорости, хотя в своих рассуждениях он не учитывал его векторную направленность.
Декарт уже понимал, что движение планеты — это ускоренное движение. Вслед за Кеплером Декарт считал: планеты ведут себя так, как будто существует притяжение Солнца. Для того чтобы объяснить притяжение, он сконструировал механизм Вселенной, в которой все тела приводятся в движение толчками вездесущей, но невидимой, «тонкой материи». Лишённые возможности двигаться прямолинейно из-за отсутствия пустоты, прозрачные потоки этой среды образуют в пространстве системы больших и малых вихрей. Вихри, подхватывая более крупные, видимые частицы обычного вещества, формируют круговороты небесных тел, вращают их и несут по орбитам. Внутри малого вихря находится и Земля. Круговращение стремится растащить прозрачный вихрь вовне, при этом частицы вихря прижимают видимые тела к Земле. По Декарту, это и есть тяготение.
Физика Декарта была первой попыткой описать в единой системе все типы природных явлений как механическое движение, представить Вселенную как единый механизм. Многое в этой системе (например, принцип близкодействия) актуально и сейчас, однако Декарт сделал методологическую ошибку, требуя при исследовании явления сначала непременно выяснить его «главные причины», а уже потом строить математическую модель. Это был шаг назад, из-за такого подхода в трудах Декарта и его последователей («картезианцев») содержится не меньше ошибок и умозрительных фантазий, чем у Аристотеля. Галилей и Ньютон поступили наоборот — сначала на основе наблюдений строили математическую модель, а затем, если данных достаточно, выдвигали предположения о «первопричинах» («сначала анализ, потом синтез»). Этот подход оказался более продуктивным, например, для тяготения — от создания Ньютоном математической модели до выяснения Эйнштейном физической сущности тяготения прошло более двух столетий.

#### Создание классической механики: Гюйгенс и Ньютон
В 1673 году вышла книга Христиана Гюйгенса «Часы с маятником». В ней Гюйгенс приводит (словесно) несколько важнейших формул: для периода колебаний маятника и для центростремительного ускорения; неявно используется даже момент инерции. Гюйгенс довольно точно измерил величину ускорения силы тяжести и объяснил, почему это ускорение (как обнаружил Жан Рише в 1676 году) уменьшается при смещении наблюдателя к югу. В другой работе (1669 год) Гюйгенс впервые сформулировал, для частного случая ударного столкновения, закон сохранения энергии: «При соударении тел сумма произведений из их величин [весов] на квадраты их скоростей остается неизменной до и после удара». Общий закон сохранения кинетической энергии (которую тогда называли «живой силой») опубликовал Лейбниц в 1686 году.

Закон тяготения Ньютона

Завершающим шагом в создании классической механики стало появление в 1687 году книги Ньютона «Математические начала натуральной философии». В ней введено понятие массы, изложены три закона механики и закон всемирного тяготения, на их основе решается большое число прикладных задач. В частности, Ньютон строго доказал, что все три закона Кеплера вытекают из ньютоновского закона тяготения; он также показал, что модель Декарта, которая объясняла движение планет эфирными вихрями, не согласуется с третьим законом Кеплера и неприменима к движению комет. Наука динамика, созданная Ньютоном, позволяла принципиально определить движение любого тела, если известны свойства среды и начальные условия. Для решения возникающих при этом уравнений возникла и стала быстро развиваться математическая физика.
Свои рассуждения Ньютон сопровождает описанием опытов и наблюдений, убедительно подтверждающих его выводы. Кроме механики, Ньютон заложил основы оптики, небесной механики, гидродинамики, открыл и далеко продвинул математический анализ. Изложенные Ньютоном законы имеют всеобщий характер, так что исчезли основания для разделения физики на земную и «небесную», а система Коперника—Кеплера получила прочную динамическую основу. Этот успех подтверждал распространённое среди физиков мнение, что все процессы во Вселенной имеют в конечном счёте механический характер.
Физические концепции Ньютона находились в резком противоречии с декартовскими. Ньютон верил в атомы, считал «поиск первопричин» вторичным методом, которому должны предшествовать эксперимент и конструирование математических моделей. По этой причине ньютоновская теория тяготения, в которой притяжение существовало без материального носителя и без механического объяснения, долгое время отвергалась учёными (особенно картезианцами) континентальной Европы; дальнодействующее тяготение отвергали, среди прочих, такие крупные учёные как Гюйгенс и Эйлер. Только во второй половине XVIII века, после работ Клеро по теории движения Луны и кометы Галлея, критика утихла. Хотя метафизические фантазии кое-где встречались и в последующем, всё же, начиная с XVIII века, основным методом познания в физике становится метод Галилея и Ньютона — проведение опытов, выявление по их результатам объективных узловых физических понятий («сил природы», как выражался Ньютон), математическое описание взаимосвязи этих понятий (чаще всего в форме дифференциальных уравнений), теоретический анализ и опытная проверка полученной модели.

#### Оптика: новые эффекты

Опыт Ньютона по разложению белого света

В области древней науки оптики в XVII веке был совершён целый ряд фундаментальных открытий. Был наконец сформулирован правильный закон преломления света (Снеллиус, 1621 год), а Ферма открыл основополагающий для геометрической оптики вариационный принцип. В 1676 году Оле Рёмер получил первую оценку скорости света. Итальянский физик Гримальди обнаружил явления интерференции и дифракции света (опубликовано посмертно, в 1665 году), в 1668 году было открыто двойное лучепреломление, а в 1678 году — поляризация света (Гюйгенс).
Продолжались споры сторонников корпускулярной и волновой природы света. Гюйгенс в «Трактате о свете» построил первую качественную и отчасти математическую модель световых волн — ещё несовершенную, так как она не могла объяснить ни дифракции, ни прямолинейного распространения света. Главным достижением Гюйгенса стал «принцип Гюйгенса», лежащий в основе волновой оптики — он наглядно объясняет ход распространения волны.
Важным этапом в развитии оптики и астрономии стало создание Ньютоном первого зеркального телескопа (рефлектора) с вогнутым сферическим зеркалом: в нём, в отличие от чисто линзовых телескопов, отсутствовала хроматическая аберрация. Ньютон также опубликовал теорию цветности, хорошо проверенную на опытах, и доказал, что белый солнечный свет есть наложение разноцветных составляющих. Свои представления о свойствах света (не отвлекаясь на гипотезы о его природе) Ньютон изложил в капитальной монографии «Оптика» (1704), на столетие определившей развитие этой науки.

#### Электричество и магнетизм — первые исследования
Экспериментальная основа знаний об электричестве и магнетизме к началу XVI века включала только электризацию трением, свойство магнетита притягивать железо и способность намагниченной стрелки компаса указывать направление север — юг. Около XV века (возможно, и раньше) европейские мореплаватели выяснили, что стрелка компаса указывает не точно на север, а направлена к нему под некоторым углом («магнитным склонением»). Христофор Колумб обнаружил, что величина магнитного склонения зависит от географических координат, а картографы показали, что причиной этого эффекта является существование у Земли магнитных полюсов, не совпадающих с географическими. Некоторое время эффект пытались использовать для решения важнейшей задачи определения долготы в открытом море, но безуспешно. В 1558 году итальянский алхимик Джамбаттиста делла Порта в труде «Натуральная магия» отметил несколько новых свойств магнита: магнитное воздействие не проникает за железную пластину достаточной величины, а при нагревании магнита до некоторой высокой температуры его магнитные свойства пропадают и при остывании не восстанавливаются.

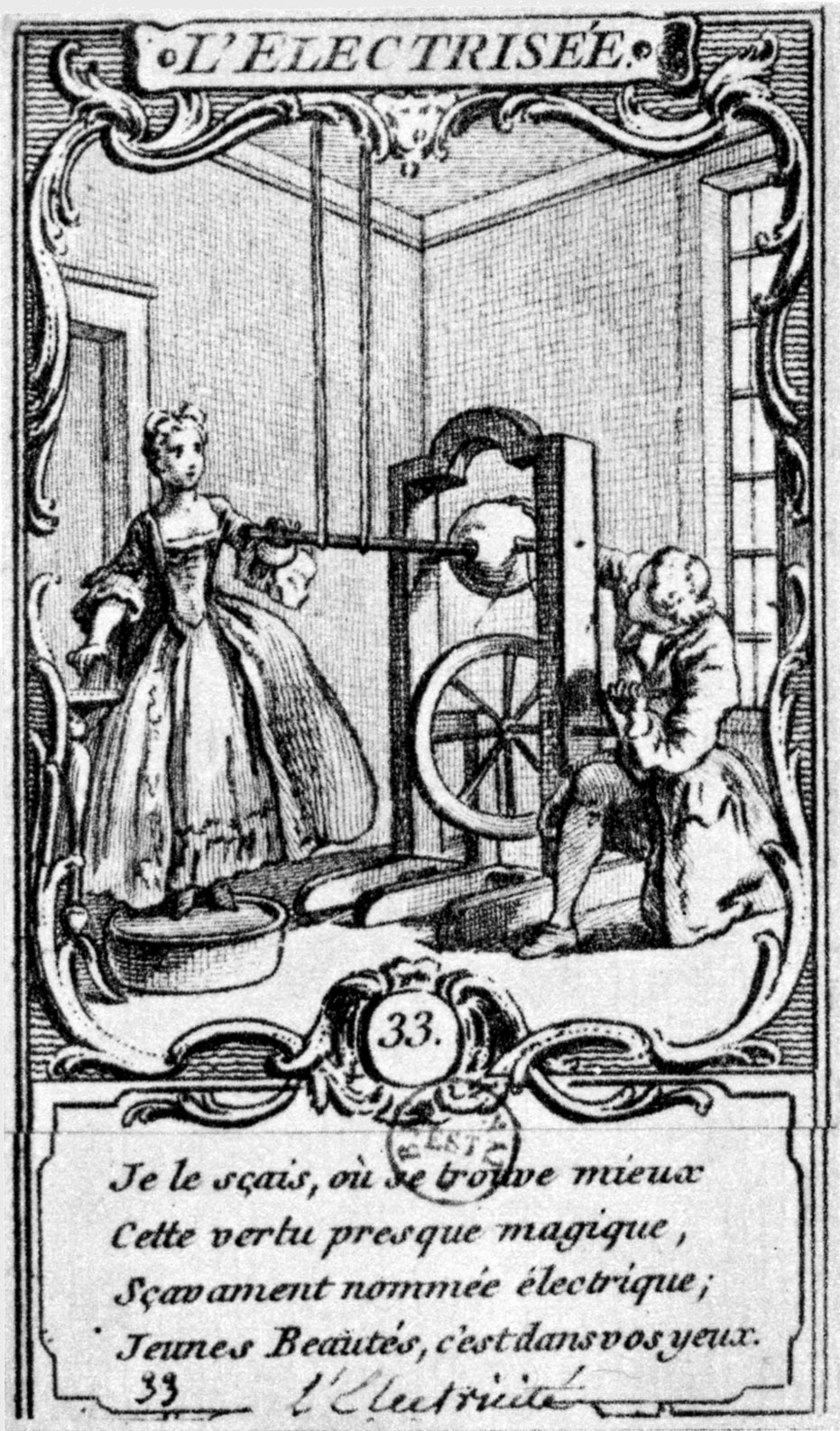
Электростатическая машина, гравюра 1750 года

В 1600 году врач английской королевы Уильям Гильберт опубликовал результаты своих 17-летних экспериментальных исследований электрических и магнитных явлений. Он подтвердил, что Земля является магнитом. Гильберт продемонстрировал, что при любом разрезании магнита у полученных фрагментов всегда два полюса. Для изучения электрических явлений Гильберт изобрёл электроскоп, с помощью которого разделил все вещества на «электрики» (то есть электризуемые, в современной терминологии — диэлектрики) и «не-электрики» (например, проводники, заряды на которых через руки экспериментатора уходили в землю). Именно У. Гильберт придумал термин «электричество».
Отто фон Герике в 1672 году опубликовал собственные результаты экспериментов. Он изобрёл довольно мощную электростатическую машину (вращающийся шар из серы, электризуемый прижатой рукой) и впервые отметил явление бесконтактного переноса электризации от заряженного тела другому, расположенному неподалёку (или соединённому с первым телом льняной ниткой). Герике первым обнаружил, что наэлектризованные тела могут не только притягиваться, но и отталкиваться.
Декарт построил первую теорию магнетизма: вокруг магнита циркулируют потоки винтообразных эфирных частиц двух типов, с противоположной резьбой. Эти потоки вытесняют воздух между двумя магнитами, в результате чего они притягиваются; аналогично Декарт объяснил притяжение железа к магниту. За электростатические явления аналогично ответственны частицы лентообразной формы. Модель Декарта, за неимением лучшей, просуществовала почти до конца XVIII века.

#### Рождение теории газов и другие достижения

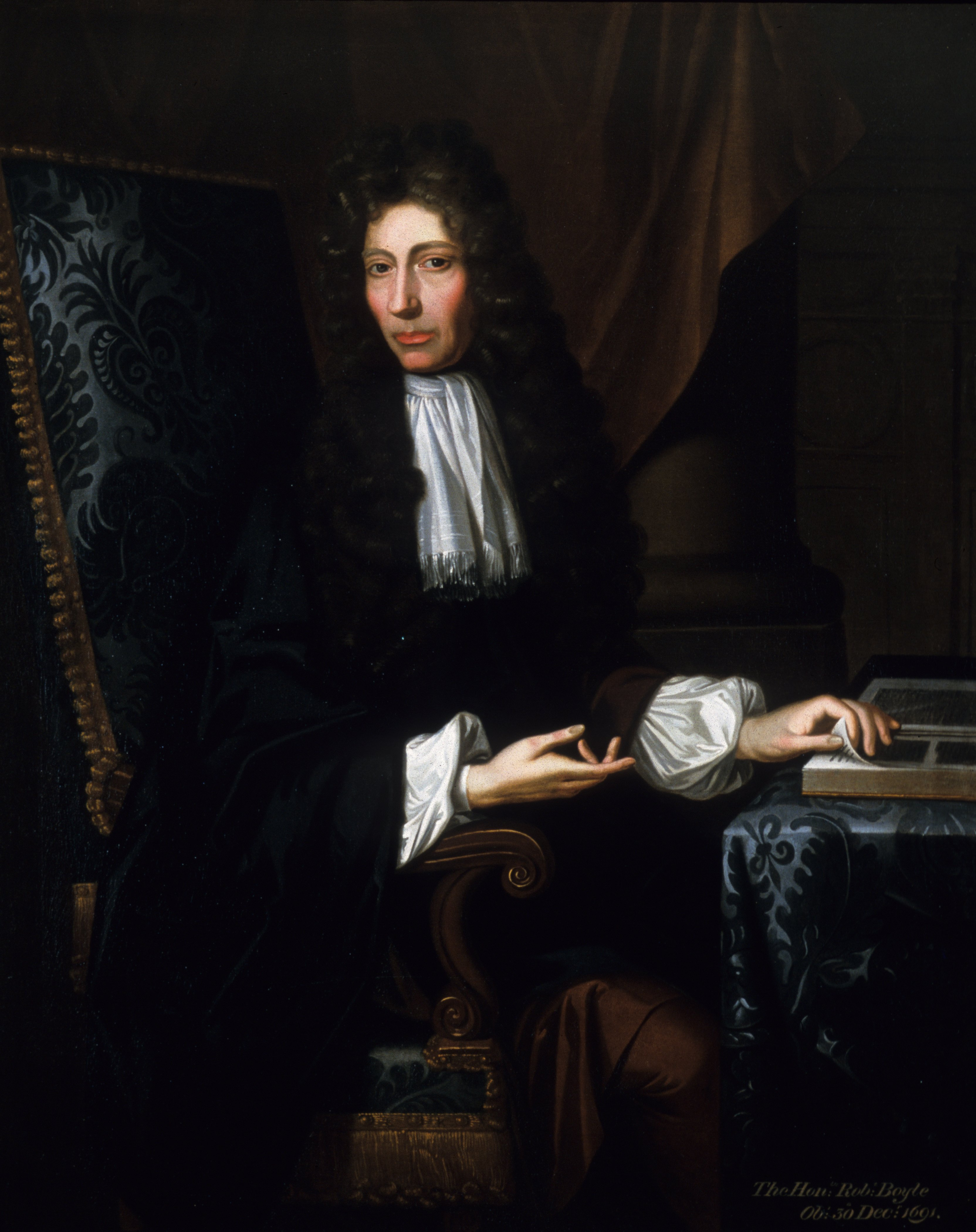
Роберт Бойль

В 1647 году Блез Паскаль испытал первый барометр (изобретённый Торричелли) и предположил, что давление воздуха падает с высотой; эта гипотеза была доказана его зятем Флореном Перье (Florin Périer) в следующем году. Точную формулировку связи давления с высотой открыл Эдмунд Галлей в 1686 году, причём из-за отсутствия понятия экспоненциальной функции он изложил эту зависимость следующим образом: когда высота увеличивается в арифметической прогрессии, атмосферное давление падает в геометрической. В 1663 году Паскаль опубликовал закон распространения давления в жидкости или газе.
Отто фон Герике в 1669 году изобрёл воздушный насос, провёл серию эффектных опытов («магдебургские полушария») и окончательно опроверг мнение Аристотеля, что «природа боится пустоты». Существование атмосферного давления, открытого Торричелли в 1644 году, с этого момента наглядно доказано. Опыты Герике заинтересовали английских физиков Роберта Бойля и Роберта Гука, которые значительно усовершенствовали насос Герике и сумели сделать с его помощью множество новых открытий, включая связь между объёмом и давлением газа (закон Бойля — Мариотта).
В других трудах Бойль утверждает, что материя состоит из мелких частиц (корпускул, в современной терминологии — молекул), определяющих химические свойства вещества, и химические реакции сводятся к перестановке таких частиц. Он также обосновал кинетический характер теплоты, то есть её глубокую связь с хаотическим движением частиц тела: при нагревании скорость этих частиц увеличивается.
Книга Бойля «Новые физико-механические эксперименты касательно упругости воздуха» получила широкую известность, исследованием свойств газов и их практическим применением занялись крупнейшие физики Европы. Дени Папен построил первый набросок парового двигателя («котёл Папена») и «паровую повозку». Папен также обнаружил, что температура кипения воды зависит от атмосферного давления (1674 год).
Из других важных открытий XVII века следует назвать закон Гука (1678), связывающий растяжение упругого тела с приложенной силой.

## XVIII век

### Общая характеристика физики XVIII века

Схема паровой машины

Главным достижением техники XVIII века стало изобретение паровой машины (1784 год), вызвавшее перестройку многих промышленных технологий и появление новых средств производства. В связи с быстрым развитием металлургии, машинной и военной промышленности интерес к физике растёт. Начинается выпуск не только сводных, но и специализированных научных журналов, количество и тиражи научных изданий показывают постоянный рост. Повысился престиж науки, лекции видных учёных привлекают толпы любознательного народа.
Физики-экспериментаторы в этот период уже располагали множеством измерительных инструментов приемлемой точности и средствами изготовления недостающих приборов. Смысл термина «физика» сузился, из сферы этой науки были выделены астрономия, геология, минералогия, техническая механика, физиология. Картезианство, не подтверждаемое опытом, быстро теряет сторонников; Даламбер в 1743 году иронически назвал картезианцев «почти не существующей сектой». Ускоренными темпами развивались механика и учение о теплоте. Во второй половине века начинается интенсивное изучение электричества и магнетизма. В рамках ньютоновской системы мира с большим успехом формируется новая небесная механика. Характерной особенностью физики XVIII века является тот факт, что все разделы физики, а также химии и астрономии, развивались независимо, попытка Декарта создать единую целостную систему знаний была признана неудачной и на время оставлена. Однако носителями природных сил по-прежнему считались декартовские «тонкие материи» — невидимые, невесомые и всепроникающие (теплород, электрическая и магнитная жидкости).
Первоначально теоретическая и прикладная физика развивались в значительной степени независимо — например, в изобретении очков не участвовали теоретики-оптики. С XVIII века взаимодействие теории с практикой начинает становиться более интенсивным, хотя в разных разделах физики ситуация разная — в более развитых разделах взаимодействие более заметно. Например, термодинамика делала только первые шаги, и паровая машина была построена без помощи теоретиков, а вот развитие оптического приборостроения в XVIII веке уже существенно опирается на хорошо развитую теорию.

### Механика

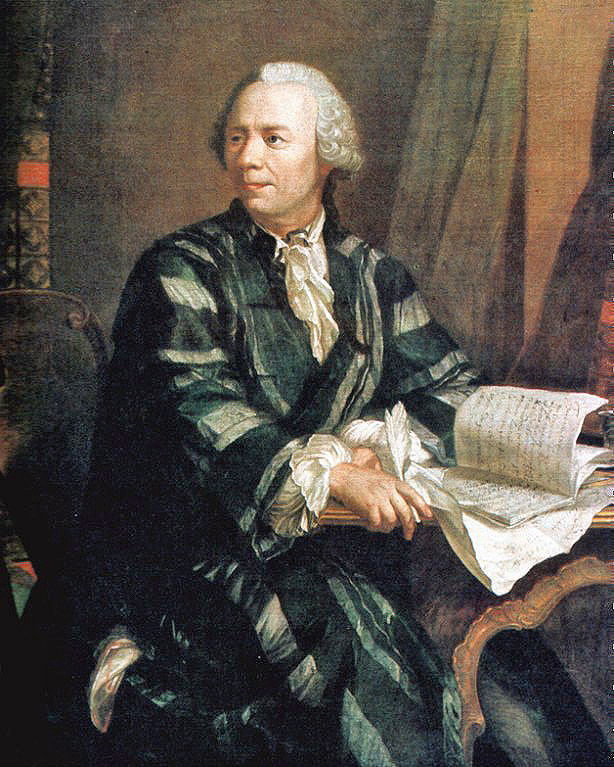
Леонард Эйлер
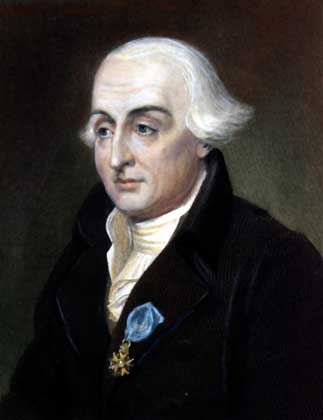
Жозеф Луи Лагранж
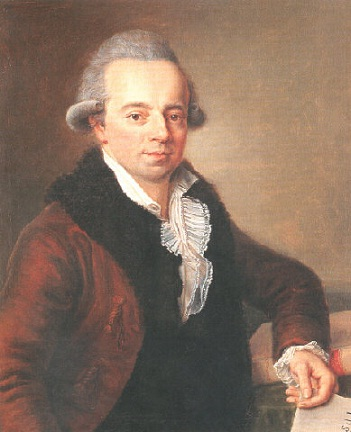
Даниил Бернулли
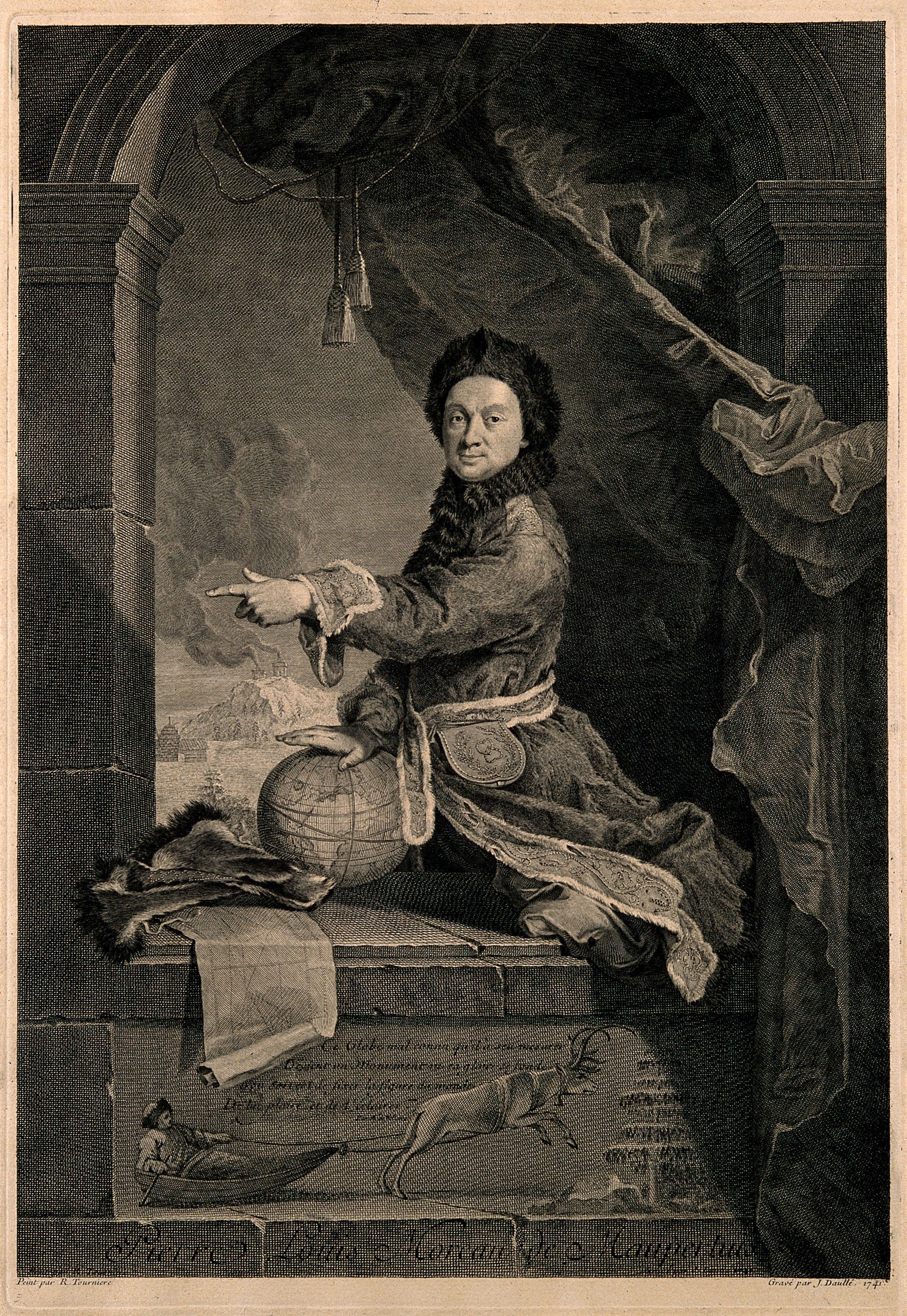
Пьер Луи де Мопертюи

Создание аналитической механики начал Эйлер в 1736 году; позднее (1760) он исследовал не только движение материальной точки, но и произвольного твёрдого тела. Д’Аламбер в монографии «Динамика» (1742) и Лагранж в «Аналитической механике» (1788) объединили статику и динамику единым подходом (основанным на «принципе д’Аламбера») и завершили превращение теоретической механики в раздел математического анализа. Дальнейшее развитие теоретической механики происходит в основном в русле математики.

«Колыбель Ньютона» — наглядная иллюстрация закона сохранения импульса

Вопрос о том, какая величина (импульс {\displaystyle mv} или «живая сила» {\displaystyle mv^{2}}) сохраняется при движении, вызвал горячие споры, продолжавшиеся до середины XVIII века, когда де Меран и д’Аламбер обосновали (для механических столкновений) как закон сохранения импульса, так и закон сохранения энергии. В 1746 году Эйлер и Даниил Бернулли (независимо) обнаружили новый фундаментальный закон механики: закон сохранения момента импульса. Мопертюи и Эйлер ввели в научный обиход понятие действия и основанный на нём исключительно плодотворный вариационный принцип. С конца XIX века становится ясно, что вариационный принцип наименьшего действия выходит далеко за рамки механики, он фундаментален и пронизывает всю физику.
Вторую после Декарта попытку охватить единой механической теорией все законы природы предпринял рагузский учёный Руджер Бошкович в монографии «Теория натуральной философии, сведенная к единому закону сил, существующих в природе» (1759). Первоэлементами материи, согласно Бошковичу, являются неделимые и непротяжённые материальные точки, которые могут, в зависимости от расстояния, притягиваться друг к другу или отталкиваться (вблизи они всегда отталкиваются, а в значительном удалении — притягиваются). С помощью этой гипотезы Бошкович качественно объяснил множество физических явлений. Несмотря на общую метафизичность, работы Бошковича, отличавшиеся идейным богатством, в XIX веке оказали большое влияние на развитие физики, в частности, на формирование у Фарадея концепции физического поля.
Создание динамики жидкостей и газов связано с пионерской работой Даниила Бернулли «Гидродинамика» (1738). В этой работе Бернулли с механических позиций исследовал разнообразные виды движения жидкостей и газов, дал фундаментальный закон Бернулли, впервые ввёл понятие механической работы. Многие рассуждения Бернулли опираются на закон сохранения энергии («живой силы»). Работы Бернулли продолжили Эйлер, который в 1755 году опубликовал основы аналитической механики жидкостей, д’Аламбер и Клеро. Эйлер разработал общую теорию турбин, мельничных колёс и иных механизмов, приводимых в движение текущей водой; важные практические усовершенствования по этой теме выполнил английский инженер Джон Смитон (1759). В этот период всё больше утверждается общее мнение, что все физические процессы — в конечном счёте проявления механического движения вещества.

### Электричество и магнетизм

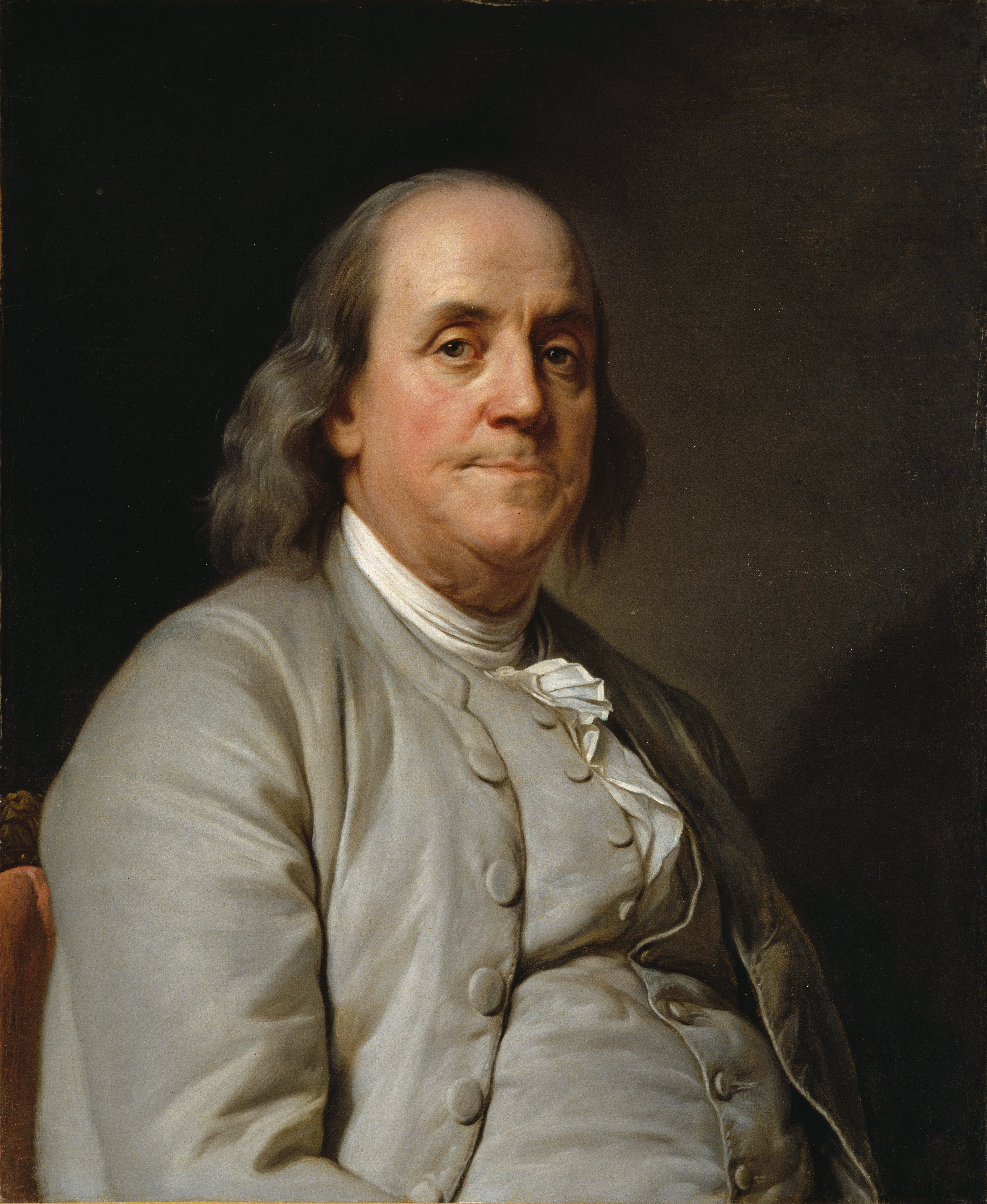
Бенджамин Франклин
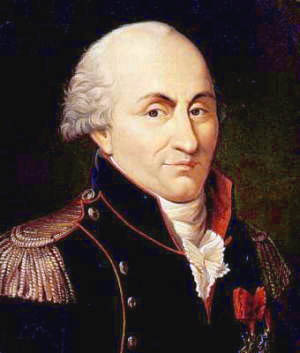
Шарль Огюстен де Кулон
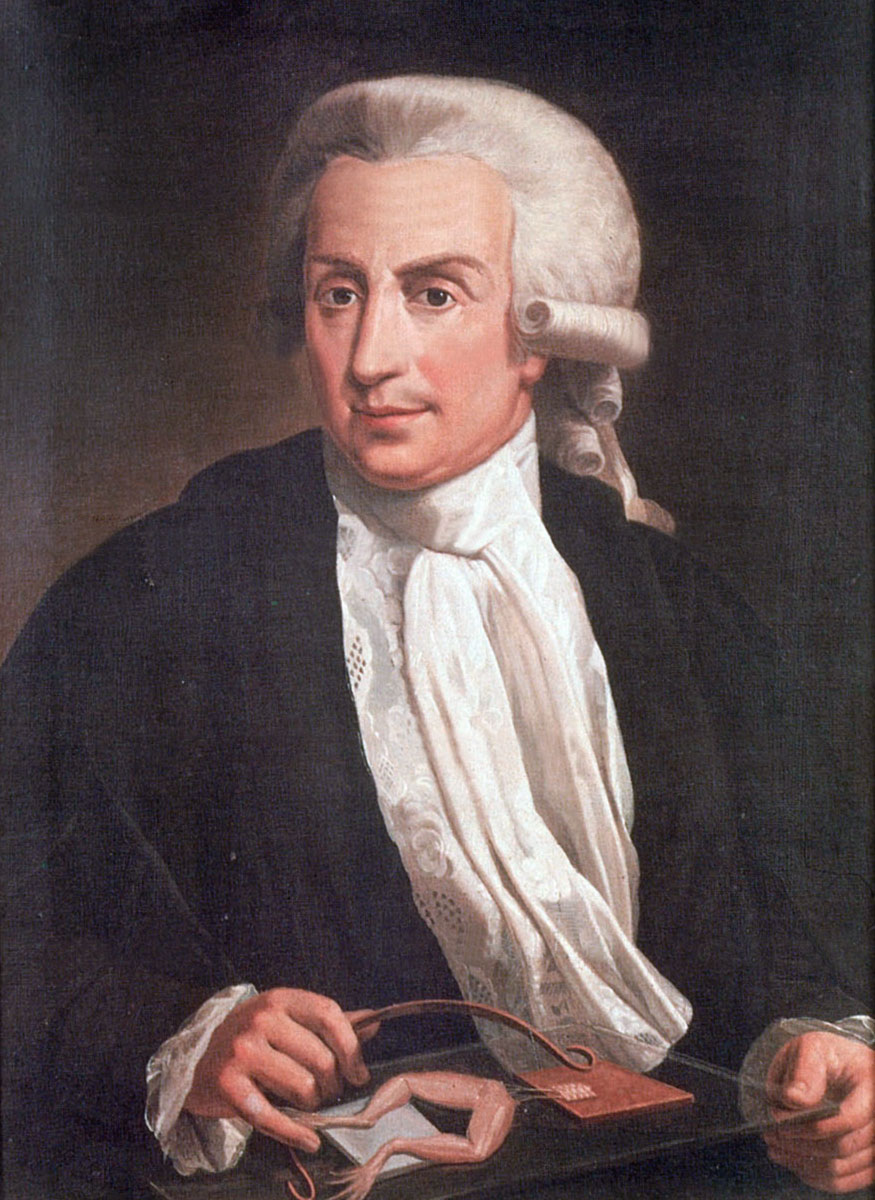
Луиджи Гальвани
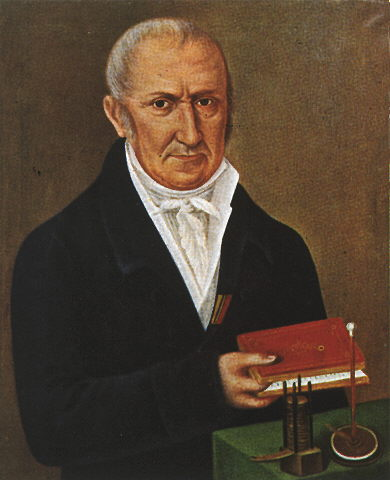
Алессандро Вольта

В первой половине XVIII века единственным источником электричества служила электризация трением. Первый существенный вклад в электростатику сделал Стивен Грей, исследовавший передачу электричества от одного тела к другому. Проведя серию опытов, он открыл электростатическую индукцию и заодно доказал, что электрические заряды располагаются на поверхности электризуемого тела. В 1734 году французский учёный Шарль Франсуа Дюфе показал, что существуют два вида электричества: положительное и отрицательное (сам он использовал термины «стеклянное» и «смоляное»). Дюфе также впервые высказал предположение об электрической природе грома и молнии и о том, что электричество играет скрытую, но значительную роль в физических процессах. Из-за скудной опытной базы никаких серьёзных теорий о сущности электричества в этот период не появилось.

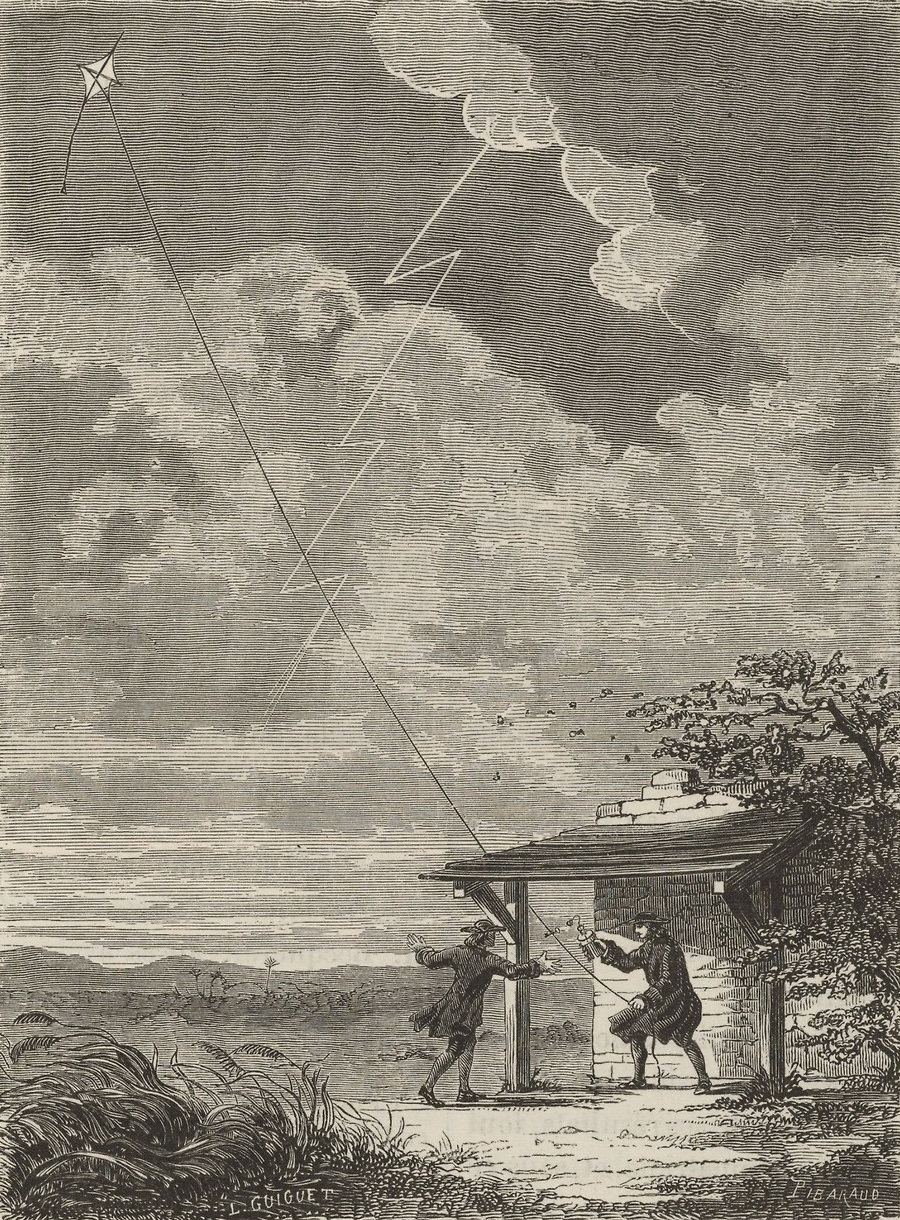
Эксперимент Бенджамина Франклина с молнией

Перелом наступил в 1745 году, когда был изобретён более мощный источник электричества — лейденская банка. Параллельное соединение этих конденсаторов давало кратковременный, но достаточно сильный электрический ток. Сразу во многих странах началось изучение свойств электротока. Наиболее глубокие исследования выполнил американский политик и физик-любитель Бенджамин Франклин; его книга «Опыты и наблюдения над электричеством» произвела сенсацию и была переведена на многие европейские языки. Франклин убедительно доказал гипотезу Дюфе об электрической природе молнии и объяснил, как защититься от неё с помощью изобретённого им громоотвода. Он стал первым, кто сумел превратить электричество в механическое движение, правда, весьма кратковременное (на период разряда лейденской банки). Франклин предположил (1749 год), что существует какая-то связь электричества с магнетизмом, так как был зарегистрирован случай, когда молния поменяла полюса магнита.
Франклин предложил и первую теорию: электричество, по его мнению, есть особая субстанция из мельчайших частиц, подобная жидкости («флюид»). Она притягивается к обычному веществу и может входить внутрь его, но отталкивается сама от себя. Разные материалы могут вместить в себе разное количество электричества, при этом они становятся окружены некой «электрической атмосферой». Положительный и отрицательный заряды, по этой теории, вызваны избытком или недостатком электрической субстанции соответственно. Теория Франклина не объясняла, однако, почему отрицательно заряженные тела, лишённые электричества, отталкиваются так же, как и положительно заряженные, поэтому многие физики склонялись к мнению, что «электрических жидкостей» всё-таки две.
Мнения учёных о модели Франклина разделились: была резкая критика, но были и сторонники, среди которых — видный немецкий физик Эпинус. Эпинус был известен тем, что открыл пироэлектричество и предсказал закон Кулона за 20 лет до Кулона. Эпинус также предположил, что разряд лейденской банки имеет колебательный характер. Эйлер в особую электрическую жидкость не верил и приписывал электрические явления процессам сгущения/разрежения в эфире.

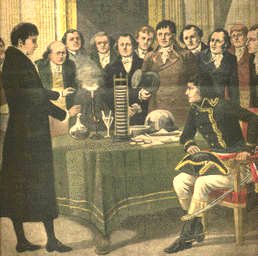
Вольта демонстрирует своё изобретение Наполеону в Париже (1800)

Конец века ознаменовался двумя этапными событиями в истории электричества. В 1785 году появился первый из мемуаров Кулона, в них был описан и обоснован точными опытами закон Кулона, и его сходство с законом всемирного тяготения позволило в короткий срок (к 1828 году) завершить математические основы электростатики, применив в ней ранее разработанные аналитические методы. В 1791 году итальянский врач Луиджи Гальвани опубликовал трактат об открытом им «животном электричестве»: лапка лягушки, подвешенная латунным крючком к железной решётке, самопроизвольно подёргивалась. Итальянский физик Алессандро Вольта вскоре обнаружил, что лягушка в этом опыте служит только индикатором тока, а фактическим источником является контакт двух разнородных металлов в электролите. Проведя ряд опытов, Вольта сконструировал в 1800 году мощный источник постоянного тока — «вольтов столб», первую электрическую батарею. С его помощью были сделаны решающие открытия электромагнитных свойств в следующем, XIX веке.
В деле изучения магнетизма прогресс был менее заметен. Появились несколько феноменологических теорий, претендовавших на объяснение свойств магнитов. Эйлер в 1744 году опубликовал свою теорию магнетизма, предположив, что он вызван некой «магнитной жидкостью», струящейся в магните и железе через особые «магнитные поры». Аналогичная жидкость фигурировала в альтернативной теории Франклина и Эпинуса. Последний, однако, считал эту жидкость общим носителем электричества и магнетизма. Кулон присоединился к Эпинусу и отверг теории, в которых участвует «поток магнитной жидкости», поскольку он не может объяснить стабильность направления стрелки компаса. Он предположил (1784 год), что притяжение и отталкивание магнитов вызвано силой, подобной ньютоновскому тяготению.

### Теплота
Представление о «тонкой материи огня», переносящей тепло, в XVIII веке сохранилось и даже расширилось. В существование теплорода, носителя теплоты, верили многие физики, начиная с Галилея; однако другой лагерь, в который входили Роберт Бойль, Роберт Гук, Даниил Бернулли, Леонард Эйлер и М. В. Ломоносов, придерживался молекулярно-кинетической гипотезы: тепло есть движение внутренних микрочастиц. Обе гипотезы носили качественный характер, и это не позволяло осуществить их сравнение и проверку (понятие о механическом эквиваленте теплоты, решившее спор, возникло только в следующем веке). Некоторые учёные считали, что тепло, электричество и магнетизм представляют собой видоизменения одной и той же эфирной материи. Истинную природу процесса горения как реакции окисления раскрыл только Лавуазье в 1780-е годы.

Соответствие шкал Цельсия (слева) и Фаренгейта

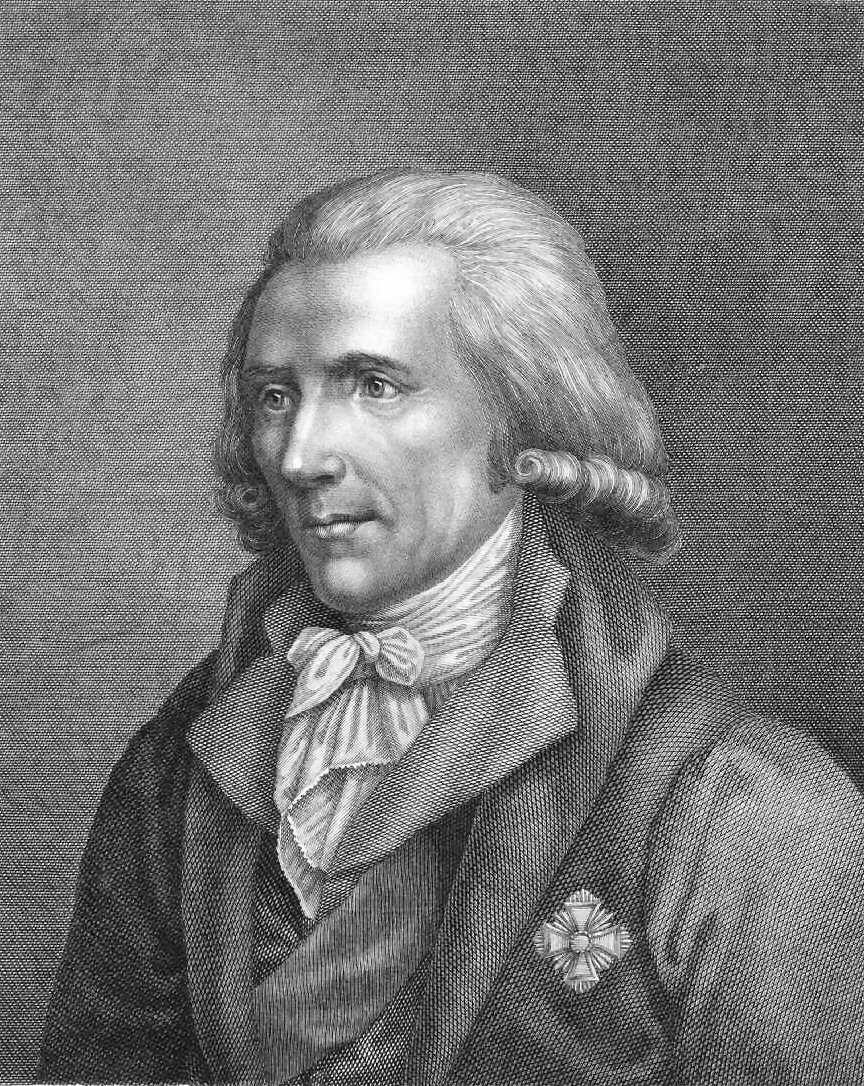
Бенджамин Томпсон (граф Румфорд)

В начале века немецкий физик Габриель Фаренгейт изобрёл термометр (на ртутной или спиртовой основе) и предложил шкалу Фаренгейта (точнее, первый её вариант, позднее им же скорректированный). До конца века появились и другие варианты температурной шкалы: Реомюра (1730 год), Цельсия (1742 год) и другие. С этого момента открывается возможность точного измерения количества тепла. Бенджамин Томпсон (граф Румфорд) в ряде тонких опытов показал, что нагрев или охлаждение тел не влияет на их вес. Он также обратил внимание на значительный нагрев при сверлении металла; сторонники теплорода объясняли этот эффект повышением плотности теплорода в детали при отделении от неё стружек, однако Румфорд показал, что теплоёмкость стружек такая же, как у заготовки. Тем не менее гипотеза теплорода сохранила многочисленных сторонников даже в начале XIX века.
Фаренгейт исследовал проблему: какая температура установится в результате смешения двух порций неодинаково нагретой воды. Он предполагал, что температура смеси будет средним арифметическим из температур компонентов, но опыты опровергли это предположение. Хотя этим вопросом занимались многие физики, проблема оставалась нерешённой до создания в конце века теории теплоёмкости и ясного осознания, что температура и теплота — не одно и то же. Окончательным аргументом в пользу такого заключения стали опыты Джозефа Блэка, обнаружившего (1757), что плавление и парообразование, не изменяя температуры, требуют значительной дополнительной теплоты. В 1772 году Йохан Вильке ввёл единицу измерения тепла — калорию.
В 1703 году французский физик Гийом Амонтон, исследовав зависимость упругости воздуха от температуры, сделал вывод, что существует абсолютный нуль температуры, значение которого он оценил как −239,5 °C. Ламберт в 1779 году подтвердил результат Амонтона, получив более точное значение −270 °C. Итогом накопленных за XVIII век знаний о свойствах тепла можно считать «Мемуар о теплоте» Лавуазье и Лапласа, в нём, помимо прочего, есть теория теплоёмкости и её зависимости от температуры, исследуется расширение тел при нагревании.

### Акустика
Создание математического анализа дало возможность исчерпывающим образом изучить колебания струны, поэтому в XVIII веке акустика, подобно механике, становится точной наукой. Уже в начале века Жозеф Совёр установил длину волны всех музыкальных тонов и объяснил происхождение обертонов (открытых в 1674 году), а Эйлер в труде «Опыт новой теории музыки» (1739) дал полную аналитическую теорию колебаний струны. Немецкий физик-экспериментатор Эрнст Хладни в конце века детально исследовал колебания стержней и пластин («фигуры Хладни»); теоретическое объяснение его наблюдений дали в XIX веке Лаплас, Пуассон и другие математики.

### Оптика

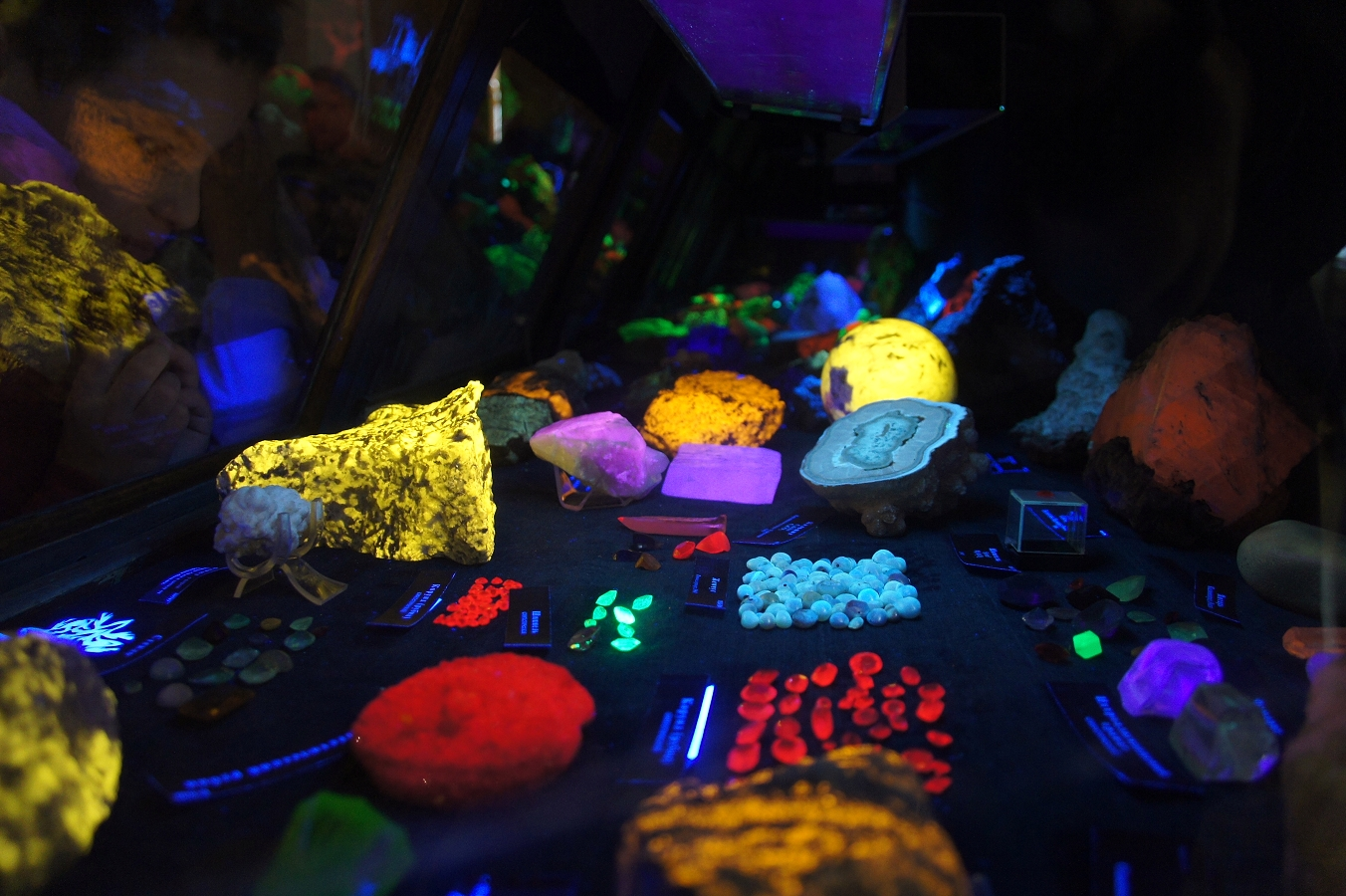
Люминесценция минералов в ультрафиолетовых лучах

В оптике, под влиянием ньютоновской критики, волновая теория света в течение XVIII века почти потеряла сторонников, несмотря на решительную поддержку Эйлера и некоторых других авторитетов. Из новых достижений можно упомянуть важное для астрономов изобретение фотометра (1740, Бугер, усовершенствован Румфордом в 1795 году). Ламберт разработал метрологию оптики — дал строгие определения понятий яркости и освещённости, сформулировал зависимость освещённости поверхности от её площади и угла наклона, выяснил закон падения интенсивности света в поглощающей среде.
Джон Доллонд в 1757 году создал первый ахроматический объектив, оказавшийся особенно полезным для создания телескопов-рефракторов и микроскопов. В конце века Джон Гершель в опытах по дисперсии открыл инфракрасные лучи, передающие тепло и по своим свойствам аналогичные видимому свету. Расположенное с другого конца видимого спектра ультрафиолетовое излучение вскоре открыл Иоганн Вильгельм Риттер (1801 год).

## XIX век

### Общая характеристика физики XIX века
Промышленная революция и потребности военной техники стимулировали приоритетное развитие как экспериментальной, так и теоретической физики. Задачей физики всё более становится не объяснение природных сил, а управление ими. Точные измерительные приборы появились практически во всех областях, и результаты физических опытов в XIX веке носят преимущественно количественный характер. Разработана математическая теория погрешностей измерения, позволяющая оценить достоверность наблюдаемых физических величин. Тем не менее для истолкования огромного экспериментального материала в первой половине XIX века всё ещё часто привлекаются качественные метафизические понятия и надуманные гипотезы: теплород, электрическая и магнитная жидкости, «звуковая материя» и т. д. В течение века на их месте появляются новые понятия и физические модели: волновая теория света, кинетическая теория тепла, закон сохранения энергии, электромагнитная теория Максвелла, периодическая система элементов, основанная на атомизме. К концу века все эти теории, совместно называемые «классической физикой», получают общее признание и широкое практическое применение. Возникает также прикладная физика, ориентированная на эффективное решение конкретных технологических задач; влияние практики на теоретические исследования становится особенно активным после появления электротехники и двигателя внутреннего сгорания во второй половине XIX века.
Важной особенностью периода стало постепенное укрепление мнения, что не все явления природы основаны на механическом движении. Уже второе начало термодинамики не допускало механического обоснования, поскольку из него вытекала необратимость ряда процессов, а попытки объяснить электромагнетизм как колебания эфирной среды натолкнулись на непреодолимые трудности, разрешившиеся только в XX веке с появлением теории относительности и упразднением эфира как среды-носителя.
В XIX веке появились много новых разделов физики, прежде всего — связанные с электромагнетизмом, а также термодинамика, статистическая физика, статистическая механика, теория упругости, радиофизика, метеорология, сейсмология.

### Волновая теория света

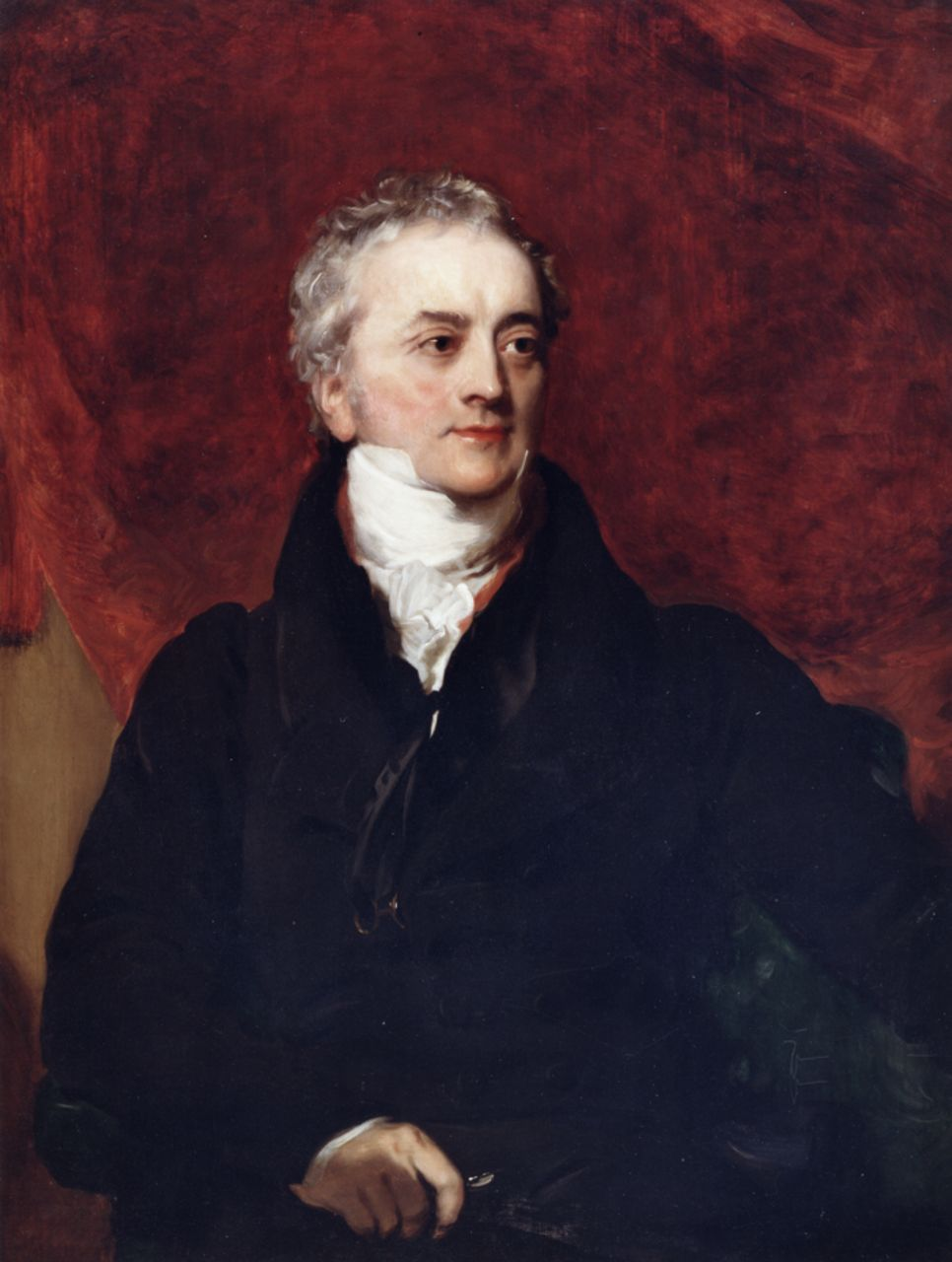
Томас Юнг
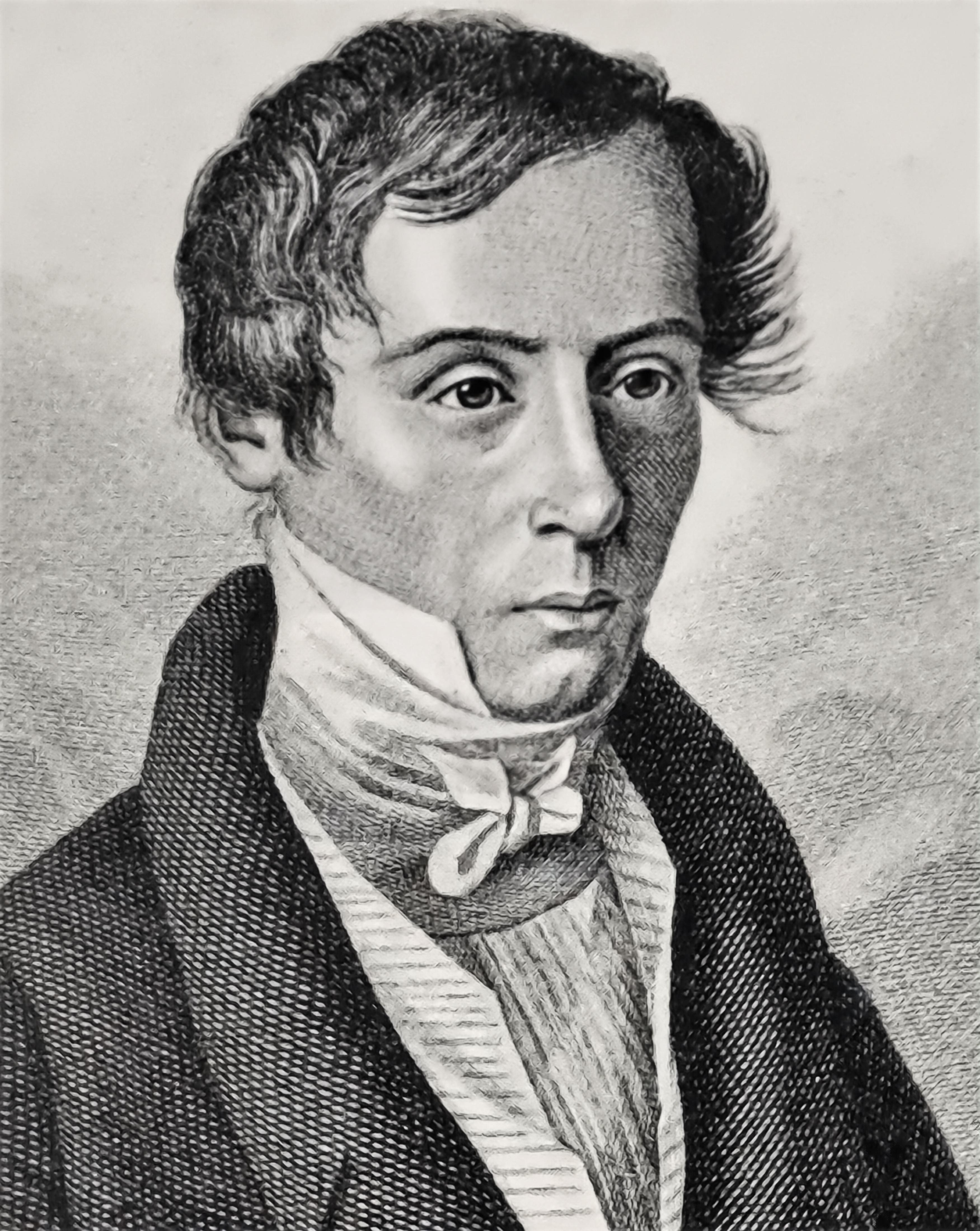
Огюстен Жан Френель
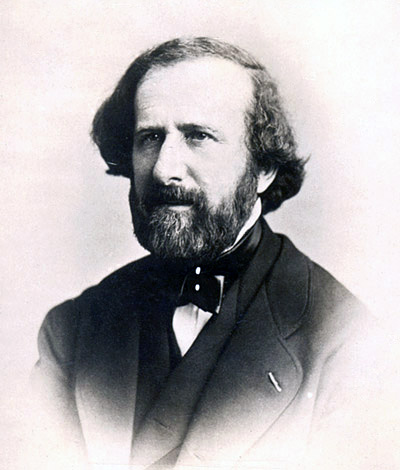
Арман Ипполит Луи Физо

Через сто лет после появления «Начал» ньютоновская критика волновой теории света была признана большинством учёных не только в Англии, но и на континенте. Частично это объяснялось тем, что полная математическая теория волновых колебаний была создана только в начале XIX века (Фурье). Свет считался потоком каких-то мелких корпускул.

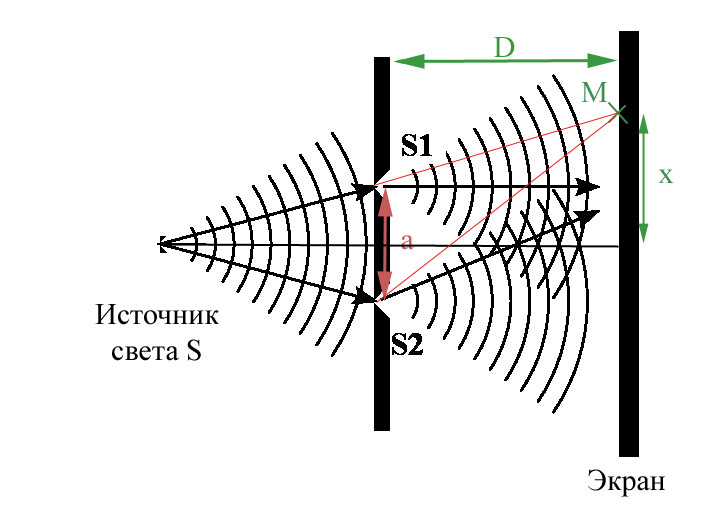
Опыт Юнга по интерференции

Первый удар по корпускулярной (эмиссионной) теории света нанёс Томас Юнг, врач, специалист по физиологической оптике. В 1800 году он, выступая перед Королевским обществом, перечислил непреодолимые затруднения эмиссионной теории: почему все источники света испускают корпускулы с одинаковой скоростью и как получается, что часть света, падающего на тело, обычно отражается, а другая часть проходит внутрь тела? Юнг также указал, что убедительного объяснения явлениям преломления света, дифракции и интерференции Ньютон не дал. Взамен Юнг разработал волновую теорию интерференции (и ввёл сам этот термин) на основе сформулированного им принципа суперпозиции (наложения) волн, аналогично объяснялась дифракция. «Опыт Юнга» впоследствии вошёл в учебники. По результатам своих опытов Юнг довольно точно оценил длину волны света в различных цветовых диапазонах. Он также построил правильную теорию цветового зрения и аккомодации.
Волновая теория Юнга была встречена враждебно. Как раз в это время (1808 год, Малюс, Лаплас и другие) было глубоко изучено явление двойного лучепреломления и поляризации света, воспринятое как решающее доказательство в пользу эмиссионной теории. Но тут в поддержку волновой теории выступил Огюстен Жан Френель, в то время дорожный инженер-строитель. Рядом остроумных опытов он продемонстрировал чисто волновые эффекты, совершенно необъяснимые с позиций корпускулярной теории, а его мемуар, содержащий всестороннее исследование с волновых позиций, точные количественные измерения и детальную математическую модель всех известных тогда свойств света (кроме поляризации), победил на конкурсе Парижской академии наук 1818 года. Френель обобщил принцип Гюйгенса и сумел строго объяснить прямолинейность распространения световой волны.
Курьёзный случай описывает Араго: на заседании комиссии академиков Пуассон выступил против теории Френеля, так как из неё следовал нелепый вывод: при определённых условиях в центре тени от непрозрачного кружка мог появиться ярко освещённый участок. На одном из следующих заседаний Френель и Араго продемонстрировали членам комиссии этот эффект, получивший название «пятно Пуассона». С этих пор формулы Френеля для дифракции, преломления и интерференции вошли во все учебники физики. И Юнг, и Френель рассматривали свет как упругие продольные колебания эфира, плотность которого в веществе выше, чем в вакууме.

Поляризация света: поворот фильтра блокирует поляризованный свет

Оставалось понять механизм поляризации. Ещё в 1816 году Френель обсуждал возможность того, что световые колебания эфира не продольны, а поперечны. Это легко объяснило бы явление поляризации. Однако поперечные колебания ранее встречались только в несжимаемых твёрдых телах, в то время как эфир считали близким по свойствам к газу или жидкости. Исследование отражения поляризованного света убедило Френеля, что гипотеза о поперечности световых волн справедлива, после чего он представил мемуар с описанием новых опытов и полную теорию поляризации, сохраняющую значение и в наши дни. Следующие почти сто лет обозначены триумфальным успехом волновой теории во всех областях. Классическая волновая оптика была завершена, поставив в то же время труднейший вопрос: что же такое эфир и каковы его свойства?

Сильнейшее влияние на развитие физики имел опыт Физо (1849—1851), который показал, что скорость света в воде на четверть меньше, чем в воздухе (согласно эмиссионной теории, она должна быть больше, иначе не объяснить преломление света).

### Возникновение электродинамики и электротехники

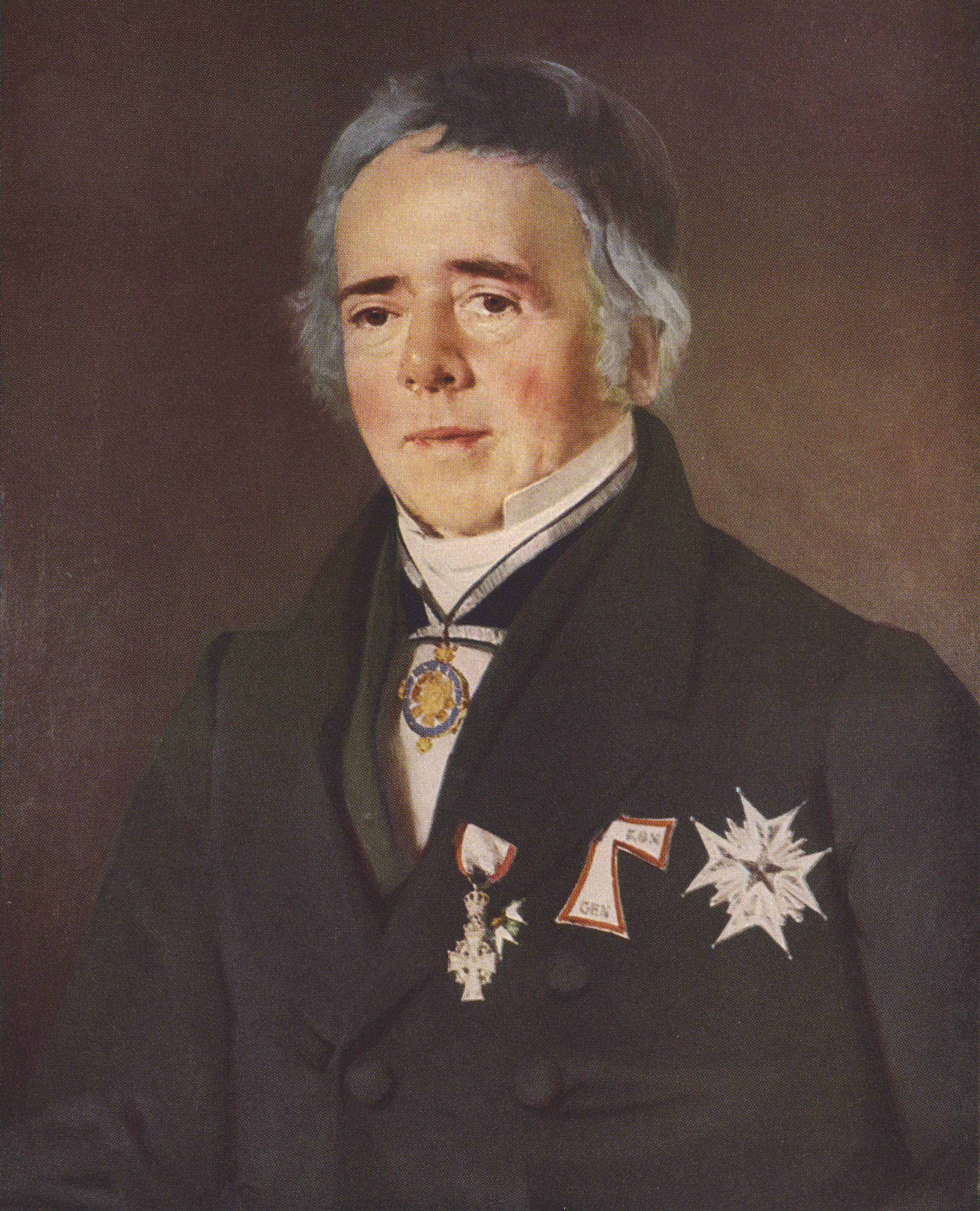
Ханс Кристиан Эрстед
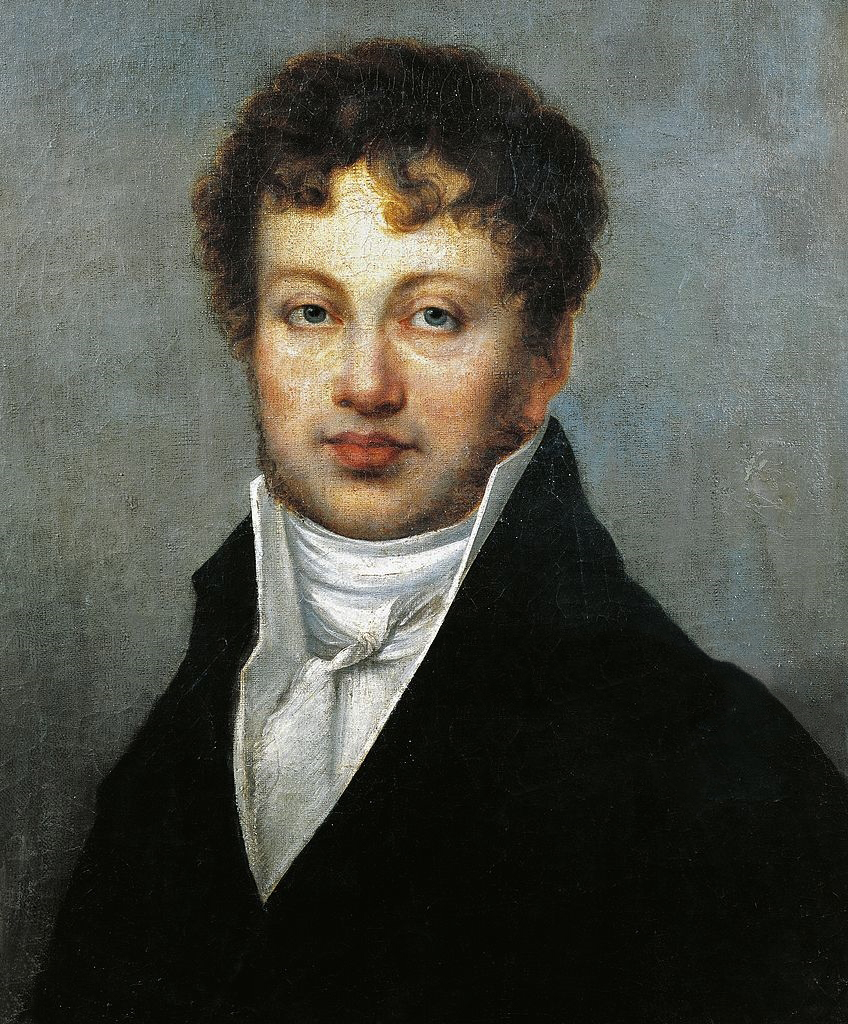
Андре Мари Ампер
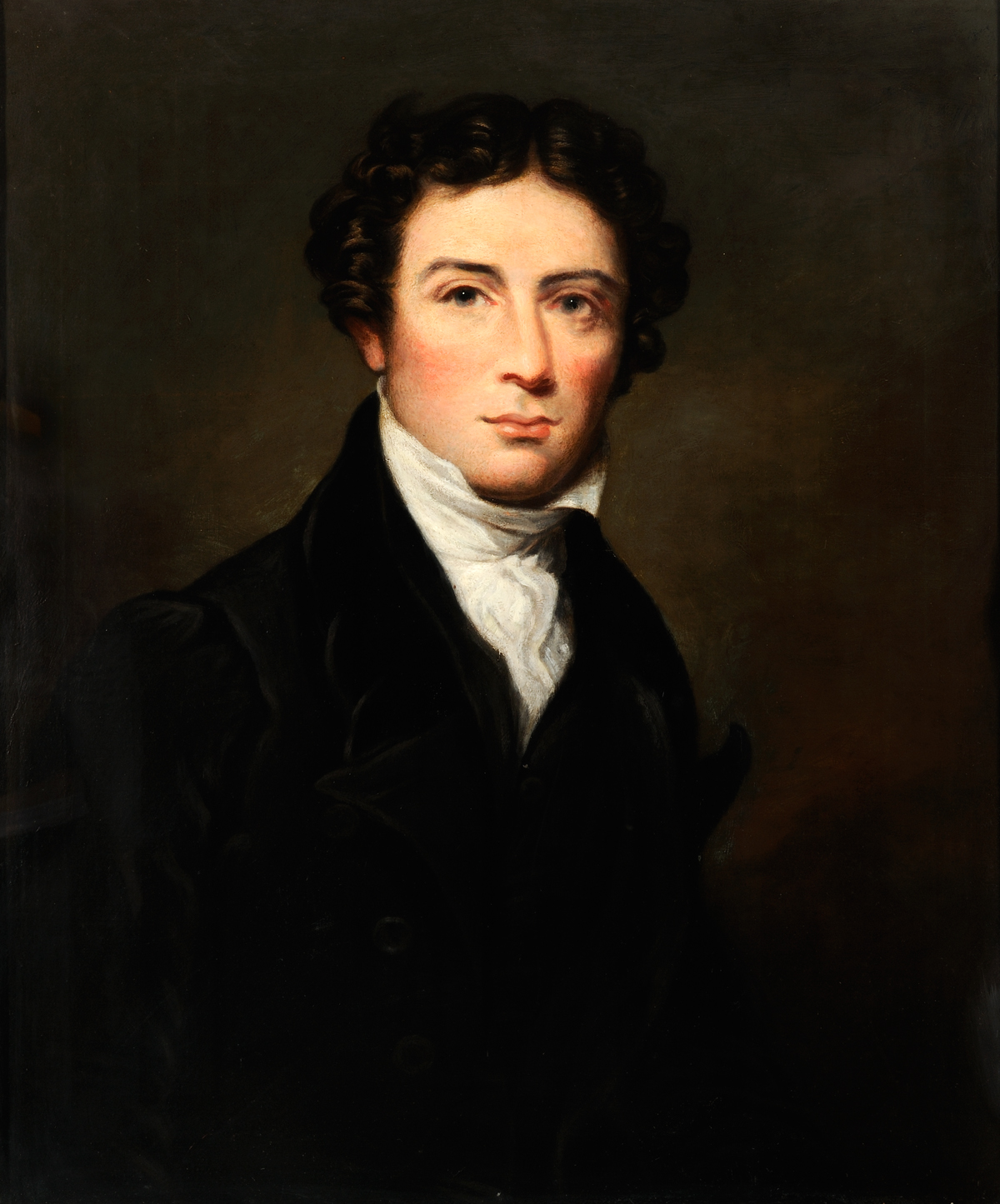
Майкл Фарадей

К концу XVIII века в активе физики электромагнитных явлений были уже теория атмосферного электричества Франклина и закон Кулона. Стараниями Пуассона, Гаусса и Грина в первой четверти XIX века электростатика была в основном разработана, см. уравнение Пуассона (1821). Пуассон ввёл также, кроме электрического, магнитный потенциал, позволяющий рассчитать статическое магнитное поле.
Теоретической основой этих результатов считалось существование двух типов «электрической жидкости», положительной и отрицательной; каждая из них притягивает частицы другого типа и отталкивает — своего собственного. Тело заряжено, если один из типов этой жидкости преобладает; проводниками являются те материалы, которые не оказывают электрическим жидкостям сопротивления. Сила притяжения или отталкивания подчиняется закону обратных квадратов.
Как уже сказано выше, в 1800 году Вольта собрал первый «вольтов столб», при помощи которого исследовал ток в замкнутых цепях. Благодаря этим первым батареям постоянного тока вскоре были сделаны два выдающихся открытия:
- электролиз: в том же 1800 году Никольсон и Карлайл (William Nicholson, Anthony Carlisle) разложили воду на водород и кислород, а Дэви в 1807 году открыл калий и натрий.
- электрическая дуга: В. В. Петров (1802) и Дэви.

Опыт Ампера: два параллельных проводника притягиваются, если направление токов одинаково

Главные сенсационные события начались в 1820 году, когда Эрстед обнаружил на опыте отклоняющее действие тока на магнитную стрелку. Сообщение Эрстеда вызвало всеобщий взрыв интереса. Уже через два месяца Ампер сообщил об открытом им явлении взаимодействия двух проводников с током; он также предложил термины «электродинамика» и «электрический ток». Ампер высказал предположение, что все магнитные явления вызваны внутренними токами внутри материи, протекающими в плоскостях, перпендикулярных оси магнита. Первые теории, связывающие электричество и магнетизм (ещё в старых терминах), построили в том же году Био, Савар и позже Лаплас (см. Закон Био — Савара — Лапласа).
Незамедлительно последовал новый каскад открытий:
- первый электродвигатель (1821 год, Фарадей)
- термоэлемент (1821 год, Зеебек)
- первый чувствительный гальванометр для измерения величины тока (1825 год, Л. Нобили)
- закон Ома (1827)

В 1826 году Ампер издал монографию «Теория электродинамических явлений, выведенная исключительно из опыта». Он открыл электромагнит (соленоид), высказал идею электрического телеграфа. Формула Ампера для взаимодействия двух элементов тока вошла в учебники. Максвелл назвал Ампера «Ньютоном электричества».
Первые метрологические стандарты, установившие единицы измерения электричества и магнетизма, разработали в 1830-е годы Гаусс и Вебер. Начинается практическое применение электричества. В этот же период, благодаря Д. Ф. Даниэлю и Б. С. Якоби, появилась гальванопластика, преобразившая типографское дело, ювелирные технологии, впоследствии — выпуск аудиозаписей на пластинках. В 1830-е годы были разработаны первые образцы электротелеграфа, в 1844 году в США введена в действие первая в мире коммерческая телеграфная линия, а несколько лет спустя их число в США и Европе измерялось десятками.

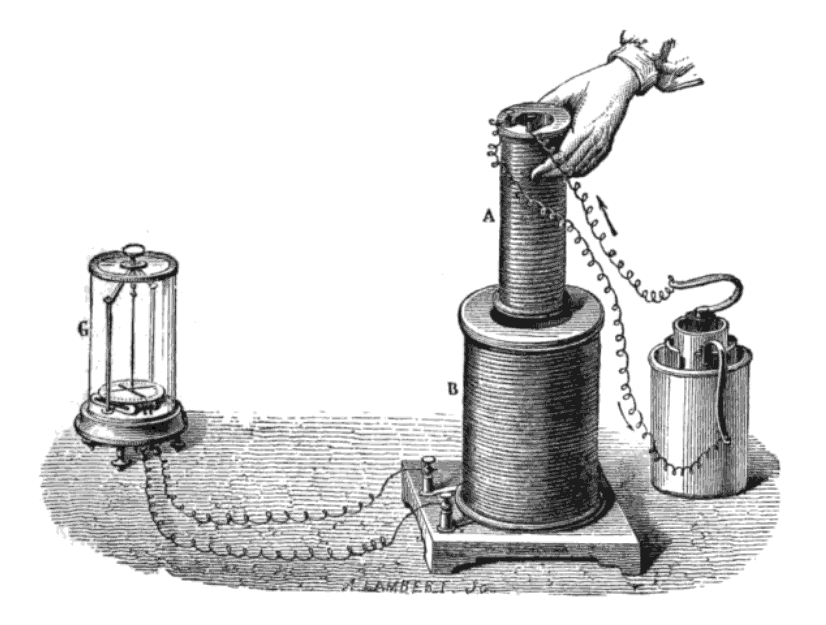
Опыт Фарадея: при движении соленоида с током внутри проволочной катушки в ней возникает индуктивный ток

Майкл Фарадей в 1831 году открыл электромагнитную индукцию, тем самым доказав, что связь электричества и магнетизма взаимна. В результате серии опытов Фарадей сформулировал (словесно) свойства электромагнитного поля, позже математически оформленные Максвеллом: электрический ток оказывает магнитное действие перпендикулярно своему направлению, а изменение магнитного потока генерирует электродвижущую силу и вихревое электрическое поле.
Фарадей построил первый электродвигатель и первый электрогенератор, открыв путь к промышленному применению электричества. Фарадей открыл законы электролиза, ввёл термины: ион, катод, анод, электролит, диамагнетизм, парамагнетизм и другие. В 1845 году Фарадей обнаружил поворот плоскости поляризации света в веществе, помещённом в магнитное поле. Это означало, что свет и электромагнетизм тесно связаны. Позже Фарадей исследовал самоиндукцию, открытую в 1832 году американским учёным Генри, свойства диэлектриков, разряды в газах.
Развитие теории и применений электротехники продолжалось. В 1845 году Кирхгоф установил законы распределения токов в сложных электрических цепях. В 1874 году Н. А. Умов исследовал понятие потока энергии в произвольной среде, а в 1880-е годы Пойнтинг и Хевисайд развили эту теорию применительно к электромагнитному полю.
Промышленные модели электродвигателей и электрогенераторов со временем становились всё более мощными и технологичными; постоянный ток был заменён на переменный. К концу века неисчерпаемые возможности электричества, благодаря совместным усилиям физиков-теоретиков и инженеров, нашли самое широкое применение. В 1866 году запущен трансатлантический электротелеграф, в 1870-е годы изобретён телефон, в 1880-е годы начинается широкое применение ламп накаливания.

### Теория электромагнитного поля
Силы, введённые Ампером, как и у Ньютона, считались дальнодействующими. Это положение решительно оспорил Майкл Фарадей, который с помощью убедительных опытов показал: электрические и магнитные силы перетекают непрерывно от точки к точке, образуя соответственно (взаимосвязанные) «электрическое поле» и «магнитное поле». Понятие «поля», введенное Фарадеем, стало его главным вкладом в физику. Однако учёные того времени, уже свыкшиеся с дальнодействием ньютонового притяжения, теперь уже к близкодействию относились с недоверием.

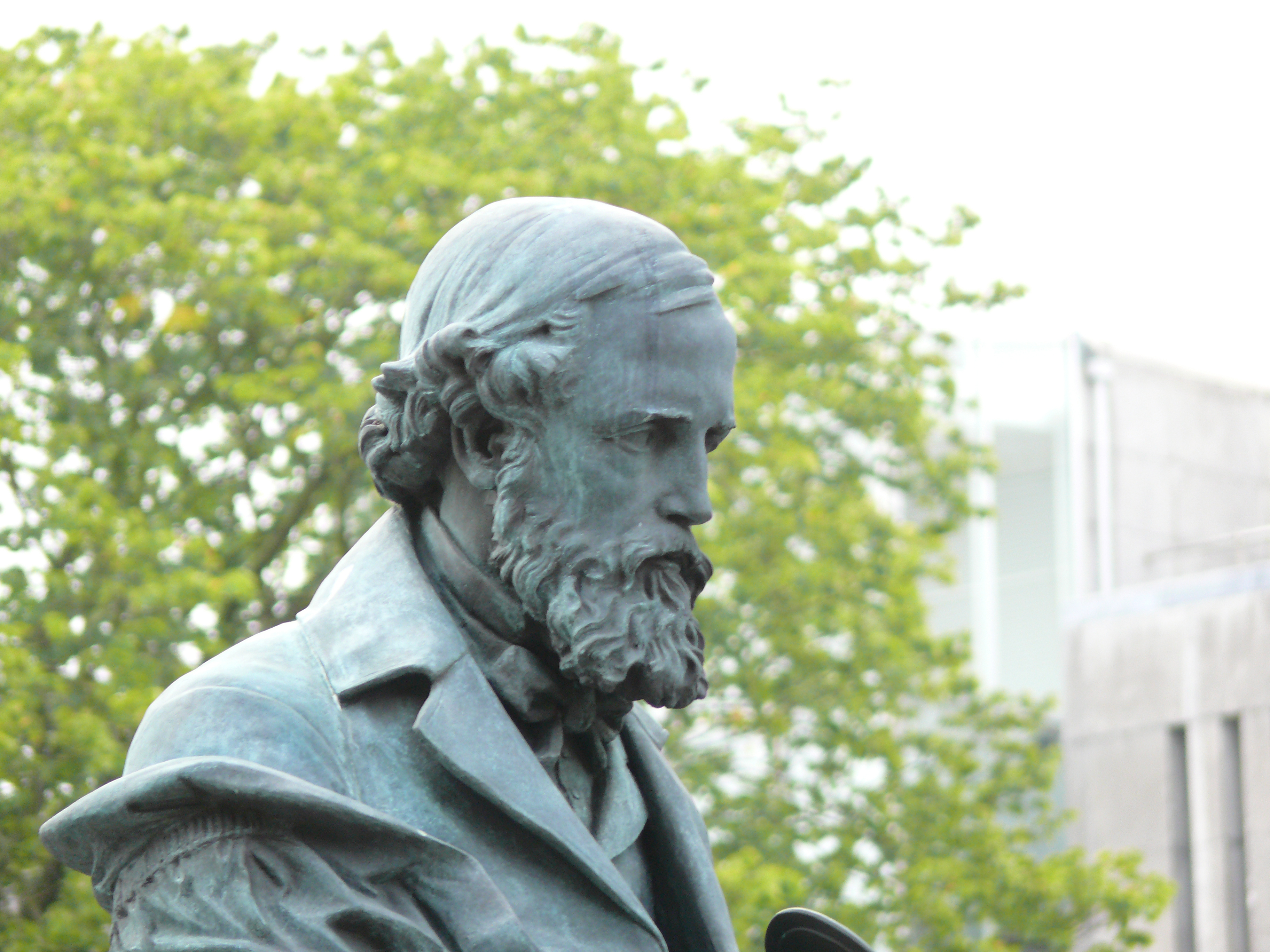
Статуя Джеймса Максвелла в Эдинбурге

После открытий Фарадея стало ясно, что старые модели электромагнетизма (Ампер, Пуассон и др.) существенно неполны. Вскоре появилась теория Вебера, основанная на дальнодействии. Однако к этому моменту вся физика, кроме теории тяготения, имела дело только с близкодейственными силами (оптика, термодинамика, механика сплошных сред и др.). Гаусс, Риман и ряд других учёных высказывали уверенность, что свет имеет электромагнитную природу, откуда следовало, что теория электромагнитных явлений тоже должна быть близкодейственной. Важным обстоятельством стала и глубокая разработка к середине XIX века теории дифференциальных уравнений в частных производных для сплошных сред — по существу был готов математический аппарат теории поля. В этих условиях и появилась теория Максвелла, которую её автор скромно называл математическим пересказом идей Фарадея.

Уравнения Максвелла в векторной форме

В первой работе (1855—1856) Максвелл дал ряд уравнений в интегральной форме для постоянного электромагнитного поля на основе гидродинамической модели (силовые линии соответствовали трубкам тока жидкости). Эти уравнения вобрали всю электростатику, электропроводность и даже поляризацию. Магнитные явления моделируются аналогично. Во второй части работы Максвелл, уже не приводя никаких аналогий, строит модель электромагнитной индукции. В последующих работах Максвелл формулирует свои уравнения в дифференциальной форме и вводит ток смещения. Он доказывает существование электромагнитных волн, скорость которых равна скорости света, предсказывает давление света. Завершающий труд Максвелла — «Трактат об электричестве и магнетизме» (1873 год) содержит полную систему уравнений поля в символике Хевисайда, который предложил наиболее удобный для этого аппарат — векторный анализ. Современный вид уравнениям Максвелла позже придали Герц и Хевисайд.
Единство природных сил, которое не сумел доказать Декарт, было восстановлено. Гипотезы об электрической и магнитной жидкостях ушли в прошлое, вместо них появился новый физический объект — электромагнитное поле, объединяющее электричество, магнетизм и свет. Первоначально это поле трактовали как механические процессы в упругом эфире.

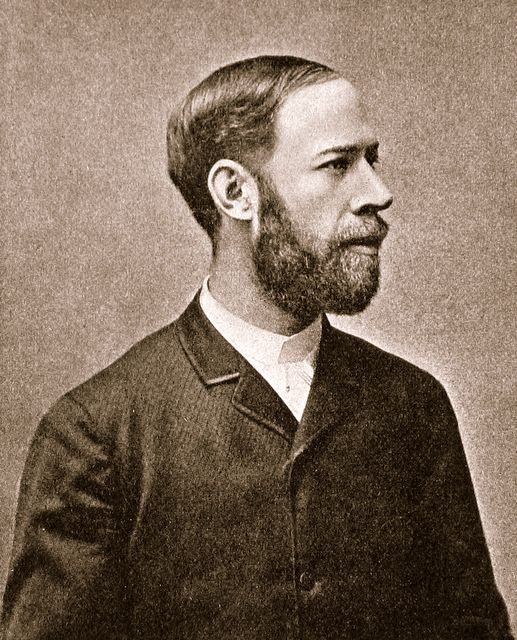
Генрих Герц

Часть физиков выступила против теории Максвелла (особенно много возражений вызвала концепция тока смещения). Гельмгольц предложил свою теорию, компромиссную по отношению к моделям Вебера и Максвелла, и поручил своему ученику Генриху Герцу провести её проверку. Однако опыты Герца, проведенные в 1885—1889 годы, однозначно подтвердили правоту Максвелла.

Схема радиопередатчика Герца

Уже в 1887 году Герц построил первый в мире радиопередатчик (вибратор Герца); приёмником служил резонатор (разомкнутый проводник). В том же году Герц обнаружил ток смещения в диэлектрике (заодно открыв фотоэффект). В следующем году Герц открыл стоячие электромагнитные волны, позже с хорошей точностью измерил скорость распространения волн, обнаружил для них те же явления, что и для света — отражение, преломление, интерференция, поляризация и др.
В 1890 году Бранли изобрёл чувствительный приёмник радиоволн — когерер и ввёл в обиход термин «радио». Когерер ловил радиоволны на расстоянии до 40 метров (Оливер Лодж, 1894), а с антенной — намного дальше. Спустя ещё несколько лет Попов и Маркони предложили соединить когерер с электрозвонком, создав первый аппарат для радиосвязи. В XX веке началась эра радио и электроники.

### Термодинамика, газы, строение вещества

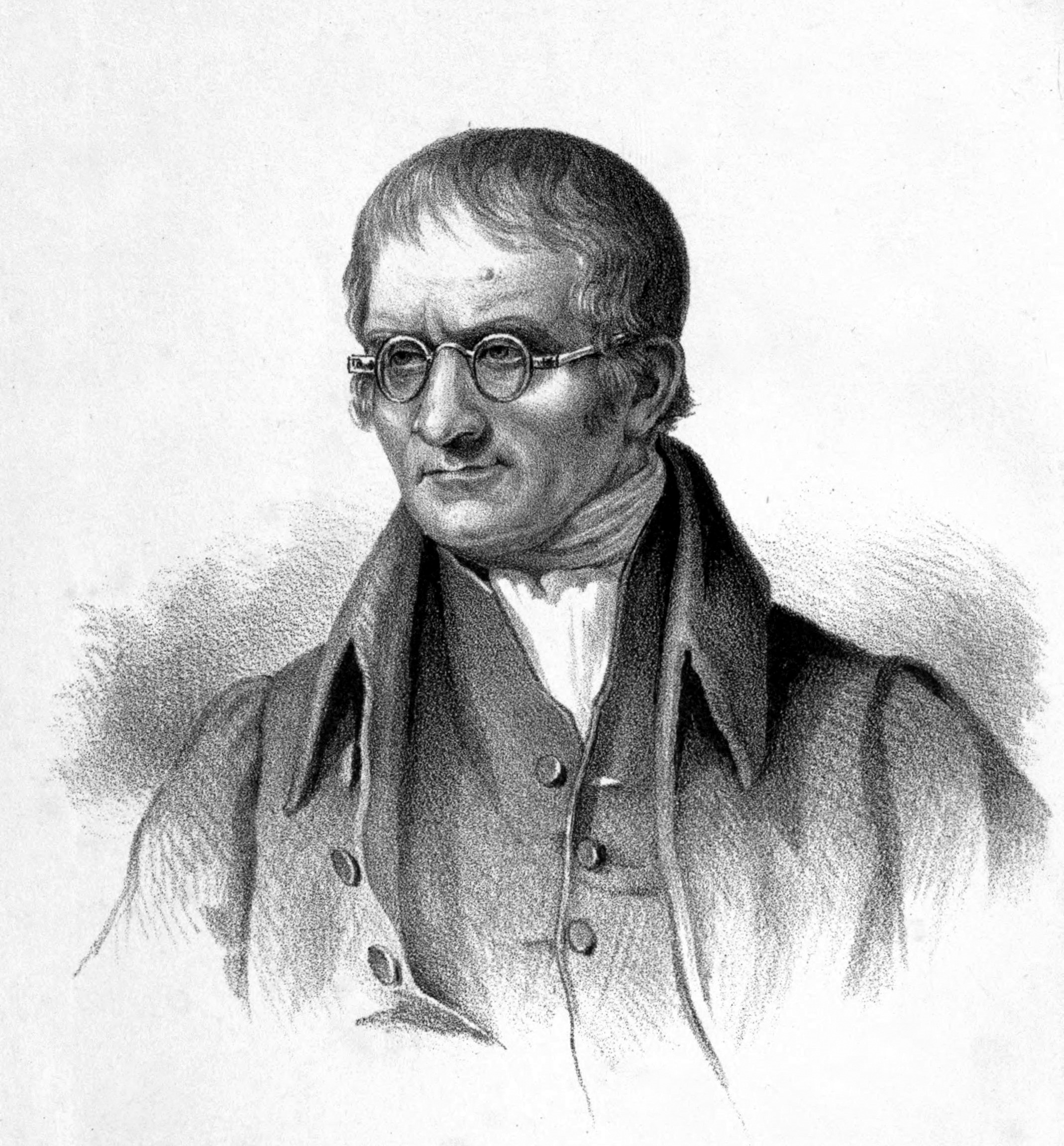
Джон Дальтон
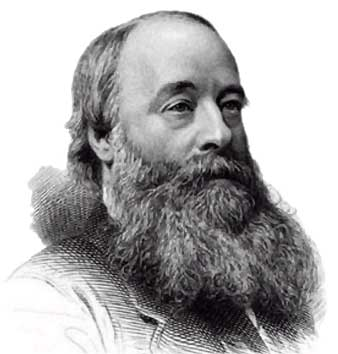
Джеймс Джоуль
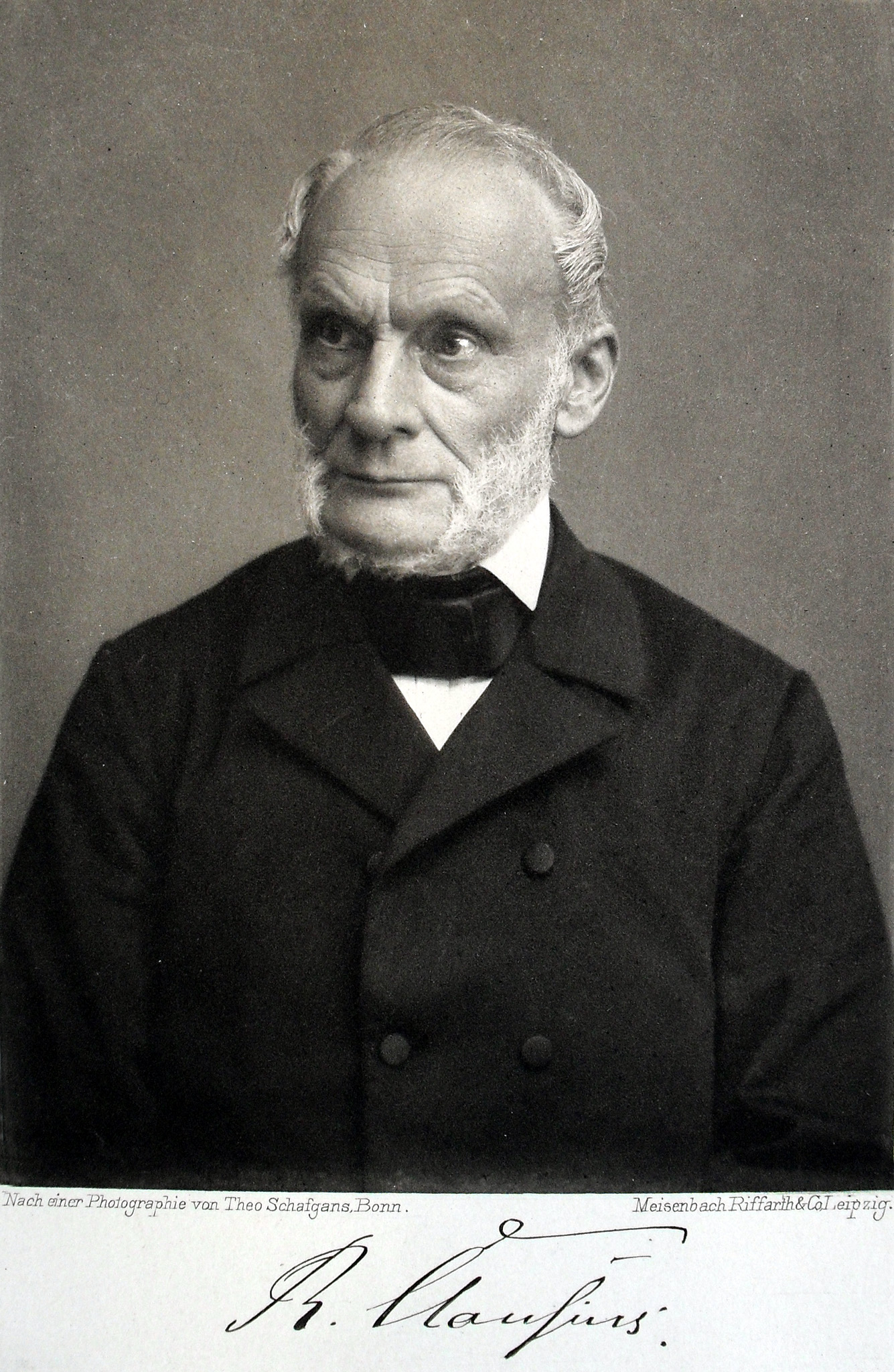
Рудольф Клаузиус
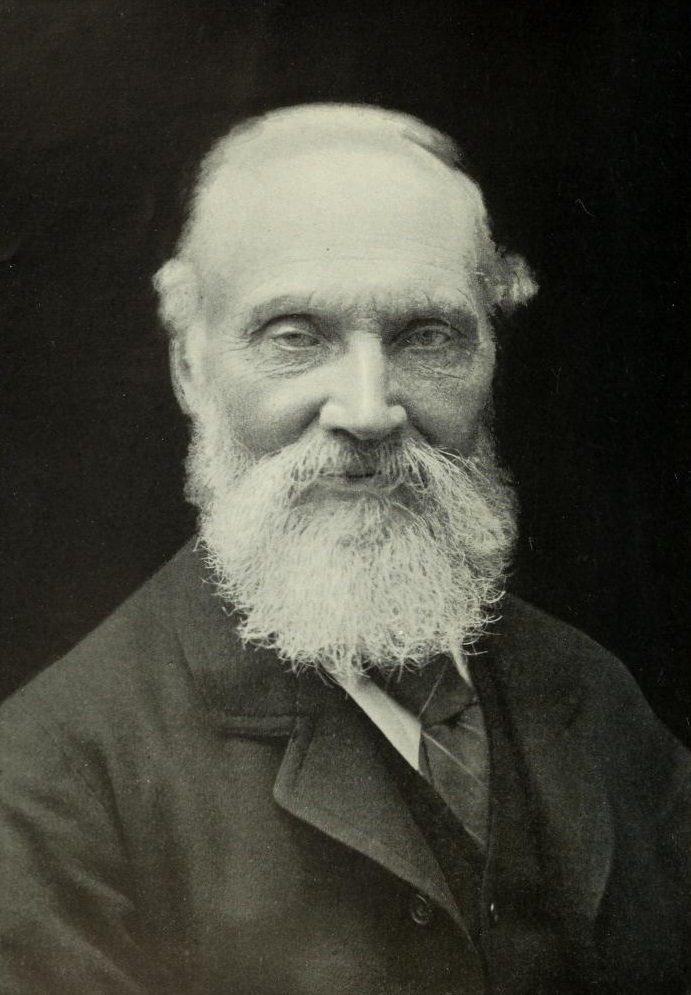
Уильям Томсон (лорд Кельвин)
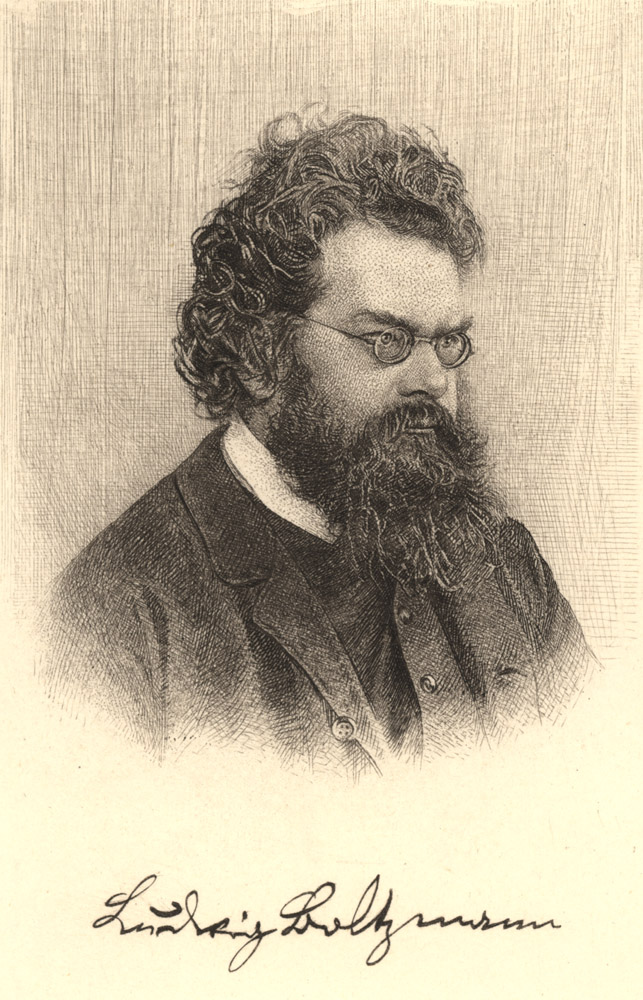
Людвиг Больцман

Успехи химии и невозможность взаимопревращения химических элементов стали весомым аргументом в пользу идеи Роберта Бойля о существовании молекул как дискретных первоносителей химических свойств. Было отмечено, что для участников химических реакций соблюдаются некоторые весовые и объёмные соотношения; это не только косвенно свидетельствовало в пользу существования молекул, но и позволяло сделать предположения об их свойствах и структуре. Джон Дальтон ещё в начале XIX века объяснил с помощью молекулярной теории закон парциальных давлений и составил первую таблицу атомных весов химических элементов — как позже выяснилось, ошибочную, так как он исходил из формулы для воды HO вместо H2O, а некоторые соединения посчитал элементами.
В 1802 году Гей-Люссак и Дальтон открыли закон связи объёма и температуры газа. В 1808 году Гей-Люссак обнаружил парадокс: газы соединялись всегда в кратных объёмных отношениях, например: C + O2 (по одному объёму) = CO2 (два объёма). Для объяснения этого противоречия с теорией Дальтона Авогадро в 1811 году предложил разграничить понятие атома и молекулы. Он также предположил, что в равных объёмах газов содержится равное число молекул (а не атомов, как считал Дальтон). Тем не менее вопрос о существовании атомов был спорным ещё долгое время.
В теории тепла в первой половине XIX века по-прежнему господствовал теплород, хотя уже начали появляться количественные модели теплопередачи. Обсуждался также компромиссный вариант: теплота есть движение частиц вещества, но передаётся это движение через теплород (иногда отождествляемый с эфиром). В 1822 году Фурье публикует «Аналитическую теорию тепла», где появляется уравнение теплопроводности и показывается, что поток тепла (у Фурье — теплорода) пропорционален градиенту температуры. В рамках теории теплорода была написана и книга Сади Карно «Размышления о движущей силе огня и о машинах, способных развивать эту силу» (1824 год), фактически содержащая два начала термодинамики; первоначально не замеченная, эта работа в 1830-е годы была должным образом оценена и оказала огромное влияние на развитие физики.

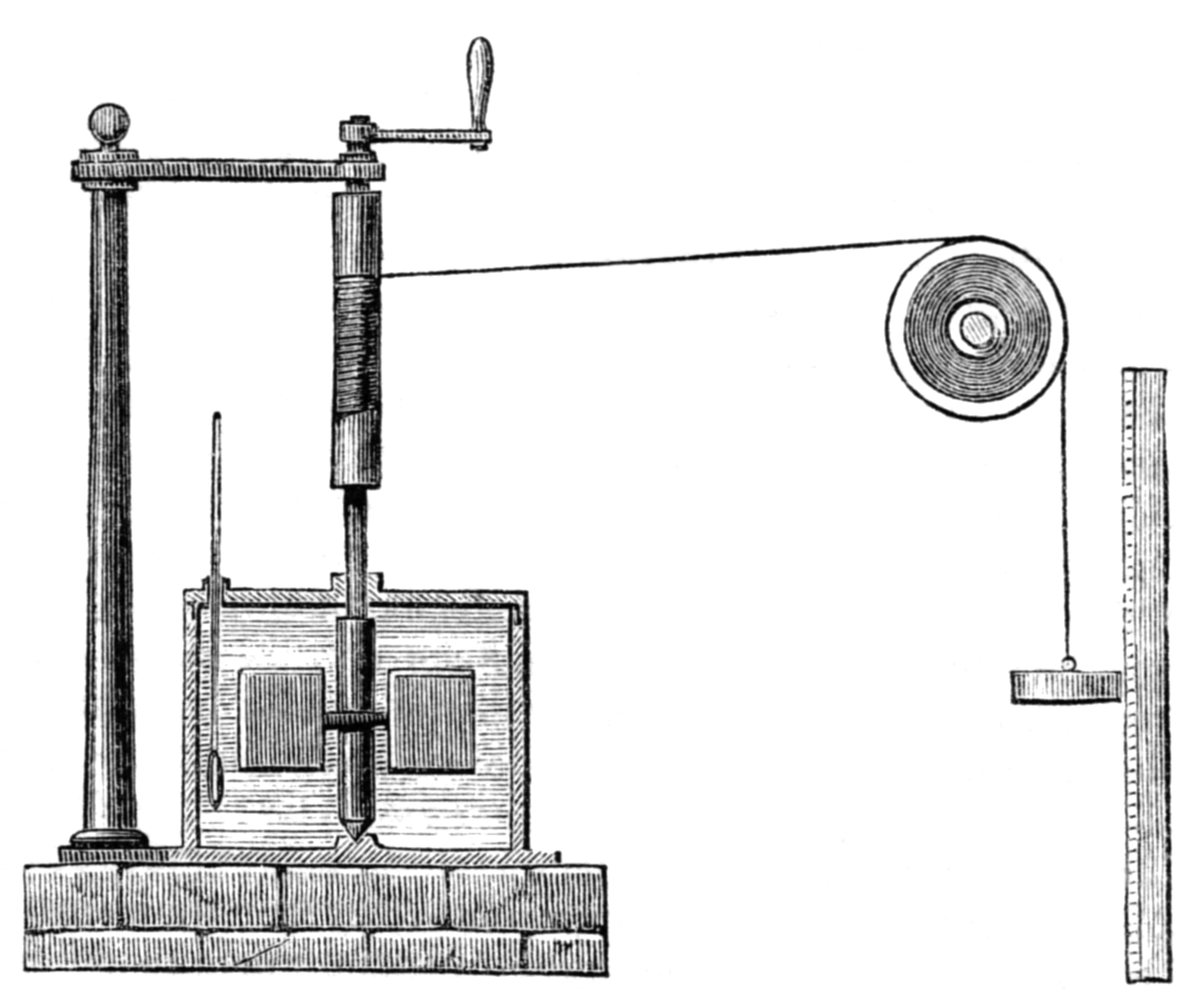
Установка Джоуля для измерения механического эквивалента тепла (1847). Груз справа заставляет лопасти, погруженные в воду, вращаться, в результате чего вода нагревается

В это же время начинают формироваться современные понятия работы и энергии (термин предложен Юнгом в 1807 году, первоначально только для кинетической энергии, и поддержан Кельвином в 1849-м). В 1829 году Кориолис, проанализировав связь работы с «живой силой», добавил в выражение для последней множитель {\displaystyle 1/2}, после чего кинетическая энергия {\displaystyle {\frac {mv^{2}}{2}}} приобрела современный вид.
Джеймс Джоуль, проведя серию опытов с электричеством (1843 год), пришёл к выводу: «во всех случаях, когда затрачивается механическая сила, всегда получается точно эквивалентное количество тепла». Он подсчитал величину этого эквивалента: около 460 кГм/ккал. Для электротока, как выяснил Джоуль, выделяемое тепло пропорционально сопротивлению и квадрату силы тока. Позднее Джоуль подтвердил свои выводы экспериментами со сжатием газов и объявил, что теплота есть механическое движение, а теплопередача есть переход этого движения в иные формы. Во всех опытах оценка механического эквивалента теплоты давала близкие значения. Обобщая, Майер и Джоуль формулируют закон сохранения энергии, а Гельмгольц в своей монографии (1847 год) кладёт этот закон в основу всей физики.

Тепловое движение атомов в молекуле

Работы по кинетике газов, почти заброшенной в первой половине XIX века, начали Крёниг (1856 год) и Рудольф Клаузиус, независимо обосновавшие «уравнение состояния идеального газа». Клаузиус предложил правильную модель идеального газа, ввёл понятие внутренней энергии системы и объяснил фазовые переходы. В середине XIX века Уильям Томсон (лорд Кельвин) и Клаузиус сформулировали в ясном виде два закона (начала) термодинамики. Понятие теплорода было окончательно похоронено, Рэнкин и Томсон ввели взамен общее понятие энергии (1852 год), уже не только кинетической. Название «термодинамика» для раздела физики, занимающегося превращением энергии в макроскопических телах, было предложено Томсоном. После 1862 года Клаузиус исследовал необратимые процессы, не укладывающиеся в механическую модель, и предложил понятие энтропии. Началось широкое обсуждение проблемы «тепловой смерти Вселенной», вызванное тем, что принцип возрастания энтропии несовместим с вечностью Вселенной.
Кельвин в 1848 году предложил «абсолютную температурную шкалу» (шкалу Кельвина), начинающуюся в точке «абсолютного нуля» (—273 градуса Цельсия). Максвелл в 1860 году вывел статистический закон распределения скоростей молекул газа, получил формулы для внутреннего трения и диффузии, создал набросок кинетической теории теплопроводности.
Дальнейшие успехи кинетической теории газов и термодинамики во многом связаны с Людвигом Больцманом и Ван дер Ваальсом. Помимо прочего, они пытались вывести законы термодинамики на базе механики, и неудача этих попыток для необратимых процессов вынудила Больцмана предположить (1872 год), что второе начало термодинамики имеет не директивно-точный, а статистический характер: тепло может перетекать и от холодного тела к горячему, просто обратный процесс гораздо более вероятен. Более 20 лет эта догадка не вызывала интереса среди физиков, затем развернулась оживлённая дискуссия. Примерно с 1900 года, особенно после работ Планка, Гиббса и Эренфеста, идеи Больцмана получили признание. С 1871 года Больцман и Максвелл развивают статистическую физику. Чрезвычайно плодотворной оказалась эргодическая гипотеза (средние по времени совпадают со средними по ансамблю частиц).
Кроме открытия электрона (см. ниже), решительным аргументом в пользу атомистики стала теория броуновского движения (Эйнштейн, 1905). После работ Смолуховского и Перрена, подтвердивших эту теорию, даже убеждённые позитивисты уже не оспаривали существование атомов. Начались первые попытки согласовать с атомной теорией периодическую систему элементов, разработанную в 1869 году Д. И. Менделеевым, но реальные успехи в этом направлении были достигнуты уже в XX веке.
В конце века начались глубокие исследования фазовых переходов и поведения вещества при сверхнизких температурах. В 1888 году шотландец Джеймс Дьюар впервые получил жидкий водород, он же изобрёл «сосуд Дьюара» (термос). Гиббс в 1870-е годы сформулировал правило фаз.

### Открытие электрона, радиоактивность

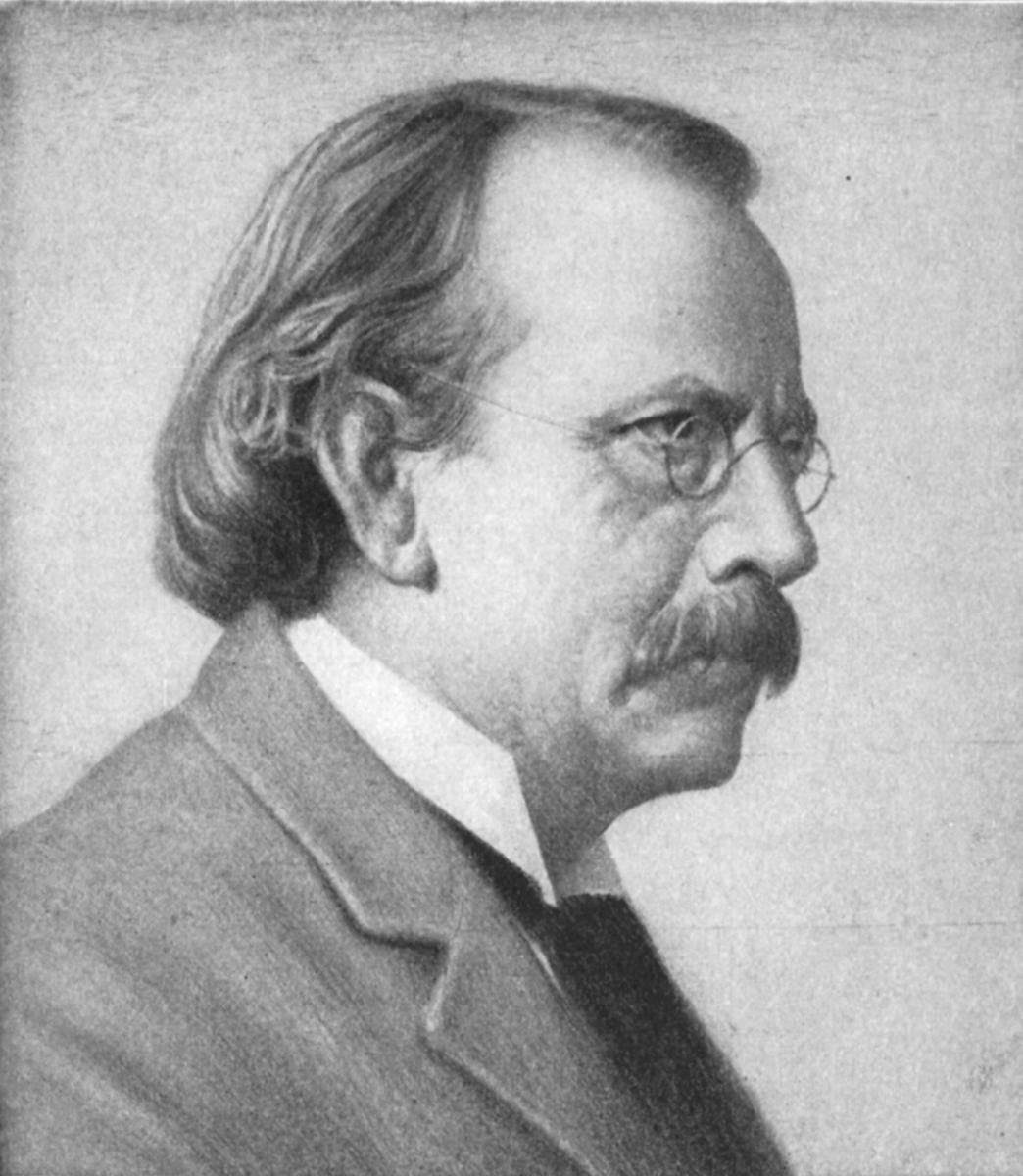
Джозеф Джон Томсон
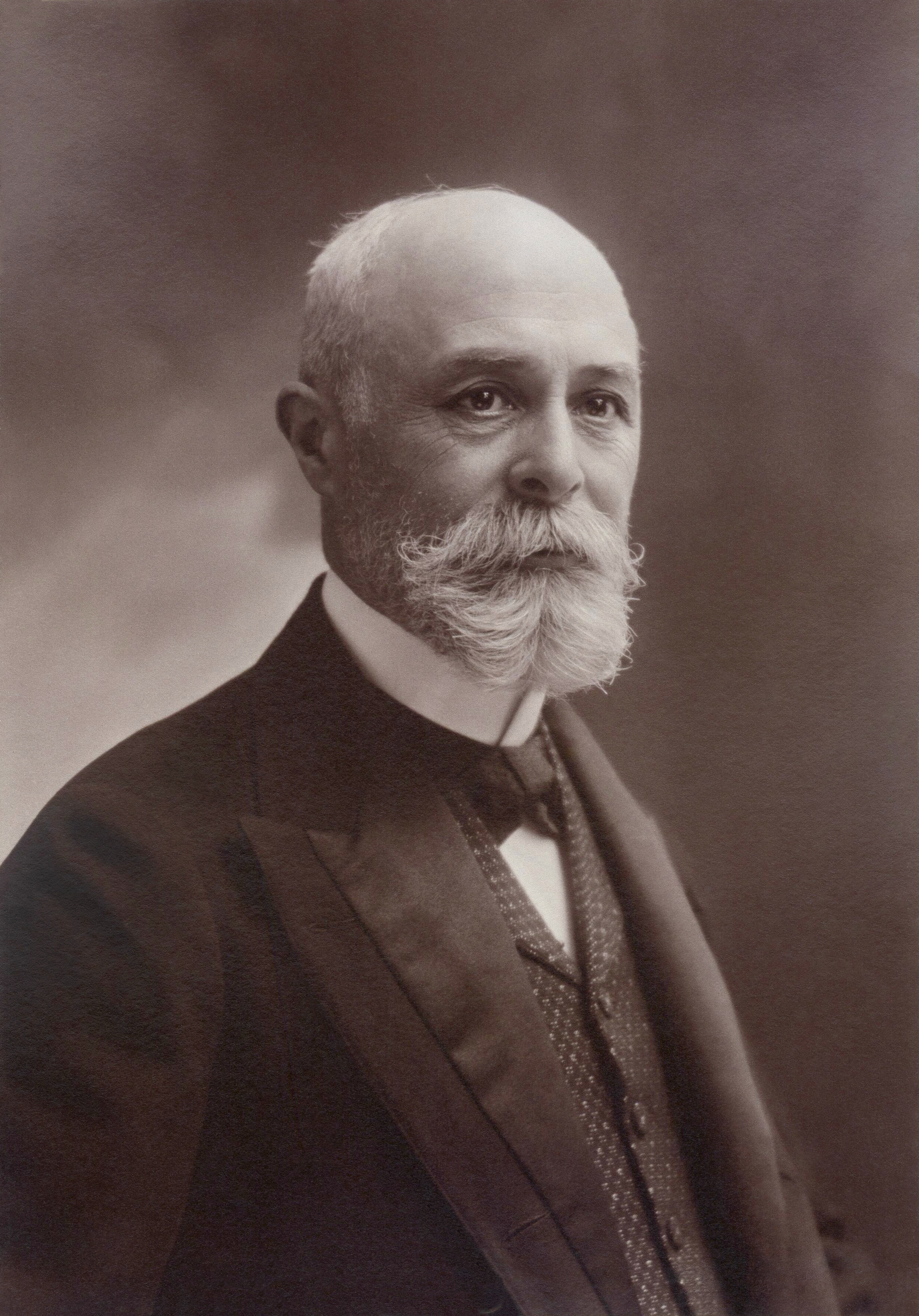
Анри Беккерель
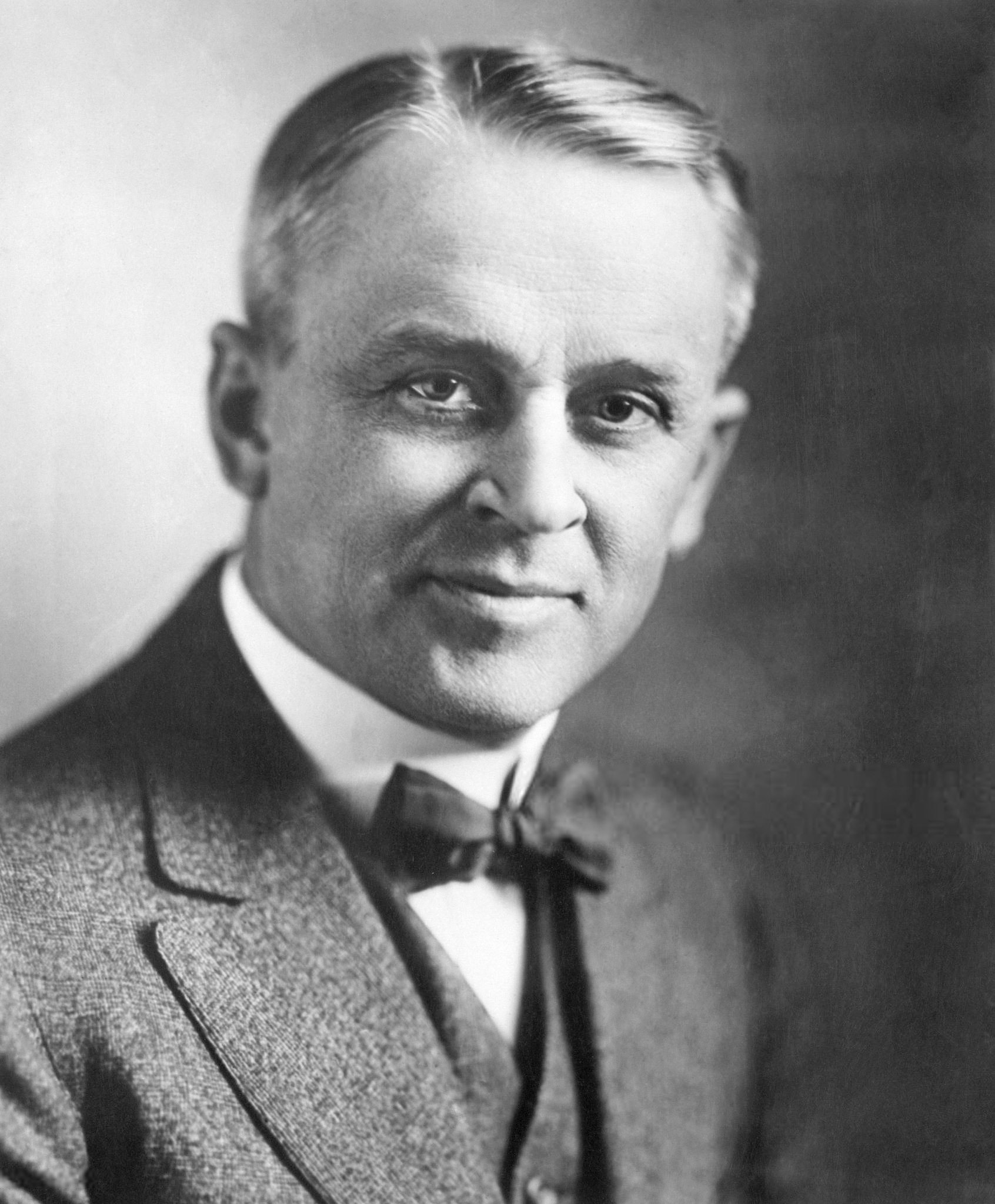
Роберт Эндрюс Милликен
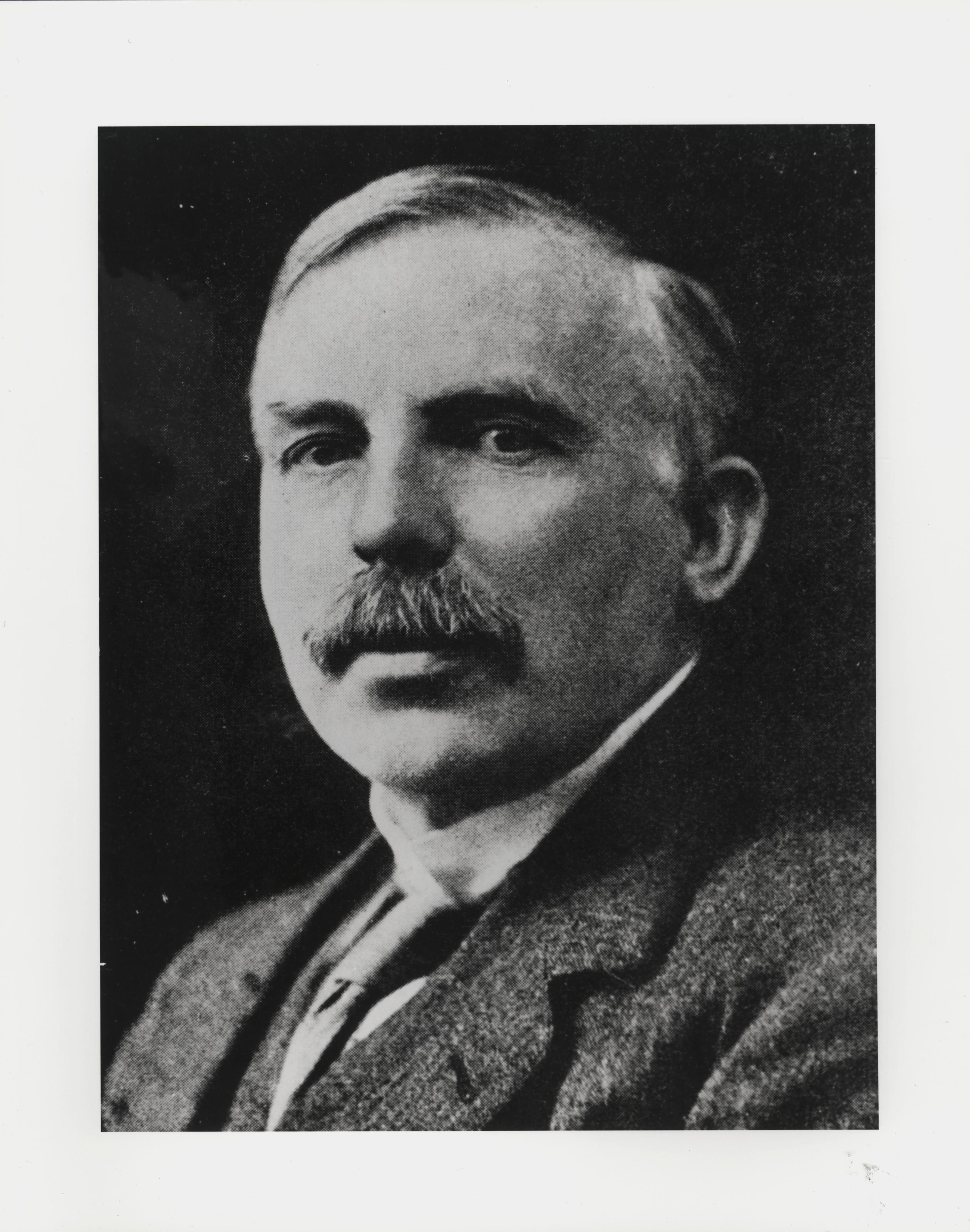
Эрнест Резерфорд

Чтобы связать атомную гипотезу с электрическими явлениями, Берцелиус и Фарадей предположили, что имеются два типа атомов, с положительными и отрицательными зарядами. Из этого следовало существование наименьшего электрического заряда. Стоуни предложил термин «электрон» (1874 год) и дал неплохую оценку его заряда. Были и другие гипотезы, например, У. Праут считал, что раз атомные веса элементов кратны атомному весу водорода, то существует один первичный атом — водорода, а все прочие состоят из сцеплённых первичных атомов. Крукс предположил, что существует нулевой первоэлемент — «протил», составляющий и водород, и прочие элементы, а Уильям Томсон считал атом стабильным вихрем в эфире.

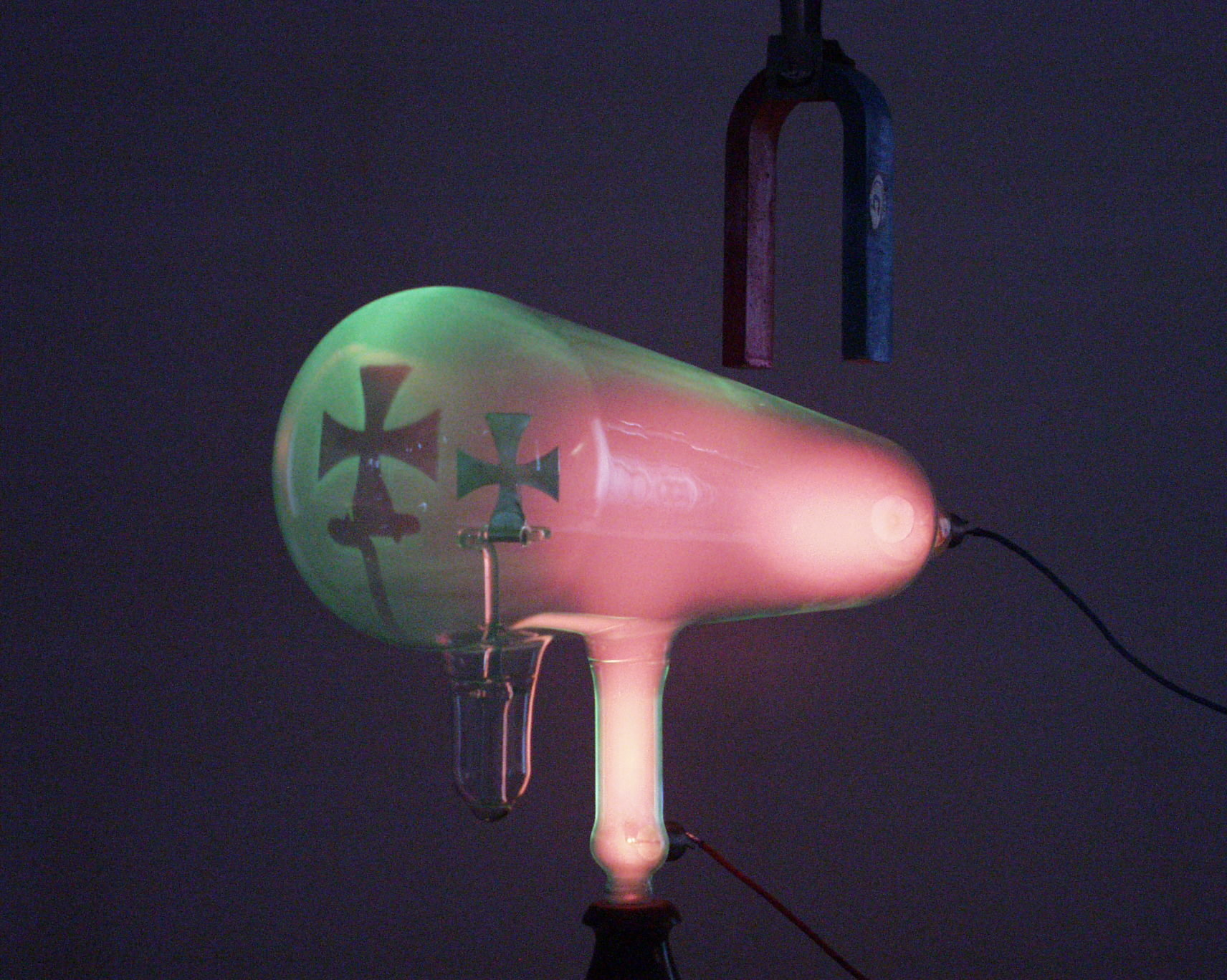
Катодные лучи в магнитном поле

Ещё ранее, в 1858 году, при исследовании электрического разряда в газе были открыты катодные лучи. После долгих дискуссий учёные пришли к выводу, что это и есть поток электронов. В 1897 году Дж. Дж. Томсон измерил отношение заряд/масса для катодных лучей и доказал, что оно не зависит от материала катода и других условий опыта. Предположив, что заряд электрона совпадает с (уже известным) зарядом иона водорода, Томсон получил оценку массы электрона. Ко всеобщему удивлению, она оказалась во много раз меньше массы атома водорода. Гипотезу Берцелиуса-Фарадея пришлось отвергнуть. Томсон показал также, что частицы, излучаемые при фотоэффекте, имеют такое же отношение заряд/масса и, очевидно, тоже являются электронами. Экспериментально определить заряд и массу электрона удалось в 1910 году Роберту Милликену в ходе остроумного опыта.
В 1878 году Гендрик Лоренц обобщил теорию Максвелла для подвижных сред, содержащих ионы. Электронная теория Лоренца хорошо объясняла диамагнетизм, процессы в электролите, движение электронов в металле, а также открытый в 1896 году эффект Зеемана — расщепление спектральных линий, излучаемых веществом, находящимся в магнитном поле.

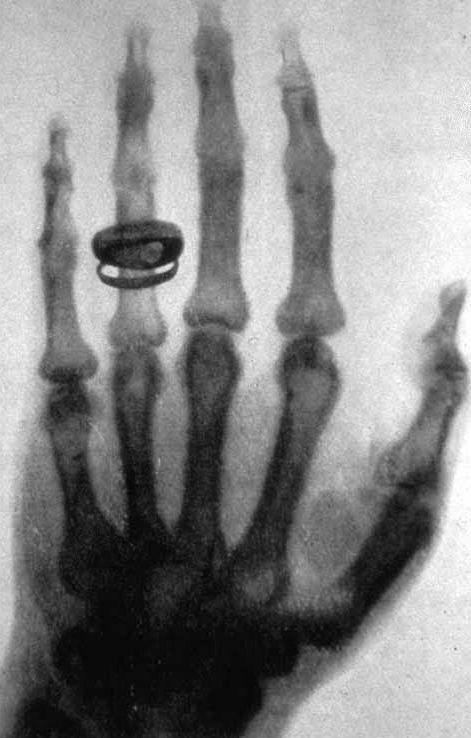
Сделанная В. К. Рентгеном фотография человеческой руки

Решающие открытия были совершены в 1895-м (рентгеновские лучи, Вильгельм Конрад Рентген) и 1896-м годах (радиоактивность урана, Анри Беккерель). Правда, волновая природа рентгеновских лучей была окончательно доказана только в 1925 году (Лауэ, дифракция в кристаллах), но предполагалась многими и ранее. А вот радиоактивность поставила физиков в тупик и подверглась активному исследованию. Вскоре были открыты радий, торий и др. активные элементы, а также неоднородность излучения (альфа- и бета-лучи открыл Резерфорд в 1899-м, а гамма-лучи — Виллар в 1900-м). Природа бета-лучей стала ясна сразу, когда Беккерель измерил их отношение заряд/масса — оно совпало с таковым для электрона. Природу альфа-частиц выяснил Резерфорд только в 1909 году.
В 1901 году Вальтер Кауфман сообщил, что он обнаружил предсказанное Хевисайдом и Дж. Дж. Томсоном возрастание инертной массы электрона при увеличении его скорости. Лоренцеву теорию движения электрона пришлось пересматривать; полемика на эту тему продолжалась даже после создания теории относительности.
Большие споры вызывал вопрос о том, что является источником энергии радиоактивного излучения. В 1902 году Резерфорд и Содди сделали вывод, что «радиоактивность есть атомное явление, сопровождаемое химическими изменениями». В 1903 году они открыли экспоненциальный закон распада радиоактивного атома, оценили внутриатомную энергию как неизмеримо превышающую любую химическую, и выдвинули гипотезу, что именно она является источником энергии Солнца. Одновременно Резерфорд, Уильям Рамзай и Содди обнаружили первые превращения элементов (радона в гелий), а Дж. Дж. Томсон дал первое обоснование периодической системе элементов с позиций электронной теории.

### Механика, оптика, теория упругости
Уильям Гамильтон в 1834—1835 годах опубликовал вариационный принцип, который имел универсальный характер и был успешно использован в самых разных разделах физики. Гамильтон положил этот принцип в основу своей «гамильтоновой механики». «Эти работы легли в основу всего развития аналитической механики в XIX веке».
В оптике главным событием стало открытие спектрального анализа (1859 год). В 1842 году австрийский физик Доплер обнаружил изменение частоты и длины волны, испускаемых движущимся источником. Оба эффекта стали важнейшими инструментами науки, особенно в астрофизике. В середине века появилось ещё одно важное изобретение — фотография.
В 1821 году Анри Навье вывел основную систему уравнений теории упругости, заменив одномерный закон Гука на универсальный закон трёхмерных деформаций изотропных упругих тел. Модель Навье была сразу же (1823 год) обобщена в работах Коши, который снял ограничение изотропности. На основе уравнений Коши Пуассон решил множество практически важных задач.

## XX век

### Общая характеристика физики XX века
В начале XX века физика столкнулась с серьёзными проблемами — начали возникать противоречия между старыми моделями и опытными данными. Так, например, наблюдались противоречия между классической механикой и электродинамикой при попытках измерить скорость света — выяснилось, что она не зависит от системы отсчёта. Физика того времени также была неспособна описать некоторые эффекты микромира, такие как атомные спектры излучений, фотоэффект, энергетическое равновесие электромагнитного излучения и вещества, спектр излучения абсолютно чёрного тела. Движение Меркурия не соответствовало ньютоновской теории тяготения; не было найдено решения и для «гравитационного парадокса». Наконец, новые явления, обнаруженные на рубеже веков — радиоактивность, электрон, рентгеновские лучи — не были теоретически объяснены. «Это целый мир, о существовании которого никто не подозревал», заявил Пуанкаре в 1900 году, и для понимания нового мира понадобился существенный пересмотр старой физики.
Ещё одной важной особенностью физики XX века стало расширение понимания единства природных сил. Уже в XIX веке появилось универсальное понятие энергии, а Максвелл объединил оптику, электричество и магнетизм. В XX веке обнаружились глубокие связи пространства и времени, вещества и излучения (частицы и волны), гравитации и геометрии, массы и энергии и многие другие взаимоотношения. Появилось немало новых разделов физики — теория относительности, квантовая механика, атомная физика, электроника, аэродинамика, радиофизика, физика плазмы, астрофизика, космология и другие.

### Теория относительности

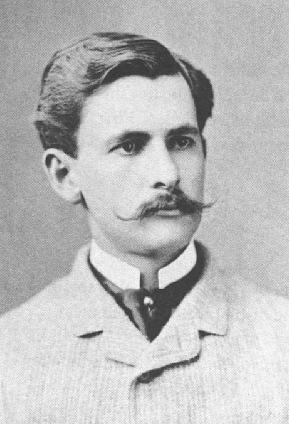
Альберт Абрахам Майкельсон
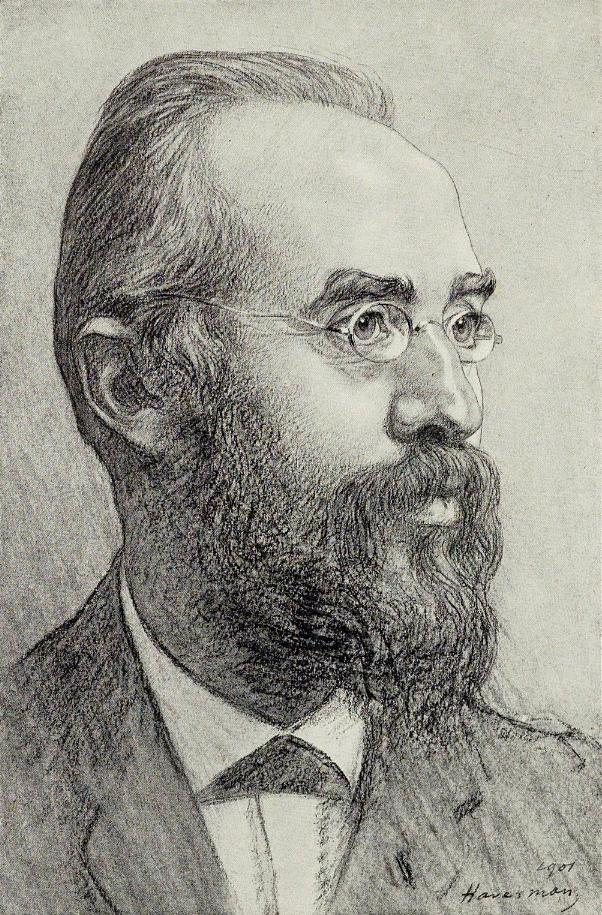
Хендрик Антон Лоренц
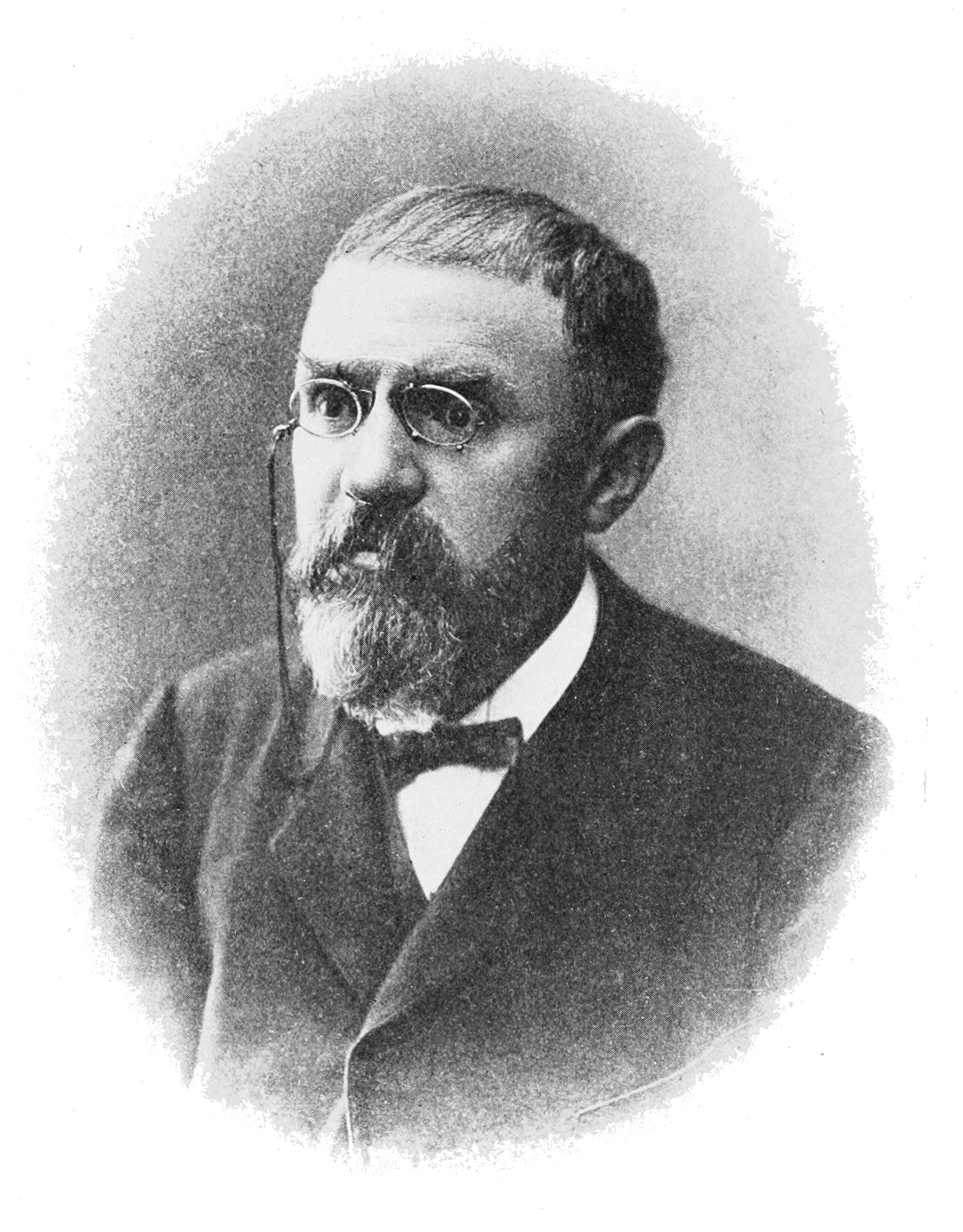
Анри Пуанкаре
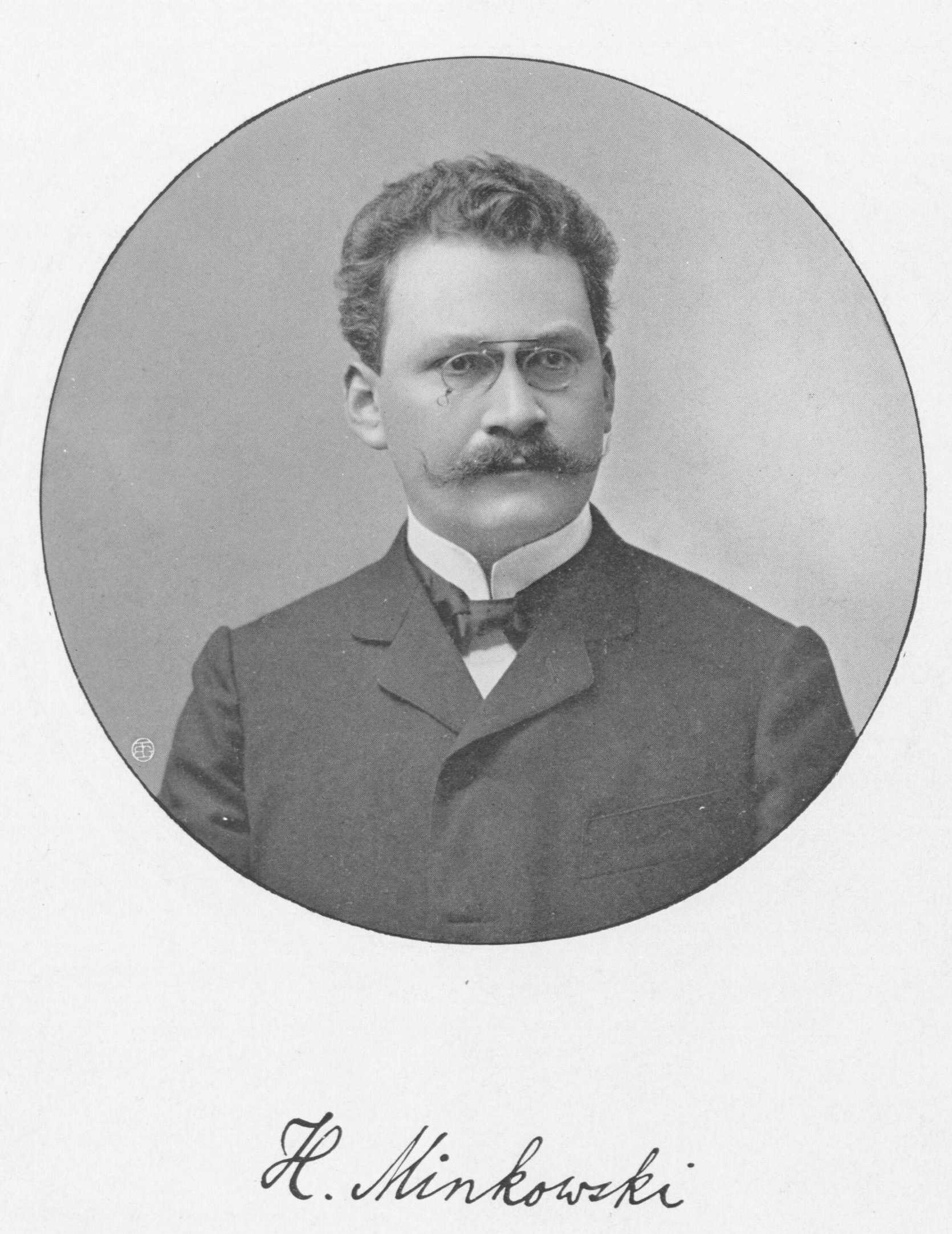
Герман Минковский

В 1728 году английский астроном Брэдли открыл аберрацию света: все звёзды описывают на небосводе малые круги с периодом в один год. С точки зрения эфирной теории света это означало, что эфир неподвижен, и его кажущееся смещение (при движении Земли вокруг Солнца) по принципу суперпозиции отклоняет изображения звёзд.

Схема опыта Майкельсона — Морли

Френель, однако, допускал, что внутри вещества эфир частично увлекается движущейся материей. Эта точка зрения, казалось, нашла подтверждение в опытах Физо, который обнаружил, что скорость света в воде меньше, чем в пустоте. Максвелл в 1868 году предложил схему решающего опыта, который после изобретения интерферометра смог осуществить в 1881 году американский физик Майкельсон. Позже Майкельсон и Морли повторили опыт несколько раз с возрастающей точностью; другие физики провели десятки опытов, основанных на иных принципах (например, Троутон и Нобль измеряли поворот подвешенного конденсатора), но результат был неизменно отрицательным — «эфирного ветра» не существовало.
В 1892 году Гендрик Лоренц и (независимо от него) Джордж Фицджеральд предположили, что эфир неподвижен, а длина любого тела сокращается в направлении его движения. Такое «лоренцево сокращение» неизбежно должно было привести к эффекту двойного лучепреломления во всех движущихся прозрачных телах; однако опыты опровергли существование подобного эффекта. Тогда Лоренц изменил свою гипотезу: сокращаются не сами тела, а входящие в них электроны, причём во всех направлениях, но в направлении движения сокращение больше. Лоренц не смог объяснить, отчего величина сокращения в точности такая, чтобы скомпенсировать «эфирный ветер».
Другим серьёзным затруднением был тот факт, что уравнения Максвелла не соответствовали принципу относительности Галилея, несмотря на то, что электромагнитные эффекты зависят только от относительного движения. Был исследован вопрос, при каких преобразованиях координат уравнения Максвелла инвариантны. Правильные формулы впервые выписали Лармор (1900 год) и Пуанкаре (1905 год), который доказал их групповые свойства и предложил назвать преобразованиями Лоренца. В работе «О динамике электрона» (1905 год) Пуанкаре также дал обобщённую формулировку принципа относительности, охватывающего и электродинамику. В этой работе есть даже четырёхмерный интервал Минковского. Тем не менее Пуанкаре продолжал верить в реальность эфира, а разработанной им математической модели не придавал объективного физического содержания, рассматривая её, в соответствии со своей философией, как удобное соглашение («конвенцию»).

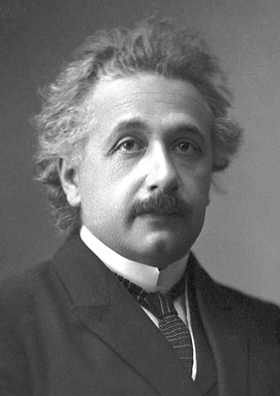
Альберт Эйнштейн

Физическая, объективная сущность модели Пуанкаре раскрылась после работ Эйнштейна. В статье 1905 года Эйнштейн рассмотрел два постулата: всеобщий принцип относительности и постоянство скорости света. Из этих постулатов автоматически следовали формулы преобразования Лоренца, лоренцево сокращение, относительность одновременности и ненужность эфира. Были выведены также новый закон суммирования скоростей, возрастания инерции со скоростью и т. д. Эйнштейн указал, что все законы физики должны быть инвариантны относительно преобразований Лоренца. Позже эта теория получила название специальной теории относительности (СТО). После изгнания из физики эфира электромагнитное поле приобрело новый статус самодостаточного физического объекта, не нуждающегося в дополнительном механическом носителе. В том же году появилась и формула {\displaystyle E=mc^{2}} — инерция определяется энергией.
Часть учёных сразу приняли СТО: Планк (1906 год) и сам Эйнштейн (1907 год) построили релятивистскую динамику и термодинамику, а Минковский в 1907 году представил математическую модель кинематики СТО в виде геометрии четырёхмерного неевклидова мира и разработал теорию инвариантов этого мира.
С 1911 года Эйнштейн разрабатывал общую теорию относительности (ОТО), заменившую теорию тяготения Ньютона, и завершил её в 1915 году. В теории тяготения Эйнштейна, в отличие от ньютоновской, нет дальнодействия и ясно указан физический носитель тяготения — модификация геометрии пространства-времени. Опытная проверка предсказанных этой теорией новых эффектов, предпринятая в десятках экспериментов, показала полное согласие ОТО с наблюдениями. Попытки Эйнштейна и других учёных расширить ОТО, объединив гравитацию, электромагнетизм и теорию микромира, успехом не увенчались.

### Строение атома
После открытия электрона стало ясно, что атом имеет сложную структуру, и встал вопрос, какое место в ней занимает электрон, и какие есть ещё субатомные частицы. В 1904 году появилась первая модель атома, известная как модель «пудинга с изюминками»; в ней атом представлял собой положительно заряженное тело, с равномерно перемешанными в нём электронами. Движутся они там или нет — этот вопрос был оставлен открытым. Томсон первым выдвинул перспективную гипотезу, что свойства химических элементов определяются распределением электронов в атоме. Одновременно японский физик Нагаока предложил планетарную модель, но Вин сразу указал, что круговые орбиты электронов несовместимы с классической электродинамикой: при всяком отклонении от прямой электрон должен терять энергию.
В 1909—1910 годах эксперименты Резерфорда и Гейгера по рассеянию альфа-частиц в тонких пластинках обнаружили, что внутри атома существует небольшая компактная структура — атомное ядро. От «модели пудинга» пришлось отказаться. Резерфорд предложил уточнённую планетарную модель: положительное ядро, заряд которого (в единицах заряда электрона) точно соответствует номеру элемента в таблице Менделеева. Первым успехом новой теории было объяснение существования изотопов. Но были и другие модели. Дж. Дж. Томсон предположил, что взаимодействие электронов и ядра отличается от кулоновского; делались попытки привлечь теорию относительности и даже неевклидовы геометрии.

Атом водорода в модели Бора (анимация перескока с орбиты на орбиту)

Первую успешную теорию, объяснившую спектр атома водорода, построил Нильс Бор в 1913 году. Бор дополнил модель Резерфорда постулатами неклассического характера:
1. Существуют орбиты, на которых электрон будет стабилен (не будет терять энергию).
2. При перескоке с одной дозволенной орбиты на другую электрон излучает или поглощает энергию, соответствующую разнице энергий орбит. Спектр атома водорода теория Бора предсказывала точно, но для других элементов согласия не было[130].

В 1915 году теория Бора была дополнена Зоммерфельдом и Вильсоном; были объяснены эффект Зеемана и тонкая структура спектра водорода. Бор добавил к своим постулатам принцип соответствия, который позволил определить интенсивность спектральных линий. В 1925 году Паули высказал гипотезу о наличии у электрона спина, а позже — принцип запрета, по которому никакие два электрона не могут иметь одинаковые квантовые числа (с учётом спина). После этого стало понятно, как и почему распределяются электроны по слоям (орбитам) в атоме. В 1920-е годы была в основном сформирована электронная теория металлов, объясняющая их хорошую электропроводность, в 1930-е годы было объяснено явление ферромагнетизма.
Нерешённой оставалась проблема — что, вопреки кулоновским силам отталкивания, удерживает протоны в ядре атома? Гамов предположил, что там существуют силы, аналогичные силам поверхностного натяжения в капле жидкости; так возникла «капельная модель ядра», оказавшаяся плодотворной. Японский физик Юкава разработал (1935 год) модель ядерных сил, квантами которых являются частицы особого рода; эти частицы были обнаружены в космических лучах (1947 год) и названы пи-мезонами.
В 1932 году Чадвик открыл нейтрон, предсказанный Резерфордом ещё в 1920-м. Структура ядра стала теперь ясна. Протон фактически был открыт в 1919 году, когда Резерфорд обнаружил расщепление атома азота при обстреле альфа-частицами; название «протон» Резерфорд придумал позднее. В том же 1932 году в космических лучах был открыт позитрон, подтверждающий идеи Дирака о существовании антивещества. В 1934 году Ферми опубликовал теорию бета-распада — нейтрон ядра превращается в протон, испуская электрон и (тогда ещё не обнаруженную) лёгкую частицу, названную им нейтрино. Чтобы теоретически обосновать распад нейтрона, понадобилось, кроме упомянутого выше «сильного», ввести дополнительное (четвёртое по счёту) фундаментальное взаимодействие, получившее название «слабого».

Стандартная модель элементарных частиц: 12 фермионов и 5 бозонов

После открытия деления ядра урана (1938 год, Отто Ган и Фриц Штрассман) и успеха работ по созданию ядерной бомбы ядерная физика превратилась в один из инструментов, формирующих мировую историю.
В 1967 году Стивен Вайнберг и Абдус Салам, использовав ранее опубликованную «электрослабую» модель Шелдона Ли Глэшоу, разработали так называемую «стандартную модель», объединяющую три из четырёх фундаментальных взаимодействий (гравитация в неё не вошла). После открытия предсказанного стандартной моделью бозона Хиггса она считается основой современных представлений о микромире (хотя эксперименты по её проверке и поиску границ применимости продолжаются).

### Квантовая теория

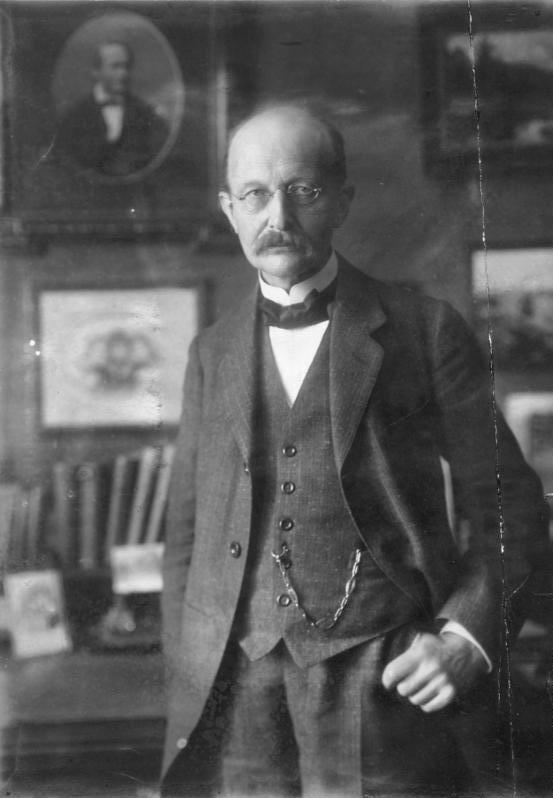
Макс Планк
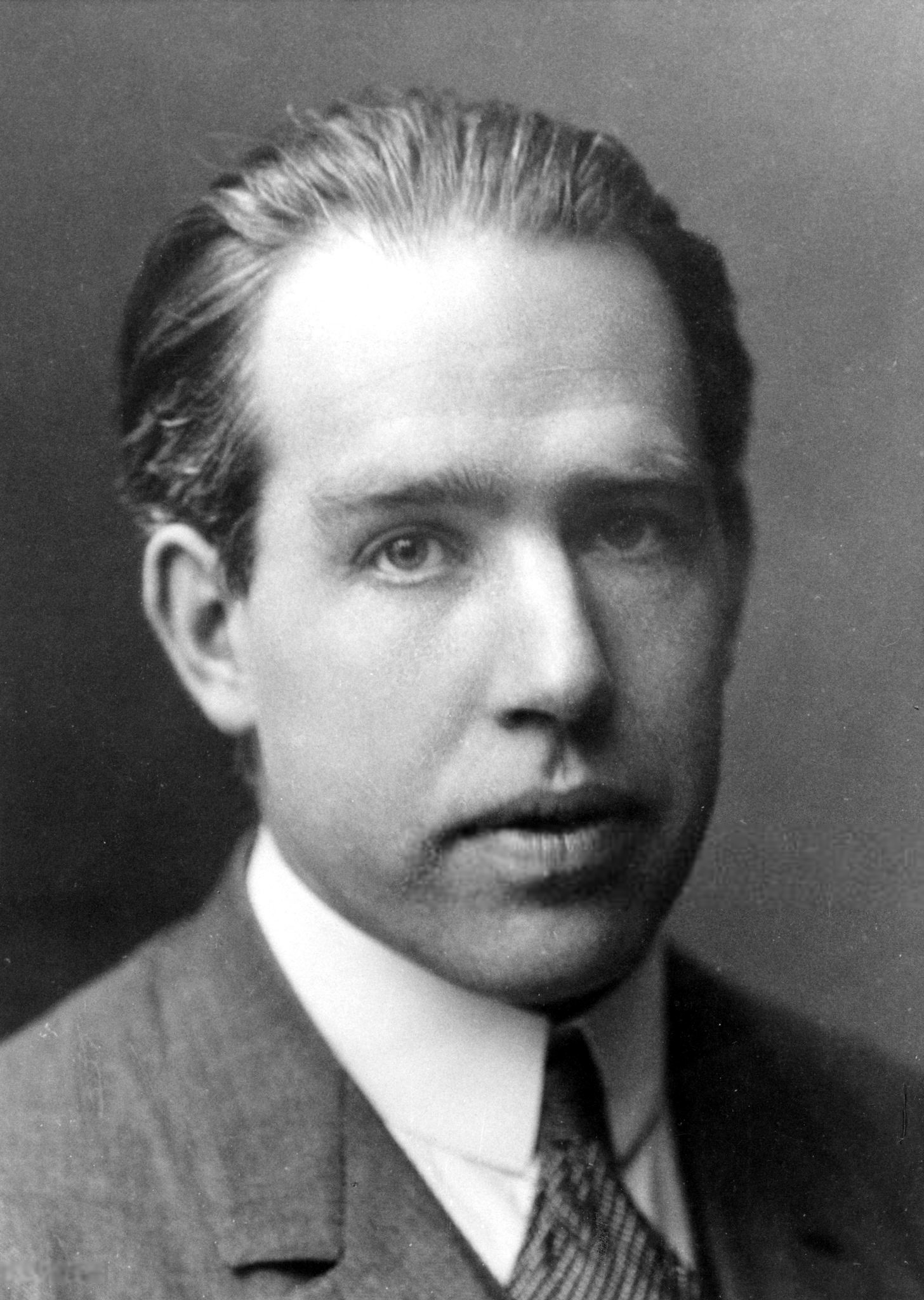
Нильс Бор
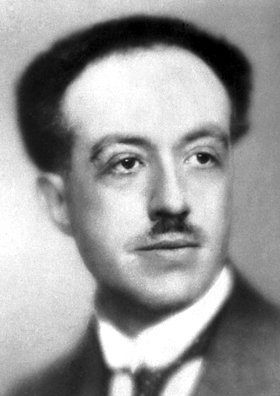
Луи де Бройль
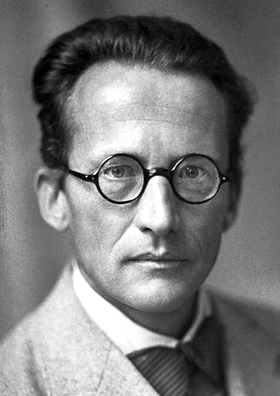
Эрвин Шрёдингер
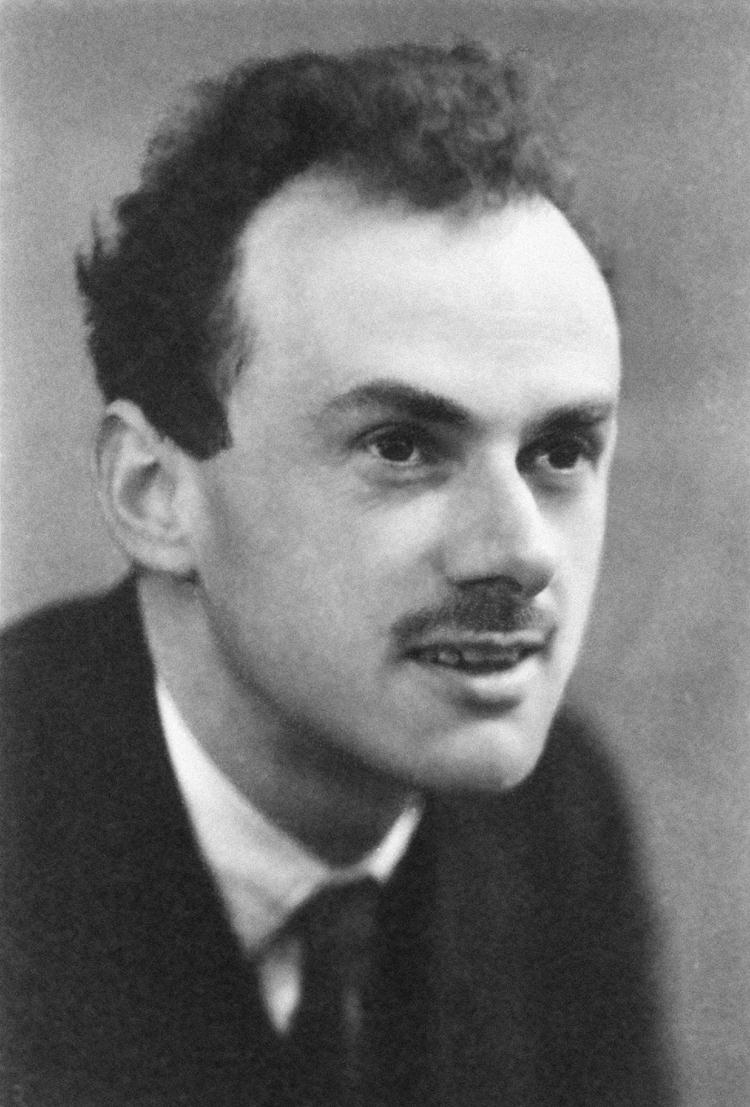
Поль Дирак

В 1880-е годы был экспериментально получен спектр излучения абсолютно чёрного тела; распределение энергии по частотам оказалось несогласованным со всеми имевшимися теориями, особенно для длинных (инфракрасных) волн. Правильную формулу подобрал в 1900 году Макс Планк. Несколькими неделями позже он выяснил, что эта формула может быть строго доказана, если сделать допущение, что излучение и поглощение энергии происходит порциями не меньше некоторого порога (кванта), пропорционального частоте волны. Сам Планк вначале рассматривал такую модель как чисто математический трюк; даже много позже, в 1914 году, он пытался опровергнуть собственное открытие, но безуспешно.
Эйнштейн сразу принял гипотезу квантов света, причём считал, что квантование относится не только ко взаимодействию света с веществом, но является свойством самого света. В 1905 году он построил на этой основе теорию фотоэффекта, в 1907 году — теорию теплоёмкости, которая до Эйнштейна при низких температурах расходилась с экспериментом. В 1912 году Дебай и Борн уточнили теорию теплоёмкости Эйнштейна, и согласие с опытом было достигнуто. Эйнштейновская теория фотоэффекта была полностью подтверждена опытами Милликена в 1914—1916 годах.
Наконец, в 1920-х годах были обнаружены сразу несколько существенно квантовых явлений, необъяснимых с классических позиций. Наиболее показателен был эффект Комптона — вторичное излучение при рассеянии рентгеновских лучей в лёгких газах. В 1923 году Комптон разработал теорию этого явления (основанную на работе Эйнштейна 1917 года) и предложил термин «фотон». В 1911 году была открыта сверхпроводимость — ещё одно специфически квантовое явление, но оно получило теоретическое объяснение только в 1950-е годы (теория Гинзбурга — Ландау, а затем теория Бардина — Купера — Шриффера).

Дифракция электронов, вид в электронном микроскопе

Электромагнитному полю, таким образом, оказался присущ «корпускулярно-волновой дуализм». Французский физик Луи де Бройль предположил (1923), что подобный дуализм свойственен не только свету, но и веществу. Каждой материальной частице он сопоставил волну определённой частоты. Это объясняет, почему принцип Ферма в оптике похож на принцип Мопертюи, а также — почему устойчивые орбиты Бора именно таковы: только у них длина волны де Бройля укладывается на орбите целое число раз. По удачному совпадению, как раз в этом году американские физики Дэвиссон и Джермер изучали отражение электронов от твёрдых тел и обнаружили предсказанную де Бройлем дифракцию электронов. Ещё раньше (1921 год) волновые свойства электронов обнаружились в эффекте Рамзауэра, но в тот момент не были должным образом истолкованы. В 1930 году Отто Штерн тонкими опытами показал волновые эффекты для атомов и молекул.
В 1925 году Вернер Гейзенберг предложил использовать в теории субатомных явлений только наблюдаемые величины, исключив координаты, орбиты и т. п. Для определения наблюдаемых величин он разработал так называемую «матричную механику». Гейзенберг, Макс Борн и Йордан сформулировали правила, по которым классическим величинам сопоставлялись эрмитовы матрицы, так что каждое дифференциальное уравнение классической механики переходило в квантовое.
Синтез идей де Бройля и Гейзенберга осуществил Эрвин Шрёдингер, который в 1926 году создал «волновую механику» на базе выведенного им уравнения Шрёдингера для нового объекта — волновой функции. Новая механика, как показал сам Шрёдингер, эквивалентна матричной: элементы матрицы Гейзенберга, с точностью до множителя — собственные функции оператора Гамильтона, а собственными значениями оказалась квантованная энергия. В таком виде волновая механика была удобнее матричной, и вскоре стала общепризнанной. Первоначально Шрёдингер считал, что амплитуда волновой функции описывает плотность заряда, но этот подход был быстро отвергнут, и было принято предложение Борна (1926 год) истолковывать её как плотность вероятности обнаружения частицы («копенгагенская интерпретация»).

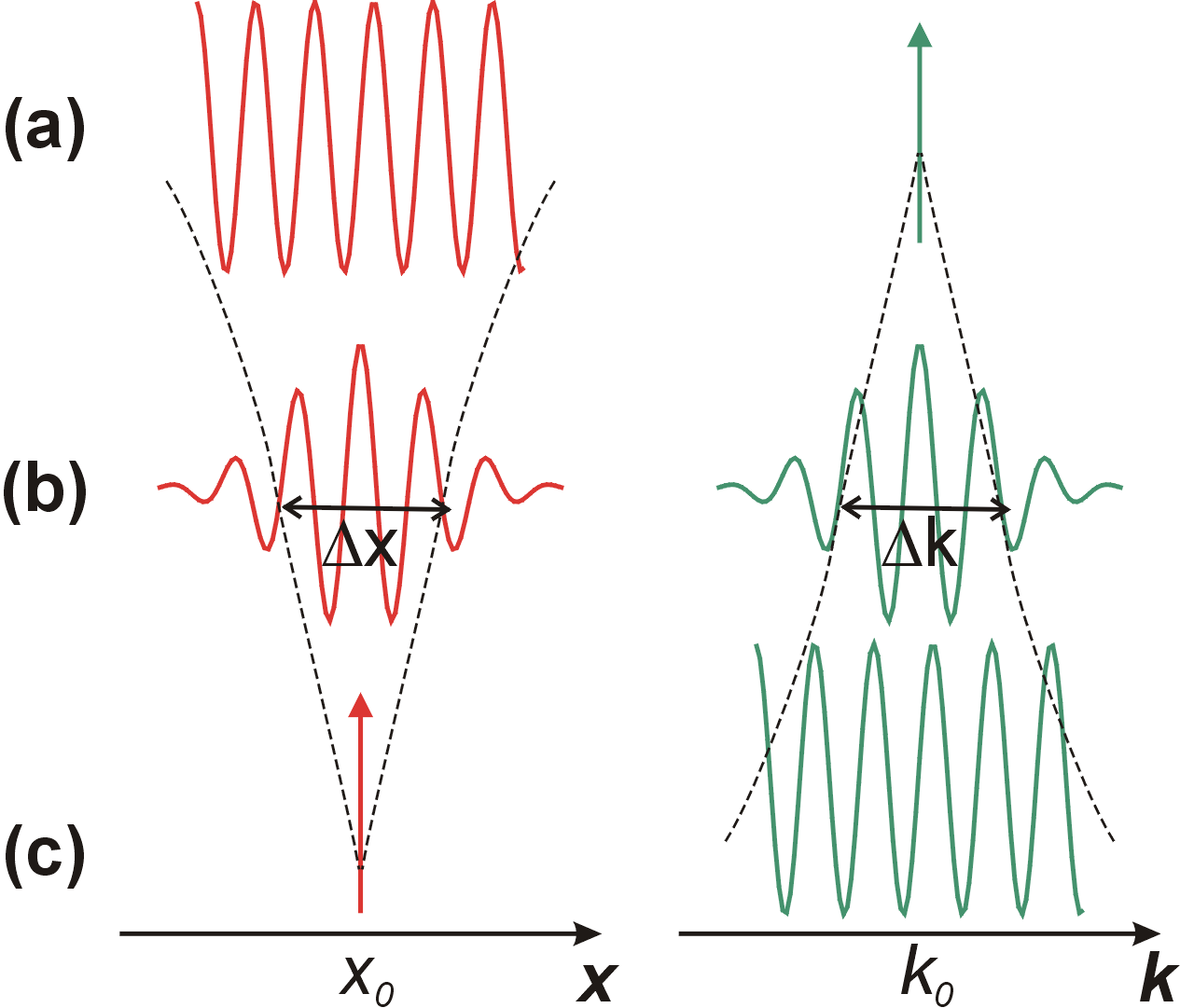
Корпускулярно-волновой дуализм и принцип неопределённости:
(a) Волна, частота известна, положение не определено;
(b) Общий случай, для частоты и положения существует неопределённость;
(c) Частица, положение известно, частота не определена.

В 1927 году Гейзенберг сформулировал принцип неопределённости: координаты и импульс микрообъекта невозможно точно определить одновременно — уточняя координаты, мы неизбежно «размываем» точность определения скорости. Бор обобщил этот тезис до «принципа дополнительности»: корпускулярное и волновое описание явлений дополняют друг друга; если нас интересует причинная связь, удобно корпускулярное описание, а если пространственно-временная картина, то волновое. Фактически же микрообъект не является ни частицей, ни волной; эти классические понятия возникают только потому, что наши приборы измеряют классические величины. Школа Бора вообще считала, что все атрибуты атома не существуют объективно, а появляются только при взаимодействии с наблюдателем. «Нет реальности, не зависящей от способа её наблюдения» (Бор). Многие физики (Эйнштейн, Планк, де Бройль, Бом и др.) пытались заменить копенгагенскую интерпретацию иной, но успеха не добились.
Поль Дирак разработал релятивистский вариант квантовой механики (уравнение Дирака, 1928 год) и предсказал существование позитрона, положив начало квантовой электродинамике. В 1920-е годы был заложен фундамент ещё одной науки — квантовой химии, разъяснившей сущность валентности и химической связи вообще. В 1931 году был построен первый исследовательский ускоритель заряженных частиц (циклотрон). В 1935 году был опубликован знаменитый парадокс Эйнштейна — Подольского — Розена.
В начале 1950-х Н. Г. Басов, А. М. Прохоров и Ч. Таунс разработали основные принципы усиления и генерации электромагнитного излучения квантовыми системами, положенные затем в основу создания принципиально новых источников излучения радиочастотного (мазеры) и оптического (лазеры) диапазонов. В 1960 году Теодор Майман создал первый лазер (оптический квантовый генератор) на основе кристалла рубина, генерирующий импульсы монохроматического излучения на длине волны 694 нм. К настоящему времени создано большое количество лазеров с различными характеристиками — газовых, твердотельных, полупроводниковых, излучающих свет в различных частях оптического диапазона спектра.
Разработана и проверена в экспериментах квантовая теория поля. Идут поиски общей теории поля, которая охватила бы все фундаментальные взаимодействия, включая гравитацию. В течение всего XX века продолжались попытки построить квантовую теорию гравитации; основные из них — это теории суперструн и петлевая квантовая гравитация. Ещё одним кандидатом на эту роль является М-теория, которая, в свою очередь, — недавнее развитие теории суперструн.
Математические методы квантовой теории поля были успешно применены и в теоретической физике твёрдого тела; позже в ней получили применение методы топологии — например, для описания квантового эффекта Холла.

### Астрофизика и космология
Первую «стыковку» физики и астрономии осуществил Исаак Ньютон, который установил физическую причину наблюдаемых движений небесных тел (1687 год). На протяжении следующих столетий учёные обсуждали проблемы, связанные с внеземной физикой, в том числе:
- Температура и иные физические условия на других небесных телах, состав их атмосферы и поверхностного грунта, наличие магнитного поля.
- Источник светимости звёзд, варианты их структуры, механизм образования и возможные направления дальнейшей эволюции, наличие планет.

С астрофизикой близко смыкается космология, изучающая строение и эволюцию всей наблюдаемой Вселенной.

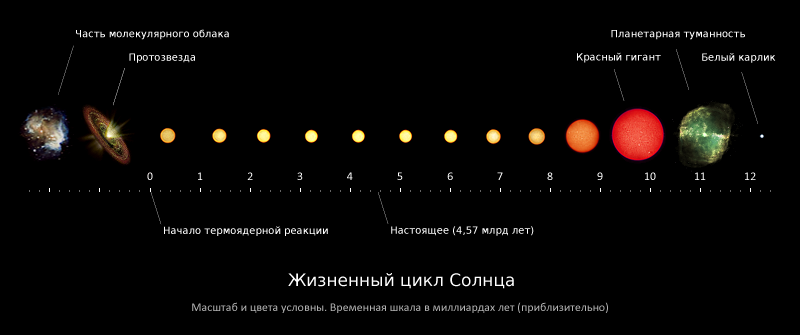
Предполагаемые этапы эволюции Солнца

В XVIII веке гипотезы о «планетогенезе», то есть механизме формирования Солнечной системы и, возможно, иных планетных систем, предложили Сведенборг (1732 год, на основе декартовских вихрей), Кант (1755 год) и Лаплас (1796 год, сгущение газопылевого облака). Последняя идея, в значительно расширенном и доработанном виде, стала основой современных теорий планетогенеза. Были, однако, и другие версии; например, Дж. Джинс в 1919 году предположил, что некогда рядом с Солнцем прошла массивная звезда, в результате чего случился выброс из Солнца вещества, сгустившегося в планеты. Более перспективной оказалась другая идея Джинса (1904 год): источник энергии Солнца — внутриатомная энергия.
Первым инструментом, пригодным для научного исследования внеземных объектов, стал спектральный анализ (1859 год), позволивший дистанционно определить химический состав звёзд и некоторых других небесных тел. Как и предполагалось со времён Ньютона, небесные тела состоят из тех же веществ, что и земные. В 1869 году шведский физик и астроном Андрес Йонас Ангстрем опубликовал первый атлас спектра Солнца, а Анджело Секки исследовал и классифицировал спектры 4 тысяч звёзд. В этот же период вошёл в употребление и термин «астрофизика» (Цёлльнер, 1865 год).

Расширение Вселенной

Другим незаменимым инструментом астрофизиков стал эффект Доплера, используемый в астрономии в основном для измерения относительных радиальных скоростей звёзд. В начале XX века Весто Слайфер, Эдвин Хаббл и другие астрономы использовали эффект Доплера для доказательства, что внегалактические объекты существуют, и почти все они удаляются от Солнечной системы. Артур Эддингтон на основе обсуждавшихся в те годы космологических моделей Общей теории относительности предположил, что этот факт отражает общий природный закон: Вселенная расширяется, и чем дальше от нас астрономический объект, тем больше его относительная скорость. Эддингтон разработал также (в монографии «The Internal Constitution of the Stars») первую модель внутренней структуры звезды. Совместно с Перреном Эддингтон обосновал теорию о термоядерной реакции как источнике энергии Солнца.
Расцвет астрофизики начался во второй половине XX века, когда парк наблюдательных средств астрономии резко вырос: космические телескопы, детекторы рентгеновского, ультрафиолетового, инфракрасного, нейтринного и гамма-излучения, межпланетные зонды и др. Были установлены и исследованы основные физические характеристики всех крупных тел Солнечной системы, найдены многочисленные экзопланеты, новые типы светил (пульсары, квазары, радиогалактики), обнаружены и изучены реликтовое излучение, гравитационное линзирование и кандидаты в чёрные дыры. Изучаются ряд нерешённых проблем: свойства гравитационных волн, природа тёмной материи и тёмной энергии, причины ускорения расширения Вселенной. Установлена крупномасштабная структура Вселенной. Сформирована общепринятая на данный момент теория Большого взрыва как начального этапа эволюции наблюдаемой Вселенной.
Изучение астрономических объектов предоставляет теоретической физике уникальные возможности, поскольку по масштабу и разнообразию космические процессы неизмеримо превосходят всё, что можно воспроизвести в земной лаборатории. Например, астрофизики провели множество наблюдений для проверки эйнштейновской теории тяготения и выяснения возможных границ её применимости. При объяснении ряда наблюдаемых явлений (например, нейтронных звёзд и космологических эффектов) применяются и проверяются методы физики микромира.

### Аэродинамика и метеорология
Появление авиации и потребность в точных метеопрогнозах привело к быстрому прогрессу аэродинамики и теории полёта. Научные основы расчёта движения в воздухе или иной сопротивляющейся среде изложил Ньютон во II томе своих «Начал» (1687 год); большой вклад в аэродинамику внесли в XVIII веке Даниил Бернулли и Леонард Эйлер, а в XIX веке были выведены общие уравнения Навье — Стокса, учитывающие вязкость.

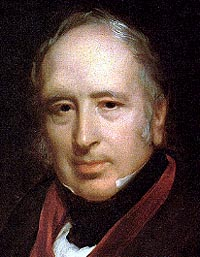
Джордж Кейли

Английский учёный и изобретатель Джордж Кейли в 1799 году, значительно опередив своё время, опубликовал теорию полёта аппаратов тяжелее воздуха. Он ввёл основные параметры полёта аппарата — вес, подъёмная сила, лобовое сопротивление и тяга. Кейли построил и испытал несколько планеров, тягу в которых, за неимением мотора, создавали машущие крылья. В 1871 году появились первые в мире исследовательские аэродинамические трубы (Уэнхем).
В начале XX века, когда появились мощные двигатели, следующим этапом стали разработка управления самолётом в воздухе, оптимизация его характеристик и повышение надёжности. Братья Райт, которые первыми наладили управление самолётом в полёте, разработали и многие теоретические аспекты аэродинамики полёта, в том числе контроль трёх осей вращения самолёта и способы уменьшить аэродинамическое сопротивление. В первые два десятилетия XX века были заложены основы теории полёта и прикладной аэродинамики, в чём велика заслуга Н. Е. Жуковского.
Первые попытки научного предсказания погоды делались ещё в XVII веке, хотя достоверность прогнозов была тогда незначительной. Теоретическая метеорология на основе общефизических законов была разработана в XIX веке. В 1820 году вошли в обиход наглядные синоптические карты (Г. В. Брандес). Важнейшие понятия циклона и антициклона ввёл в середине XIX века знаменитый астроном Леверье. К концу XIX века была организована всемирная сеть метеостанций, которые обменивались информацией сначала телеграфом, а потом — по радио; это позволило повысить достоверность прогнозов. В 1917 году норвежский метеоролог Вильгельм Бьеркнес предложил ещё одно важное понятие — «атмосферный фронт».
Специфика законов метеорологии (высокий динамизм, большое число факторов влияния, неустойчивость из-за наличия положительных обратных связей с труднопредсказуемыми последствиями и т. д.) вынуждает использовать для моделирования изменения погоды мощные компьютеры, но проблема долгосрочных прогнозов остаётся актуальной.

### Другие достижения
В 1918 году Эмми Нётер доказала фундаментальную теорему: каждой непрерывной симметрии физической системы соответствует некоторый закон сохранения. Например, однородности времени соответствует закон сохранения энергии. Это открытие привлекло внимание к роли симметрии в физике, которое оказалось основополагающим, особенно в атомной физике.
Одним из главных направлений развития физики стала прикладная электроника, к концу века полностью перестроившая практически все области человеческой деятельности. В начале века были изобретены первые электронные лампы — диод (1904 год, Флеминг) и триод (1907 год, Ли де Форест). Триод оказался незаменим для создания незатухающих колебаний и усиления тока. На ламповой основе вскоре появились звуковое радио, первые наброски телевидения, а после войны — первые ЭВМ. Успех процесса миниатюризации электронных устройств, повышение их мощности и надёжности позволило создать универсальные и специализированные компьютеры, удобные средства связи и «умные» механизмы для повсеместного использования.
Распространение компьютеров, в свою очередь, позволило компьютерному моделированию стать широко используемым инструментом в физике.
Из других достижений физики конца XX — начала XXI века следует упомянуть открытие высокотемпературной сверхпроводимости (1986 год) и технологии получения графена (2002 год) и других двумерных кристаллов; оба эти направления исследований расцениваются как перспективные, но их широкое практическое применение ещё впереди.

## XXI век и новые рубежи

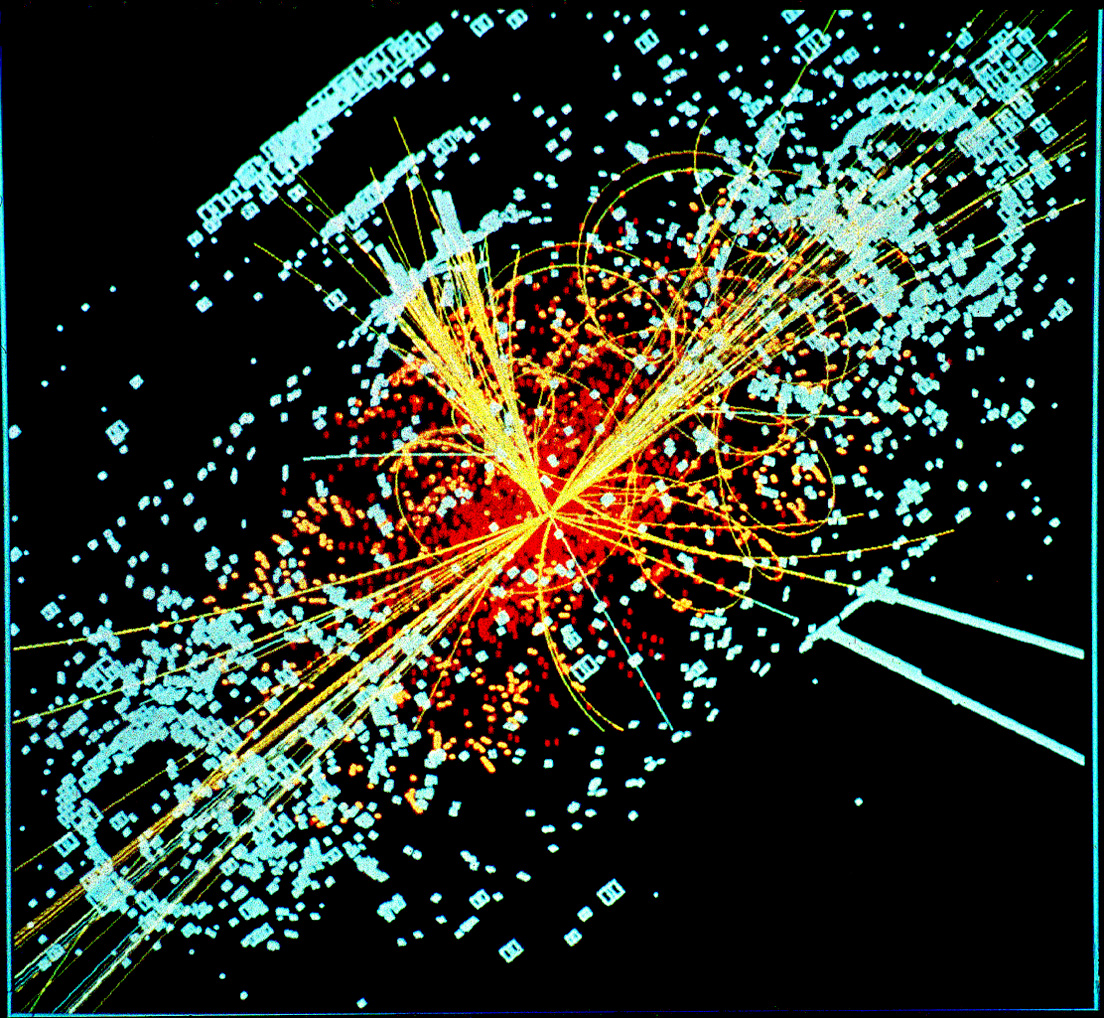
Рождение бозона Хиггса при столкновении двух протонов (компьютерная модель)

С 1970-х годов в теоретической физике наблюдается затишье, некоторые учёные даже заговорили о «кризисе физики» или даже о «конце науки». Тем не менее, идёт работа в рамках существующих теорий. Так, например, получены первые надёжные признаки существования гравитационных волн, исследуются скорости распространения гравитационного и электромагнитного взаимодействия, которые, по предсказаниям теории относительности, совпадают. В ЦЕРНе построен и эксплуатируется Большой адронный коллайдер высоких энергий, который должен помочь проверить, помимо прочего, теорию суперсимметрии и стандартную модель. В 2013 году было официально объявлено, что с помощью коллайдера обнаружен бозон Хиггса, что подтверждает и завершает стандартную модель.
Ли Смолин выделяет пять актуальных физических проблем фундаментального значения, решение которых приведёт к существенному прогрессу физики.
- Разработка квантового варианта теории гравитации, построение «теории всего».
- Физическое (не только математическое) обоснование квантовой механики или обобщение её до теории с более понятным физическим смыслом.
- Объединить в одной теории частицы и все четыре силы взаимодействия.
- Найти причины «тонкой настройки Вселенной», для чего желательно свести число фундаментальных констант к минимуму.
- Выяснить, что собой представляют тёмная материя и тёмная энергия или, если они не существуют, определить, как и почему тяготение в очень больших масштабах действует вопреки теории. Расширить экспериментальную базу космологии.

Из других важнейших проблем, выходящих за рамки Стандартной модели, физики называют:
- Асимметрия материи и антиматерии в наблюдаемой Вселенной
- Нейтринные осцилляции
- Сильная CP-проблема

Нобелевский лауреат Фрэнк Вильчек оптимистически оценивает перспективы дальнейшего прогресса физики:

…Перед нами открытые двери.

Поскольку мы, в сущности, достигли понимания того, что такое материя, мы находимся в положении ребёнка, который только что изучил правила игры в шахматы, или начинающего музыканта, который только что выяснил, на какие звуки способен его инструмент. Такие элементарные знания — это подготовка к совершенному владению искусством, но ещё не искусство.